# Jaffa
 (janvier 2025).
Si vous disposez d'ouvrages ou d'articles de référence ou si vous connaissez des sites web de qualité traitant du thème abordé ici, merci de compléter l'article en donnant les références utiles à sa vérifiabilité et en les liant à la section « Notes et références ».
Pour les articles homonymes, voir Jaffa (homonymie).
Jaffa (en arabe Yaffa ; en hébreu transcrit Yafo (יָפוֹ), en hébreu tibérien Yāp̄ô ; dans les tablettes de Tell al Amarna (1350 av. J.-C.), Yapu), parfois appelée en français Joppé ou Jophé, est une ancienne ville portuaire d'Israël, aujourd'hui incluse dans la municipalité israélienne de Tel Aviv-Jaffa, dont elle constitue la partie sud.
Le port de Jaffa est dès l'Antiquité une des étapes du commerce entre le bassin méditerranéen et l'Asie orientale. Au Moyen Âge, Jaffa est une des échelles du Levant, quoique secondaire par rapport à Acre. Une partie du port et quelques mosaïques antiques ont survécu jusqu'à nos jours.
À la fin  du XIXe siècle et au début du XXe siècle, Jaffa est la plus grande agglomération arabe de Palestine, dépassant par sa population Jérusalem, Gaza et Haïfa. En 1909, dans le cadre de l'Empire ottoman, est créé au nord de Jaffa l'établissement juif de Tel Aviv, issu du mouvement sioniste initié à la fin du XIXe siècle. À la suite de la création de l'État d'Israël (14 mai 1948) et de la défaite arabe lors de la guerre de 1948-1949, la municipalité de Jaffa, d'où nombre de ses habitants arabes ont été expulsés, est fusionnée avec celle de Tel Aviv au sein de la municipalité de Tel Aviv-Jaffa (470 000 habitants), souvent appelé simplement « Tel Aviv », nom qui peut aussi désigner l'agglomération de Tel Aviv (3 500 000 habitants).

## Philologie

### Mentions de Jaffa dans les textes de l'Antiquité

#### Textes de la Bible hébraïque
Jaffa est mentionnée à plusieurs reprises dans la Bible hébraïque.
Dans le livre de Josué, la ville est citée comme un des points limite du domaine de la tribu de Dan.
Dans le livre de Salomon, on y décharge les cèdres importés de Phénicie et destinés à la construction du temple de Salomon à Jérusalem au Xe siècle av. J.-C. et à sa reconstruction au IVe – Ve siècle av. J.-C.[pas clair].
Dans le livre de Jonas, Jaffa est aussi le point de départ du prophète lors de son voyage malheureux vers Tartessos.

#### Textes de la Bible chrétienne (hors Ancien Testament)
Dans les Actes des Apôtres, c'est à Jaffa (Joppé) que se trouve la maison de Simon le corroyeur qui héberge l'apôtre Pierre.

#### Textes grecs
Jaffa apparaît aussi dans la mythologie grecque, dans les légendes d'Andromède et Persée.

### Étymologie du nom de Jaffa

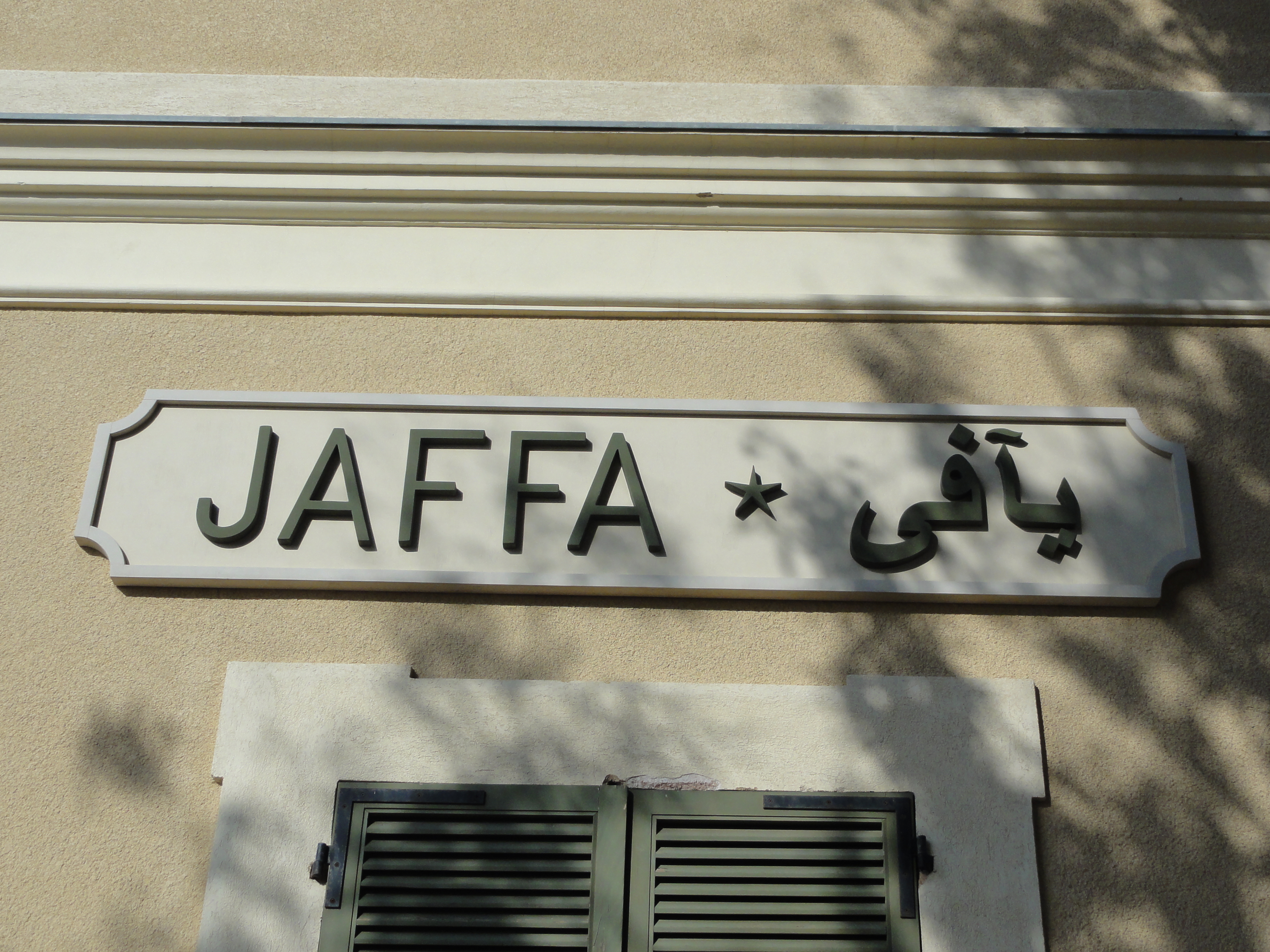

Le nom Yaffa ou Yaffo est probablement d'origine sémitique, lié étymologiquement au mot hébraïque yoffi (écrit יופי) (Joppé) qui signifie « beauté »; yaffa, en hébreu signifie « belle ») (Japho) (ou agréable, pulchritudo aut decor, dit Adrichomius).
Une légende juive l'associe à un des fils de Noé, Japhet (en hébreu Yefet) qui aurait fondé le port quarante ans après le Déluge. Une tradition hellène tardive relatée par Pline l'Ancien l'attribue à Jopa, la fille d'Éole, le maître des Vents.
Jaffa est mentionnée sur la liste de Thoutmôsis III et dans des papyrus égyptiens anciens comme YP. Sur les tablettes de Tell el-Amarna et sur l'inscription de Sennacherib, elle est mentionnée sous la forme Yapu. Chez le géographe arabe Al-Muqaddasi, elle est rappelée sous le nom de Yaffa, employé par les Arabes jusqu'à nos jours. Dans la Bible hébraïque (Ancien Testament, Esdras 3,7), la Méditerranée est nommée la mer Yaffo (Yam Yaffo) et dans le Midrach, la mer de Yaffo (Yamá shel Yaffo). Elle est parfois nommée sous le nom de Joppé ou Jophé dans les Actes des Apôtres, chap. 9, 10 et 11.

## Antiquité
Au deuxième millénaire avant notre ère, Jaffa est située dans une région intermédiaire entre la Phénicie et l'Égypte pharaonique, dont les principaux peuples sont alors les Cananéens et les Philistins (dont le nom est à l'origine de celui de la Palestine), jusqu'à l'implantation au début du premier millénaire des Hébreux sur le territoire ensuite appelé Judée (la région de Jérusalem).

### Débuts
Le port naturel de Jaffa est utilisé depuis l'âge du bronze moyen. Le site antique est situé sur la colline appelée Tell Yaffa (altitude : 40 m) où se trouve aujourd'hui l'église franciscaine Saint-Pierre de Jaffa (du XVIIe siècle).
Vers -1500, elle est sous la domination des Cananéens.

### Conquête par l'Égypte (-1470)

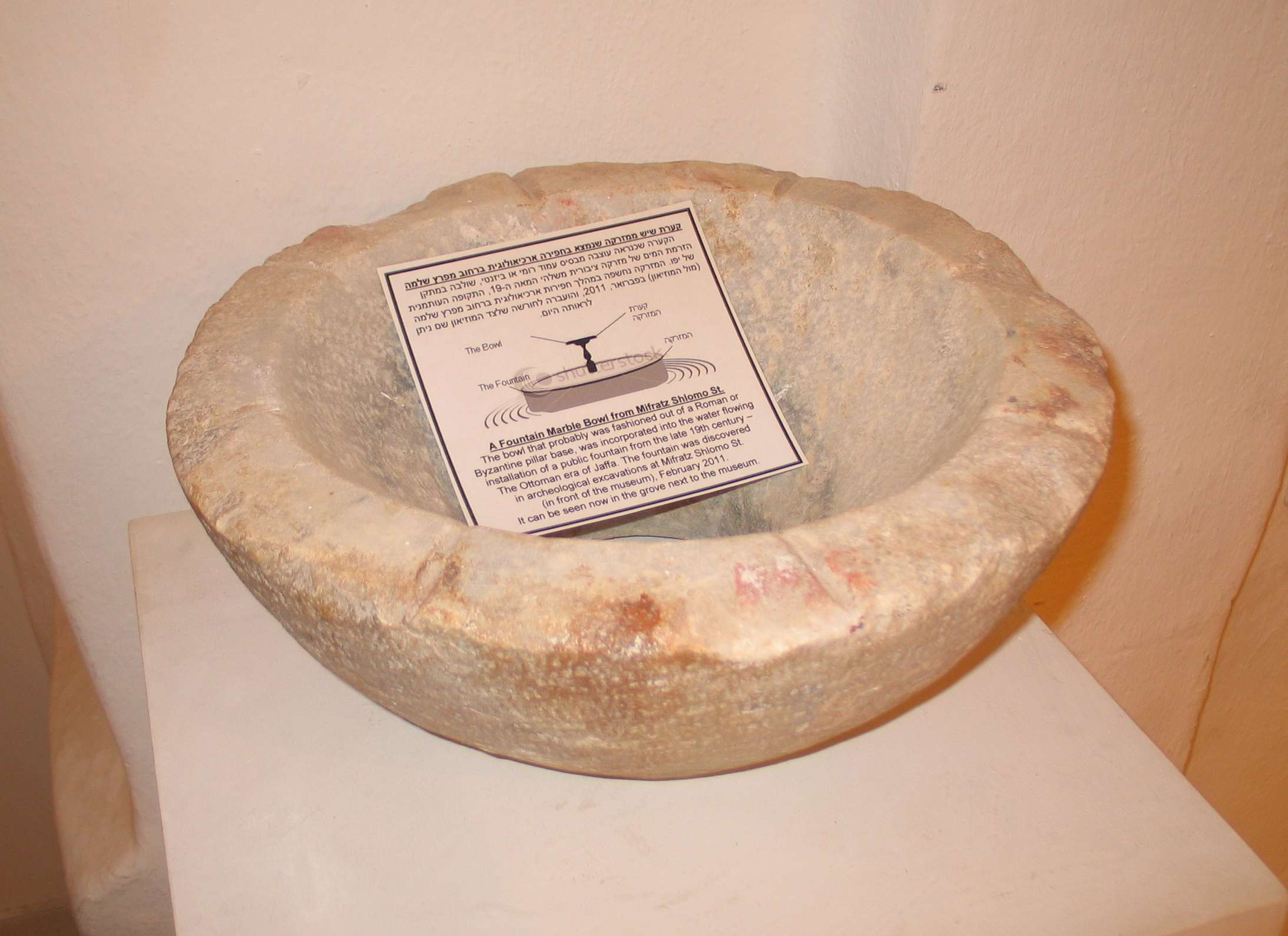
Bol de fontaine en marbre trouvé à Jaffa (rue Mifrats Shlomo), période romaine ou byzantine.

L'existence d'une ville de Jaffa est attestée depuis -1500 environ par une lettre datée d'environ 1470 av. J.-C., qui fait l'éloge du pharaon Thoutmôsis III pour avoir conquis la ville par un subterfuge du type « cheval de Troie », deux cents soldats égyptiens ayant été cachés dans des paniers offerts en cadeau au gouverneur cananéen de la ville.
Le nom de Jaffa apparaît aussi dans les tablettes de Tell el-Amarna (Yaffo).

### Hébreux et Philistins
Hormis les Égyptiens, Jaffa est dominée par les Chanaanéens, et pendant longtemps par les Philistins, y compris par le royaume d'Ashdod. Elle fait partie, temporairement, des royaumes juifs anciens unifiés sous les rois Salomon et David, et plus tard sous quelques-uns des rois de Judée.

### Assyriens, Babyloniens, Perses, Grecs

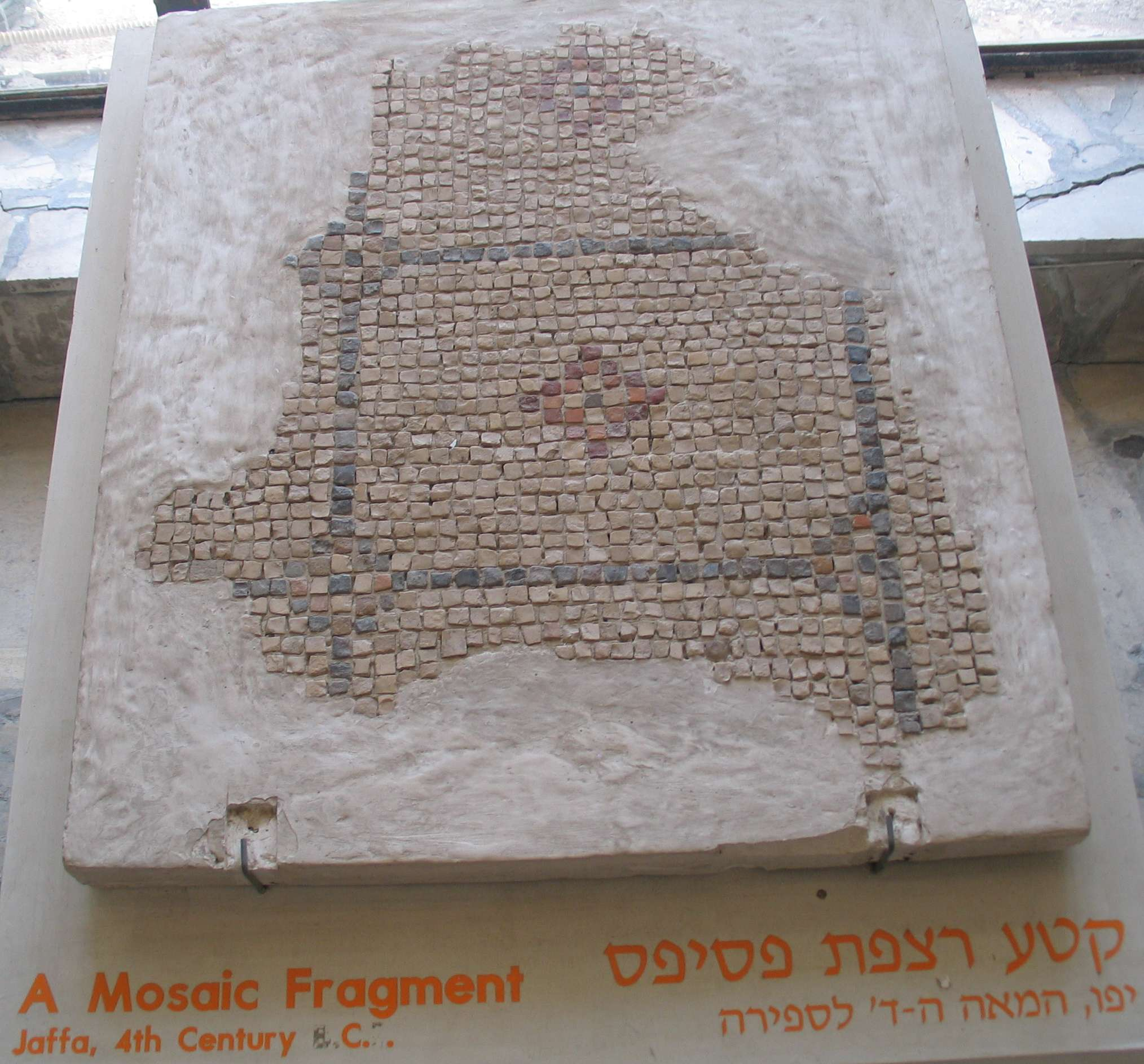
Mosaïque de Jaffa,, musée de Jaffa.

Ensuite, la cité subit, comme l'ensemble de la région, plusieurs invasions : celle des Assyriens sous le règne du roi Sennacherib (702-701 av. J.-C.), celle du roi de Babylone Nabuchodonosor II vers 605-562 av. J.-C., puis celle de la Perse achéménide. Sous la domination achéménide, le roi phénicien de Sidon, Eshmounazar II, la reçoit en cadeau des Perses et y érige un temple au dieu Eshmoun.
Au IVe siècle avant notre ère, la cité passe sous l'autorité des Grecs après la conquête de l'Asie occidentale par le roi de Macédoine Alexandre le Grand (336-323). Après la mort d'Alexandre et le partage de son empire, Jaffa et sa région sont l'enjeu de conflits entre ses successeurs : les Lagides d'Égypte et les Séleucides de Syrie, à qui elle finit par revenir.

### Période de la révolte des Maccabées et de domination du royaume des juifs
Les habitants de Jaffa grecs ou hellénisés sont hostiles à la révolte anti-hellène de Judas Maccabée (vers 165-160). Ils font monter un grand nombre de juifs sur des navires et les noient ensuite en mer.[réf. nécessaire] Judas les punit en passant les habitants au fil de l’épée, mais ils opposent toujours une vive résistance par la suite et sont de nouveau vaincus par Jonathan Maccabée en 147 av. J.-C., puis par Simon Maccabée.
Malgré sa supériorité militaire sur les Maccabées, le roi séleucide Antiochos VII abandonne vers 134 av. J.-C. Jaffa au roi hasmonéen Jean Hyrcan I, du fait de l'alliance passée par les juifs avec les Romains, qui ont mis fin à la menace de Carthage en 148 av. J.-C. et se tournent vers la Méditerranée orientale. Jaffa passe donc sous l'autorité du royaume juif, d'abord sous la dynastie des Hasmonéens (issus des Maccabées), puis sous les Hérodiens. C'est à cette époque que la ville est repeuplée par des juifs.

### Période de l'Empire romain (de -63 auVesiècle)

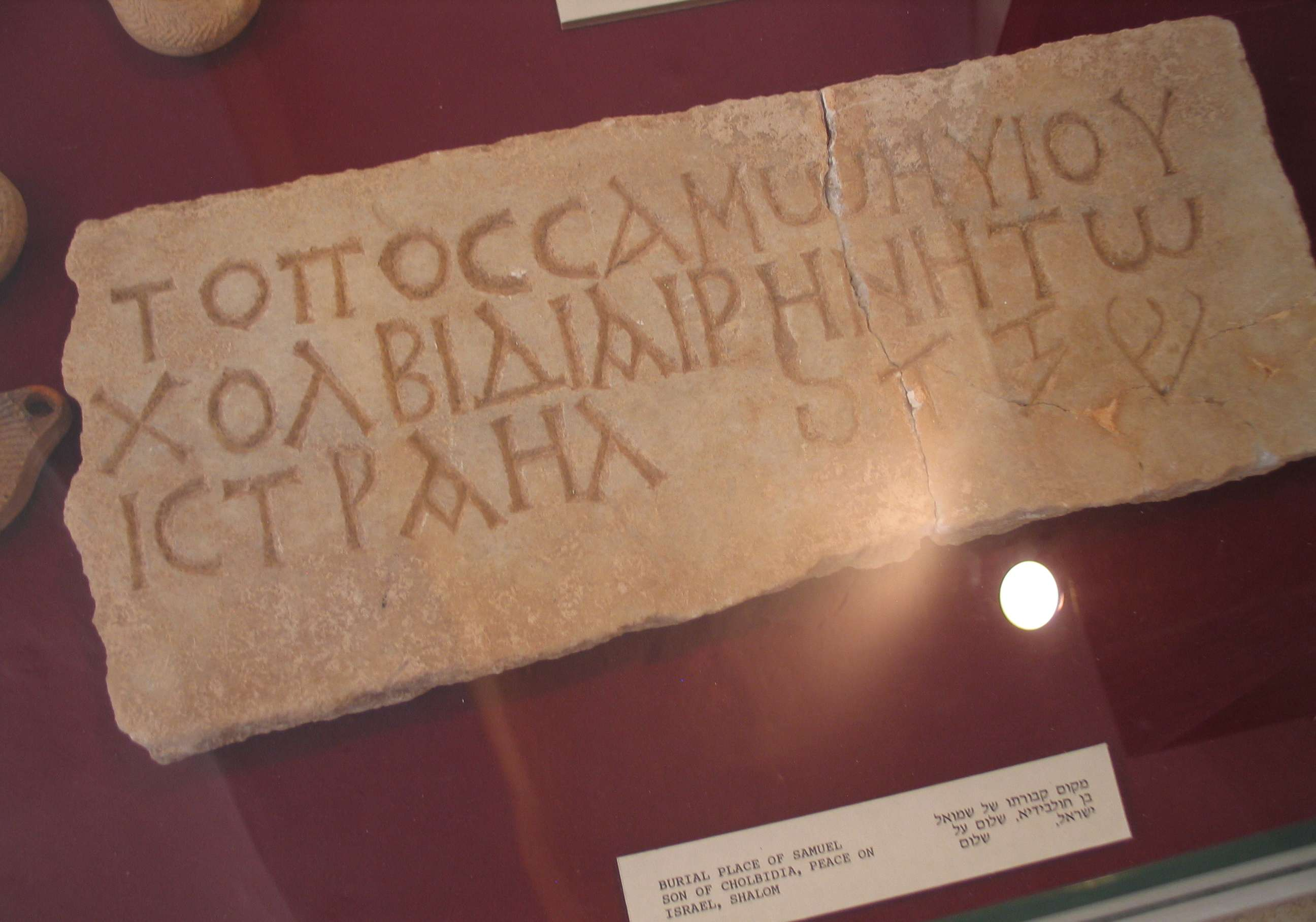
Épitaphe bilingue (grec et hébreu) de « Samuel fils de Cholbidia, Paix sur Israël, Shalom ». Musée de Jaffa.

#### De Pompée à Néron (-63/+66)
En 63 av. J.-C., Pompée conquiert la Judée, séparant Jaffa du reste du pays[pas clair]. Par la suite, Jules César cède la ville au roi juif Hyrcan II. Après la mort de César, Marc Antoine la donne à la reine d'Égypte Cléopâtre. Après sa victoire sur Marc Antoine (31 av. J.-C.), Octavien (qui devient l'empereur Auguste quatre ans plus tard) la cède à Hérode le Grand, roi de Judée vassal des Romains. En 6 de notre ère, la Judée repasse sous le contrôle direct de Rome, puis un roi, Hérode Agrippa, la dirige de 37 à 44, mais n'a pas de successeur.
La Judée romaine, qui inclut Jaffa, associée à la Samarie, est administrée par un procurateur équestre résidant à Césarée, en Samarie. Sur le plan militaire, elle est dans le ressort du légat de Syrie.

#### Période des révoltes juives (66-135)
Au début de la première guerre judéo-romaine (66-73), Jaffa est mise à sac par les soldats de Cestius Gallus, légat propréteur de Syrie, et plus de 8 000 habitants sont massacrés, selon Flavius Josèphe. Néanmoins, les Juifs se réorganisent et transforment le port de Jaffa en une base navale d'où ils dirigent des attaques contre les vaisseaux romains allant vers la Syrie ou vers l'Égypte.
Par ailleurs, Cestius Gallus connait plusieurs échecs. Vaincu à Beït-Horon, il est relevé de ses fonctions et remplacé par le proconsul Vespasien. En 67, Jaffa est reprise après des combats acharnés par les troupes de Vespasien, qui attaque pendant une nuit d'orage. Une partie des habitants, qui se sont enfuis sur des barques, coulent et se noient.
Au terme de la révolte, alors que Vespasien est devenu empereur en 69, Jaffa est placée sous le contrôle étroit de Rome et rebaptisée Flavia Joppea (du nom de la gens de Vespasien) tandis que le temple de Jérusalem est détruit et que les juifs sont chassés de Jérusalem.
Après la répression de la dernière révolte des Juifs, celle de Simon bar Kokhba (132-135), l'empereur Hadrien prend de nouvelles mesures contre les juifs. Il rebaptise notamment la province de Judée province de Syrie-Palestine.

#### Juifs, chrétiens et samaritains à Jaffa
Les Samaritains étendent alors leur aire de peuplement et s'installent aussi sur le littoral, y compris à Jaffa. Des Juifs (mentionnés dans le Talmud) continuent néanmoins de vivre dans la ville à côté d'une importante communauté chrétienne.

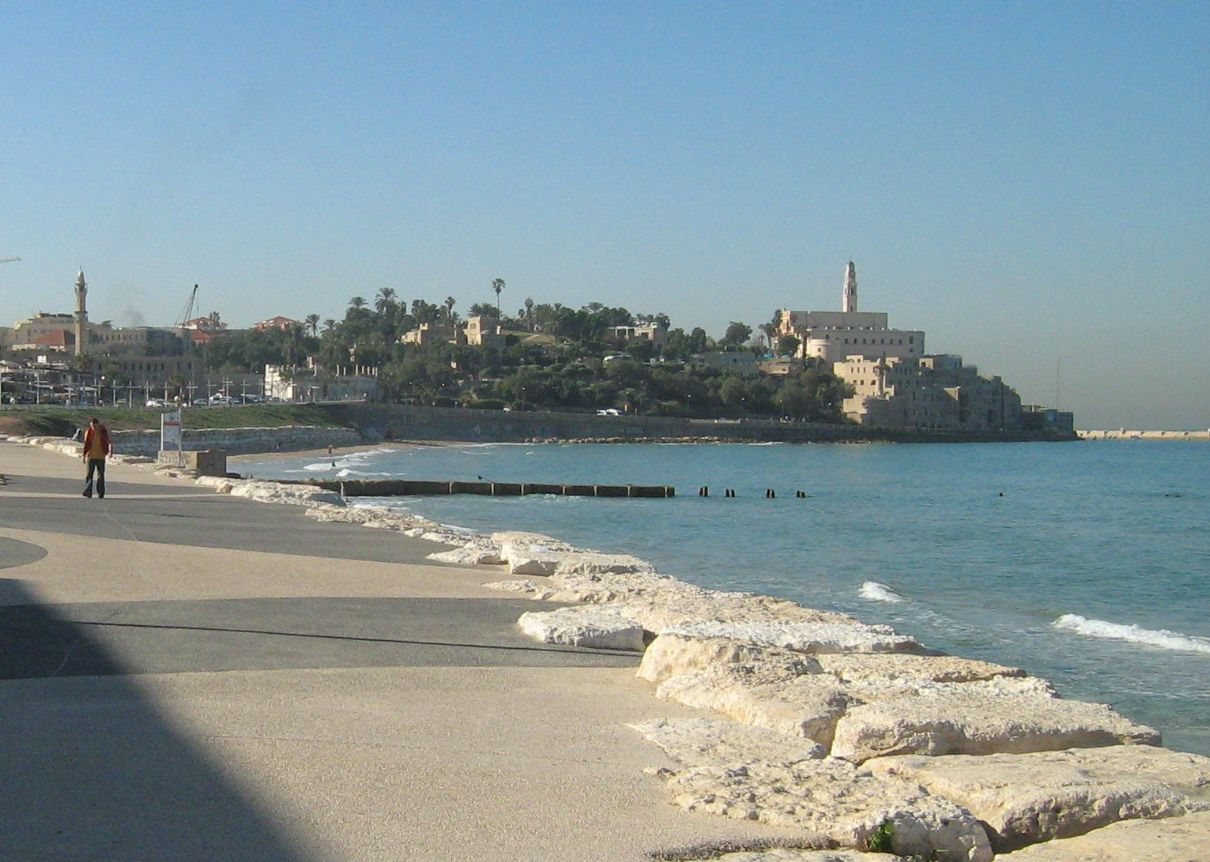
Pointe de Jaffa avec l'église Saint-Pierre.

Dans le Nouveau Testament et dans les Actes des Apôtres, Jaffa apparaît dans le récit sur l'apôtre Pierre qui y ressuscite la veuve juive Tabitha (ou Dorcas) (en hébreu צביה signifie gazelle)[pas clair] (9:36–42) et qui y a, dans la maison de Simon le Corroyeur, la vision de l'égalité aux yeux de Dieu entre Juifs et Gentils (Actes 10:1-23).
Le Talmud, la Mishna et la Gemara évoquent des sages juifs, des tannaïm et amoraïm qui ont vécu et ont été actifs à Jaffa[Quand ?] : Rav Adda, Rabbi Hiya Brey de Rabbi Adda d'man Yaffo, Rabbi Tankhum d'Yaffo, Rabbi Yokhanan (Yudan) de Yaffo, Rabbi Nakhman de Yaffo (ou Yaakov de Kassrin).
Le cimetière antique de Jaffa abrite plusieurs tombes juives anciennes (certaines se trouvent aujourd'hui au musée de Jaffa). Les Juifs de Jaffa étaient dans cette période soit des natifs du pays, soit des rapatriés d'Alexandrie, de Cappadoce, de Cyrène, de Chios, de Thessalie, etc. Ils travaillaient dans le commerce de textiles et des parfums, dans la confection et le lavage des vêtements et la pêche.[réf. nécessaire]
Au IIIe siècle et au IVe siècle, la ville fait partie des territoires sous l'autorité des Samaritains[pas clair]. Cette population, qui se révolte à plusieurs reprises, diminue beaucoup après les massacres et les conversions forcées perpétrés par les empereurs romains d'Orient.[réf. nécessaire] À cause de l'hostilité des chrétiens, les Juifs ont aussi dû, à la fin[Quand ?], abandonner l'endroit.
Des vestiges datant des périodes hellénistique et romaine sont encore visibles dans une chambre souterraine située sous la place kikar Kedunim[pas clair] appelé « les contes de Jaffa »[pas clair].

## Moyen Âge

### Période byzantine
À partir de 390, Jaffa fait partie de la province romaine de Palestine première, issue d'une division en trois de la province de Syrie-Palestine (anciennement province de Judée), au sein de l’Empire romain d’Orient (ou Empire byzantin.
C'est toujours un port important, comme en témoigne la vie de saint Cyrille d'Alexandrie[réf. nécessaire] (375-444).
La communauté chrétienne de Jaffa, qui date des premiers siècles de notre ère, parle le grec ou l'araméen. Elle est majoritaire à l'époque de l'Empire byzantin. Au Ve siècle, Jaffa devient un siège épiscopal. Deux des évêques de la ville, Fidus (431) et Elias (en 536) participent aux conciles de l'Église.[réf. nécessaire]

### Période des califats musulmans (636-1099)
La région est conquise par les musulmans en 636, quelques années seulement après la mort du prophète Mahomet (632), sous le règne du calife Omar ibn al-Khattab, par les troupes du général Amru ben al-As. Elle fait successivement partie du califat omeyyade (capitale : Damas), puis du califat abbasside (capitale : Bagdad), puis du califat fatimide (capitales successives : Kairouan, puis Le Caire).
Dans le système politique instauré par les musulmans, les chrétiens et les juifs sont autorisés à pratiquer leur culte, moyennant les contraintes liées au statut de non musulman (dhimmi). Un certain nombre de Juifs reviennent à Jaffa et une communauté juive existe à l'arrivée des croisés (1099).
La nouvelle ville de Ramla devient la capitale du district de Jund Filastin, qui remplace la province romaine de Palestine première et fait partie de la province de Syrie (Sham) dont le chef-lieu est Damas, capitale du califat sous les Omeyyades. Ramla utilise le port de Jaffa pour ses liaisons maritimes.
Graduellement, la population de Jaffa devient arabophone et la localité devient une ville arabe.

### Période des Croisades et du royaume de Jérusalem (1099-1268)
Les croisés conquièrent Jérusalem et toute la Terre sainte (y compris Jaffa) en 1099. Ils instaurent le royaume de Jérusalem, confié à Godefroy de Bouillon, ainsi que quelques autres États latins d'Orient (comté d'Édesse, etc.).
L'année suivante, la république de Pise, grande puissance maritime à cette époque, avec un des principaux ports de départ des pèlerins chrétiens, reçoit du roi de Jérusalem des privilèges dans le port de Jaffa.

#### Le comté de Jaffa
Le roi Baudoin Ier (qui règne de 1100 à 1118) crée le comté de Jaffa qu'il confie à Hugues II du Puiset. Mais lorsque celui-ci est accusé de relations adultères avec la reine Mélisende, le comté est réintégré dans les domaines royaux. Dès lors, les princes héritiers du royaume de Jérusalem portent le titre de « comtes de Jaffa et d'Ascalon ».
Un des comtes de Jaffa, Jean d'Ibelin est un des auteurs du fameux codex des Assises de Jérusalem. Le voyageur juif originaire de Navarre Benjamin de Tudèle ne trouve à cette époque à Jaffa qu'un seul juif, un teinturier.

#### La guerre contre Saladin et les Ayyoubides (1187-1196)

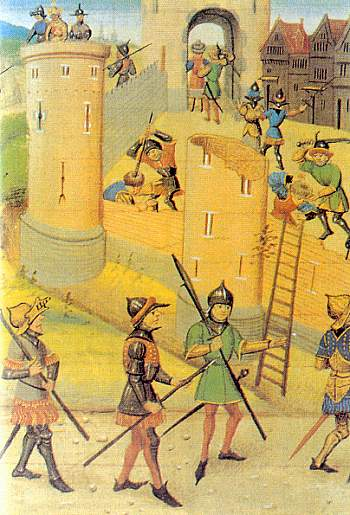
Saladin assiègeant Jaffa.

En 1187, le sultan ayyoubide d'Égypte, Saladin (1138-1193), réussit à reprendre Jérusalem et à occuper la plus grande partie du royaume de Jérusalem, dont Jaffa.
En réponse, une nouvelle croisade est organisée en Europe, la troisième (1189-1192). Le 10 septembre 1191, trois jours après la bataille d'Arsouf, remportée par Richard Cœur de Lion, Jaffa lui ouvre ses portes. L'année suivante, malgré les efforts de Saladin pour la réoccuper en l'absence de Richard (30 juillet 1192), la ville reste aux mains du roi d'Angleterre revenu à temps.
Le 2 septembre 1192, est signé le traité de Jaffa qui établit une trêve de trois ans entre les croisés et les musulmans.
En 1196, l'ordre des Chevaliers teutoniques reçoit plusieurs propriétés à Jaffa des mains du roi Henri II de Champagne. La même année, le sultan ayyoubide de Damas, Al-Adel, frère de Saladin, reconquiert la ville, en profitant des funérailles du roi Henri à Acre. Deux mille croisés sont tués. Jaffa est cependant reprise un peu plus tard par les armées chrétiennes. Ses murs sont renforcés.

#### Passage à Jaffa de Frédéric II (1228) et de Louis IX (1250)
Deux souverains illustres passent à Jaffa au XIIIe siècle. Le premier, en 1228, est l'empereur d'Allemagne, roi de Sicile et de Jérusalem Frédéric II de Hohenstaufen, le Stupor mundi (qui provoque la stupeur du monde en latin). Le 18 février 1229, il conclut à Jaffa le un traité de paix très avantageux avec le sultan d'Égypte Al-Kamel.
En 1250 le second est le roi de France Louis IX, récemment libéré de sa captivité en Égypte, accompagné de son épouse, Marguerite de Provence. Il y bâtit un couvent et une église[réf. nécessaire].

### Période des Mamelouks (1268-1345) et destruction de la ville
En 1268, le 7 mars, le sultan mamelouk d'Égypte Baybars conquiert Jaffa sans combat, après ses victoires éclatantes sur les Mongols et sur les Croisés en Palestine. Il annexe la ville à l'Égypte des Mamelouks, après avoir fait tuer une grande partie des habitants et démolir les maisons et les murs de la ville. Il ne laisse intactes que deux tours qui servent à ses soldats.
Au XIVe siècle, Jaffa recommence à servir de port aux pèlerins chrétiens[pas clair], mais en 1345, elle est de nouveau détruite sur ordre du sultan mamelouk, de crainte qu'elle puisse servir de point d'appui à une nouvelle croisade.
À la fin du XVe siècle, le voyageur chrétien Cotwyk et le rabbin Mechoullam de Volterra trouvent Jaffa en ruines.[réf. nécessaire]

## Période ottomane (1516-1917)
Après la conquête de la Palestine par le sultan ottoman Selim Ier en 1516, Jaffa retrouve une certaine importance dans le commerce de la région et pour le pèlerinage chrétien vers la Terre sainte.
Dans l'Empire ottoman, la Palestine fait partie du vilayet de Syrie (chef-lieu : Damas) et, soit du sandjak de Jérusalem (partie ouest), soit du sandjak de Naplouse.

### XVIIesiècle
Le diplomate français Balthasar de Monconys qui y réside en 1647, y découvre un château et trois cavernes creusées dans le roc[pas clair]. Chateaubriand, qui passe à Jaffa lors de son voyage à Jérusalem (1806-1807), indique que les moines de Terre sainte[pas clair] ont élevées des baraques de bois devant[pas clair].
En 1654, des moines franciscains y créent une hôtellerie pour les pèlerins, située près de l'actuel couvent Saint-Pierre[réf. nécessaire]. On bâtit aussi des églises, une mosquée et une hôtellerie pour les chrétiens arméniens. À la fin du siècle, Jaffa est une localité de quatre cents maisons, dépourvue de remparts.

### XVIIIesiècle
Des travaux de réaménagement de la ville commencent au milieu du XVIIIe siècle, sous l'égide du gouverneur de Gaza, Hussein ben Radwan, en espérant tirer plus de bénéfices[pas clair], afin de créer des conditions plus favorables pour les communautés chrétiennes et les pèlerins. En moyenne, quatre mille pèlerins chrétiens passent chaque année par le port de Jaffa à cette époque, ainsi que quelques pèlerins juifs. Pour ces derniers, rabbi Yaakov Donama[réf. nécessaire] ouvre temporairement une hôtellerie en 1753.
Au début du XVIIIe siècle, Jaffa prend la place de Ramle en tant que chef-lieu du district.

### Épreuves militaires des années 1770 à 1800

#### Guerre de Dahar al Umar (1770-1776) et saccage de la ville par les Mamelouks
Dans les années 1770, un conflit armé a lieu entre le gouverneur de la Galilée, Dahar al Umar, et ses rivaux de Damas, du Liban et de Palestine.
En 1772, son armée arrive aux portes de Jaffa défendue par Ahmed Toukan, frère du gouverneur de Naplouse. En dépit du soutien de la flotte russe, Dahar al Umar réussit à occuper Jaffa après sept mois de siège.
En 1776, le bey mamelouk Mouhammad Abou Dahab, ex-allié de Dahar et arrivé au pouvoir en Égypte, avance du sud de la Palestine et se heurte à Jaffa à une résistance farouche. Après soixante-six jours d'insuccès, il conclut un accord, mais pendant que les habitants fêtent le retour à la paix, les mamelouks entrent dans la ville, qu'ils mettent à sac. Ils détruisent les maisons et les cultures et se livrent à des massacres. Abou Dahab ordonne de faire décapiter environ mille cinq-cents habitants de sexe masculin. Les têtes des victimes sont enterrées dans une petite colline qui depuis s'appelle Tel al-Rous (« colline des têtes »).

#### Siège et saccage de Jaffa par les troupes de Bonaparte (1799)

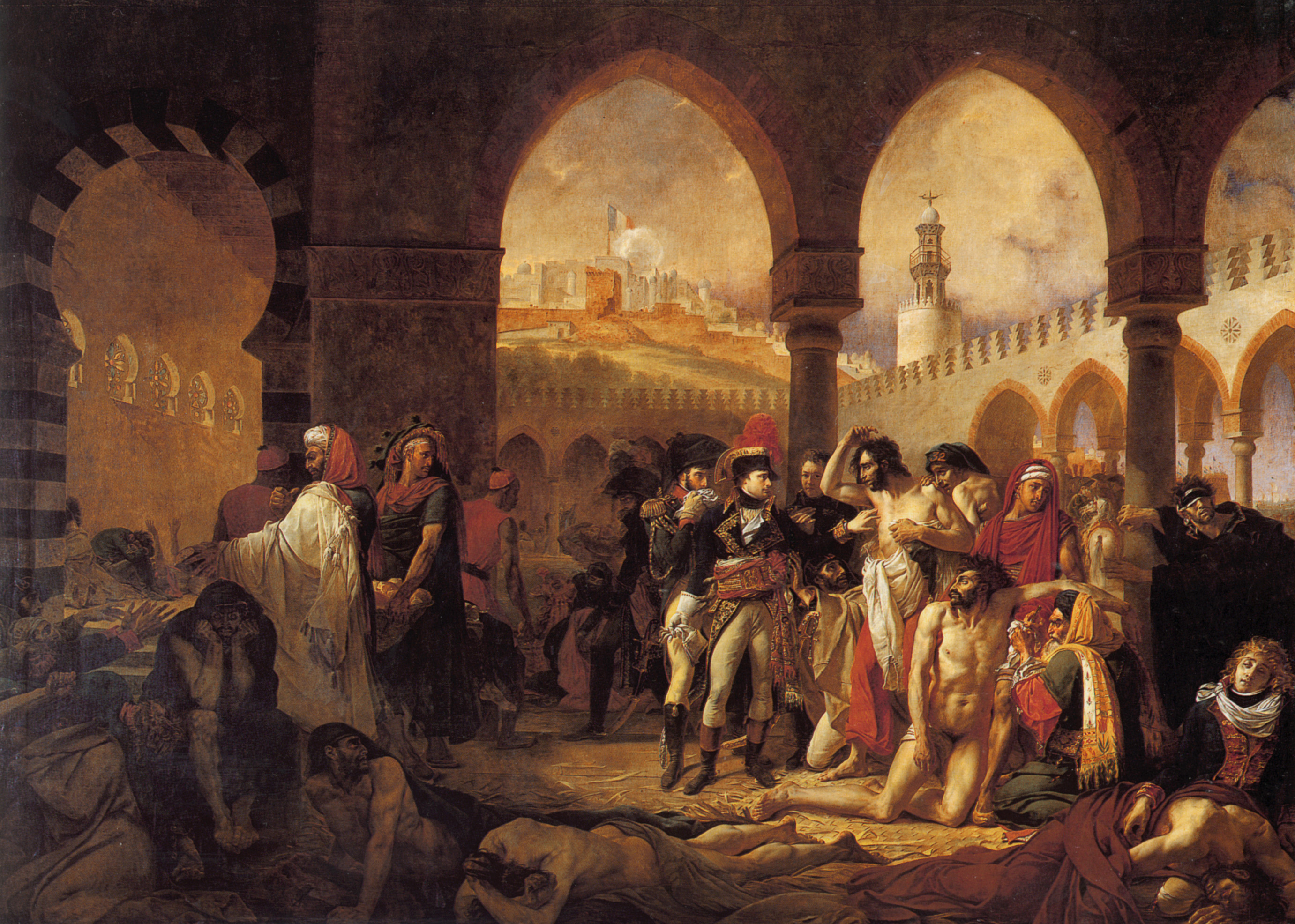
Bonaparte visitant les pestiférés de Jaffa, tableau d'Antoine-Jean Gros.

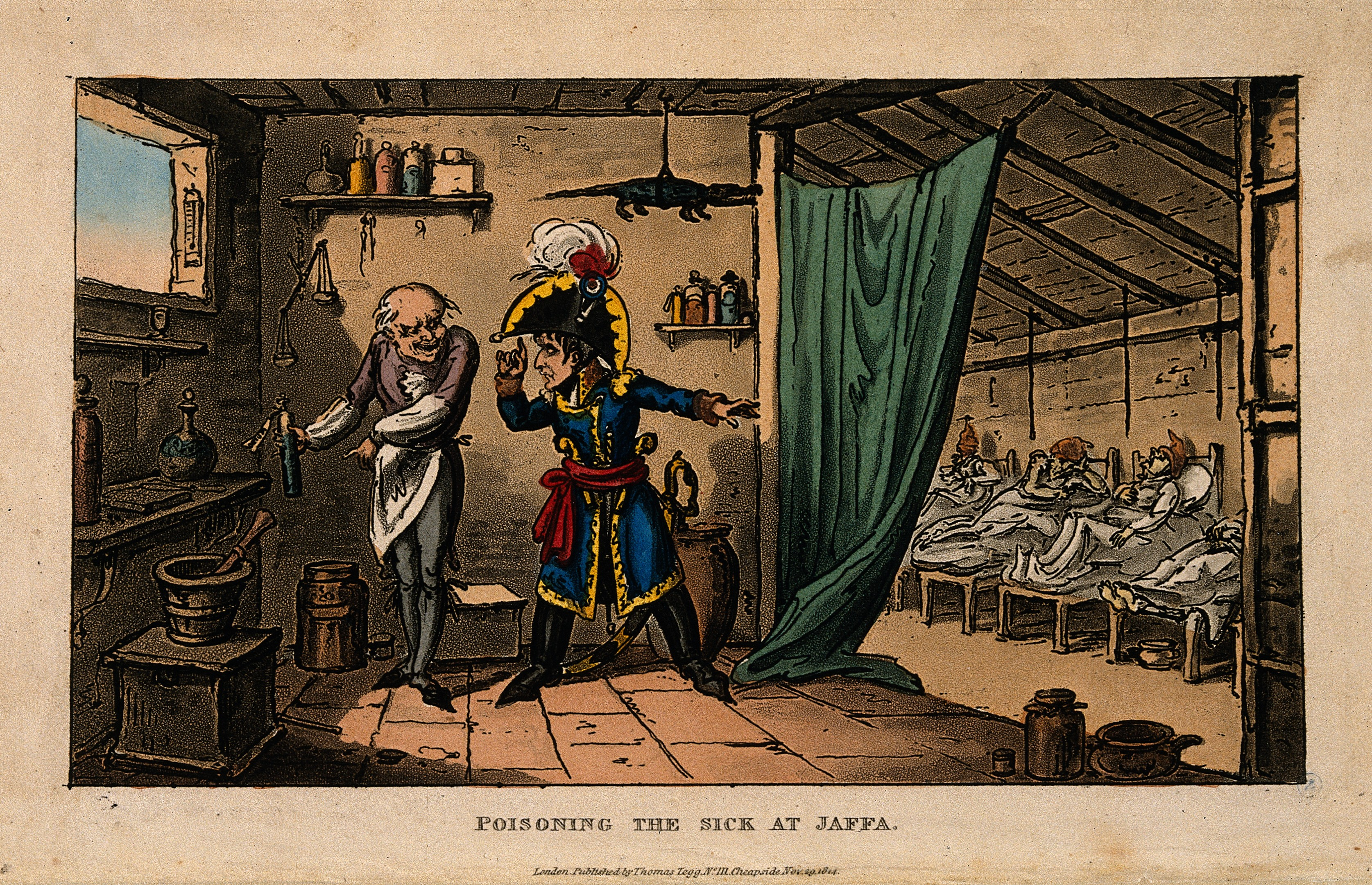
Napoléon exigeant l'empoisonnement des malades à Jaffa en 1799, aquarelle de 1814.

Du 3 mars au 7 mars 1799, Jaffa subit le siège des troupes françaises commandées par le général Bonaparte arrivant d'Égypte. D'après certains témoignages, les messagers porteurs de l'ultimatum français, ont été arrêtés, torturés, émasculés et décapités, puis leurs têtes ont été exposées, empalées, sur les murs de la ville[réf. nécessaire]. Dans ces conditions, la ville n'est pas ménagée : Bonaparte refuse de tenir compte des promesses d'Eugène de Beauharnais d'épargner la vie des captifs[réf. nécessaire]. La ville est saccagée, des femmes sont violées et le gouverneur turc Abdallah bey est exécuté. Aussi motivé par des raisons d'économie, il ordonne l'exécution (par balle ou par baïonnette)[pas clair] d'une bonne partie des prisonniers turcs, selon certaines sources environ 2 440, selon d'autres 4 100. Beaucoup d'entre eux sont des Albanais. Quelques centaines d'Égyptiens sont autorisés à partir.
Bonaparte espère que le traitement infligé à Jaffa incitera les défenseurs des autres villes de Syrie à se rendre. Mais la nouvelle de ces atrocités aboutit à une résistance encore plus forte. À cela s'ajoutent des problèmes inattendus. Il semble que depuis le quartier général français de Ramle, se répand avec rapidité une épidémie de peste bubonique à cause de mauvaises conditions d'hygiène. Cette épidémie fait des ravages dans la population comme parmi les soldats de Bonaparte. Dans ces conditions, il décide de quitter la région.
Bonaparte suggère alors aux médecins, comme il l'a fait auparavant pendant le siège d'Acre, d'administrer des doses mortelles de laudanum aux soldats trop malades pour être évacués. Mais les médecins, parmi lesquels se trouve le René Desgenettes s'y opposent.
Vaincu au nord du pays par les Turcs, Bonaparte abandonne finalement la Palestine. Après son départ, les Britanniques, en guerre contre la France depuis 1793 et donc alliés des Turcs, dont les troupes sont commandées par Sidney Smith, reconstruisent les murs de la ville.

### Début duXIXesiècle

#### Période du gouvernement d'Ahmed Pacha (1800-1810)
En 1800, le pouvoir à Jaffa est pris après un nouveau siège de neuf mois par celui qui avait résisté auparavant à Napoléon à Acre, Ahmed Pacha, gouverneur de la ville d'origine bosniaque. À cause de sa cruauté ou peut-être de son passé de bourreau en Égypte, il était connu comme Djezzar Pacha (djezzar signifie « boucher », en arabe).

#### Gouvernorat d'Abou Nabout (1810-1820)

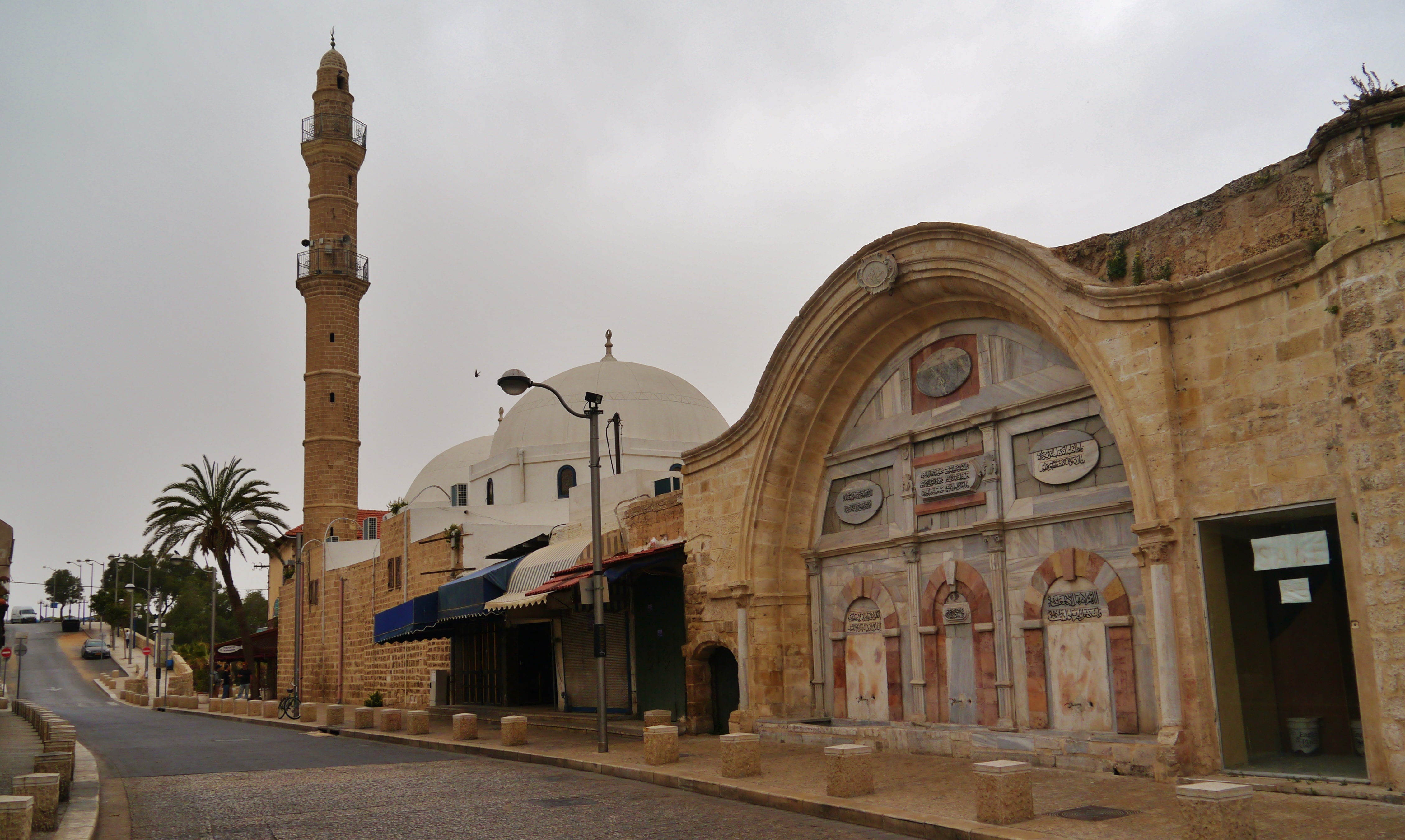
Mosquée Mahmoudiya et fontaine d'ablutions Sabil Suleiman, Jaffa.

Entre 1810-1820, sous le gouverneur mamelouk (semble-t-il d'origine tcherkesse) Mouhammad Agha, dit Abou Nabout (« le bastonneur »), qui est connu par ses mœurs cruelles, la ville connaît une période de réhabilitation, pendant laquelle on bâtit la mosquée Mahmudieh (en 1812), ainsi qu'une fontaine rituelle pour les voyageurs, le Sbeil Abou Nabout. Les remparts de la ville sont rebâtis, on aménage des marchés, on élève une porte à l'entrée Est, on ouvre des consulats étrangers.
Les Juifs eux aussi reviennent à Jaffa et en 1820, Señor Yeshayahu Ajimen de Stamboul y ouvre une auberge, en y ajoutant une synagogue et une école juive - beyt midrach. En 1838, il est rejoint par des Juifs du Maroc qui, ne pouvant continuer leur pèlerinage à Safed, restent à Jaffa et y créent un petit quartier à proximité de l'auberge. En 1818 Jaffa compte au total six mille habitants, presque tous arabes. Abou Nabout, devenu pacha, arrive à étendre son autorité jusqu'à Gaza et même à Jérusalem.

#### Occupation par l'Égyptien Ibrahim Pacha (1830-1840)

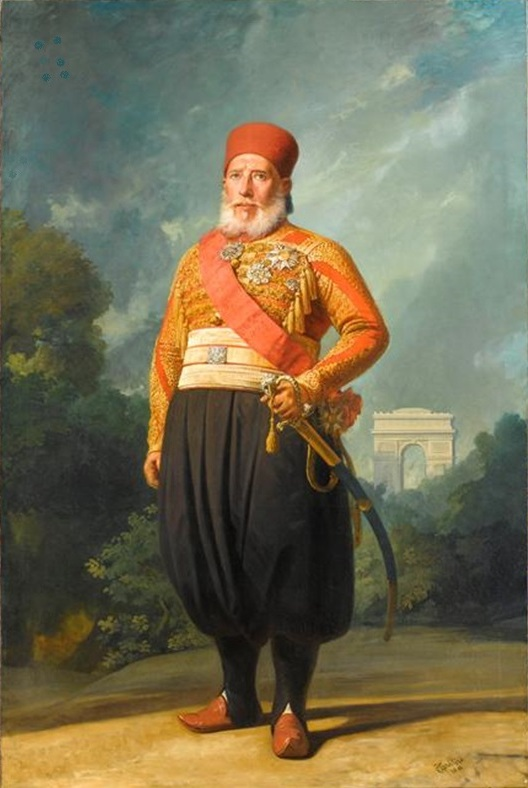
Ibrahim Pasha avec l'Arc de Triomphe de l'Étoile en arrière-plan, Ch-Ph. Larivière, 1846.

De 1830 à 1840, le pouvoir en Palestine, y compris à Jaffa, est aux mains d'Ibrahim pacha, fils du vice-roi d'Égypte Mouhammad Ali, fondateur d'origine albanaise de la dernière dynastie royale de ce pays. Volant de victoire en victoire, Ibrahim Pacha est reçu à Paris durant l'été 1846 et devient un héros en Égypte.
Les années d'administration égyptienne sont assez favorables à la ville. Ibrahim Pacha fait du port de Jaffa une base navale, plante des vergers d'orangers et de limons, emmène des colons (fellahs) arabes d'Égypte qui fondent des quartiers hors des murs de la ville : Sakhanat al Masriye (appelé ensuite Manshiye), Sakhanat Abou Kabir et Sakhanat Darwish.
En 1837, Jaffa est victime d'un terrible tremblement de terre qui détruit une bonne partie des maisons. Après la retraite des Égyptiens, sous la pression des puissances européennes, et la restauration du pouvoir central ottoman, la population de Jaffa ne cesse de croître.
La petite communauté juive (122 personnes en 1839) se développe sous la direction à partir de 1840 du rabbin Yehuda mi'Ragusa de Raguse (1783-1879).

### Dernières décennies de l'Empire ottoman (1840-1922)

#### Colons protestants - Orangers de Jaffa

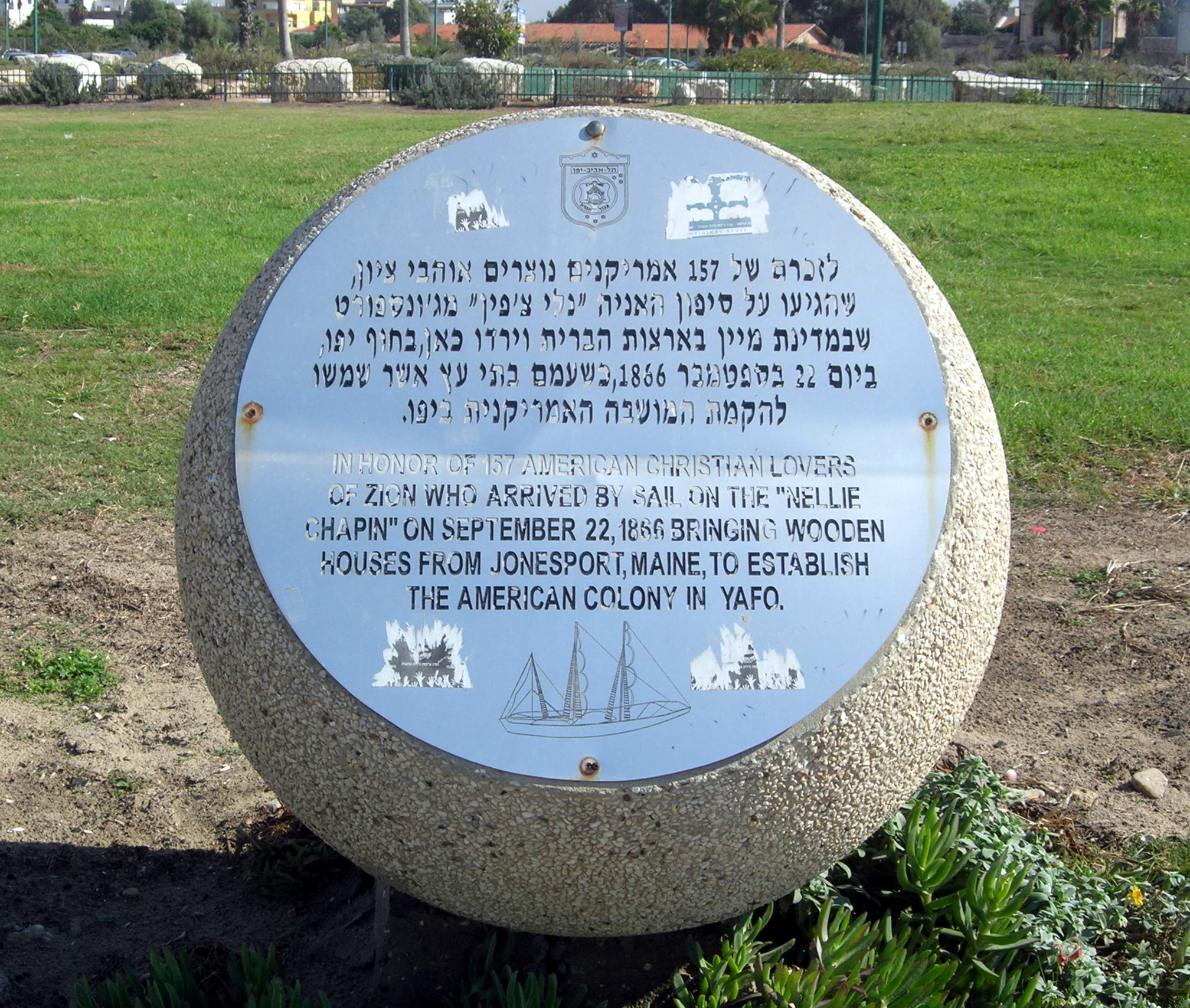
Commémoration de l'arrivée du bateau américain Nellie Chapin en 1866. Il apportait des maisons préfabriquées en bois.

Au milieu du XIXe siècle, vivent à Jaffa environ cinq mille habitants, des Arabes musulmans, des chrétiens de différents rites (surtout grecs-orthodoxes, mais aussi grecs-catholiques, arméniens, maronites, et quelques catholiques latins, etc.), et quatre cents Juifs, en majorité séfarades.
Après 1840, le régime des capitulations est confirmé à nouveau. Les puissances européennes reçoivent ainsi du sultan ottoman des privilèges commerciaux et juridiques pour leurs sujets venus en Terre Sainte. En conséquence, l'influence des consulats étrangers et des chefs des diverses Églises grandit dans le pays, tandis que les pèlerinages chrétiens se multiplient, y compris ceux des protestants. Ainsi, après l'échec des colons millénaristes allemands de Rhénanie et américains de Philadelphie à la ferme de Mount Hope (Le Mont de l'Espérance) (1853-1857) et des missionnaires de l'Église du Messie (fondée par George J. Adams (en)), venus du Maine (États-Unis) dans les années 1866-1868, le relais est pris par des missionnaires britanniques, et surtout par des colons allemands à partir de 1869, anciens luthériens du Wurtemberg, appelés Templiers — « die Gemeinde des Tempels », la communauté du Temple ou la Société des Templiers, sans rapport avec l'ex-ordre catholique des Templiers.

#### La colonie allemande de Jaffa

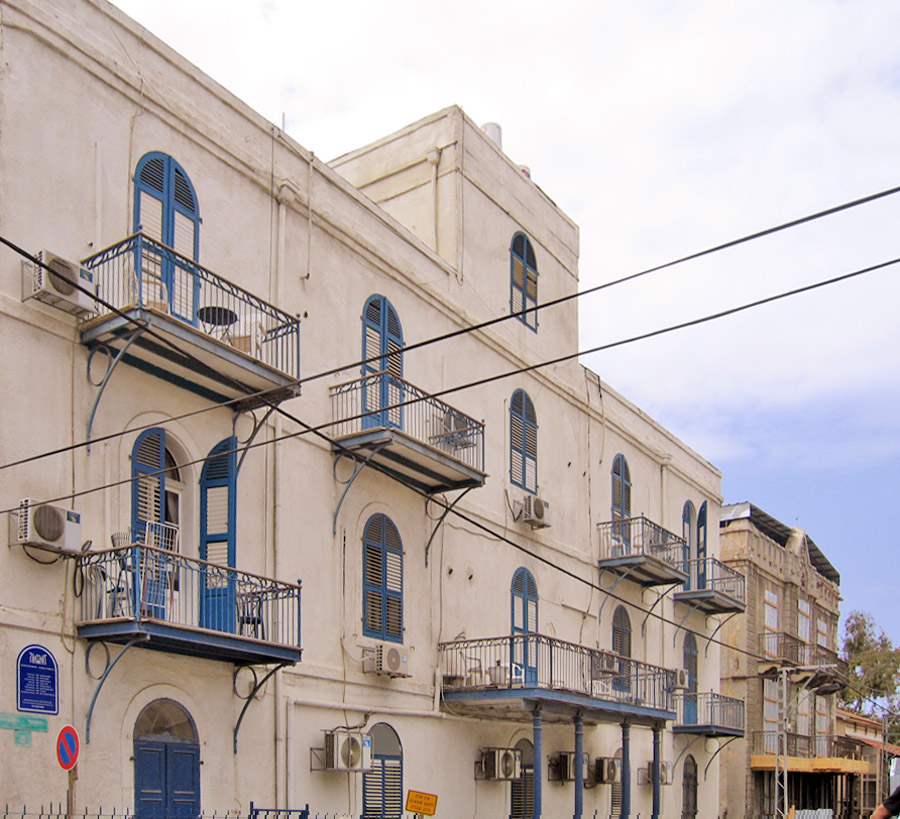
Façade de l'hôtel du Parc.

Ceux-là arrivés en Palestine plus d'une décennie avant la première immigration à grande échelle des réfugiés juifs, servent de modèle à bien des égards pour les pionniers juifs avec lesquels ils collaborent étroitement. Ils drainent les marécages, sèment, plantent des vignes et des vergers en utilisant des techniques de travail modernes à l'époque ; ils ouvrent des pressoirs à huile et des minoteries à vapeur mais aussi les premiers hôtels et pharmacies de style européen du pays, et fabriquent les produits tels que savon, ciment, bière,. Ils fondent à Jaffa (1869) (et dans d'autres villes de Palestine, notamment à Jérusalem) le petit quartier de Walhalla (connu jusqu'à nos jours comme la « Colonie allemande » ou German colony) et puis au nord-est de Jaffa la colonie agricole de Sarona (1871).

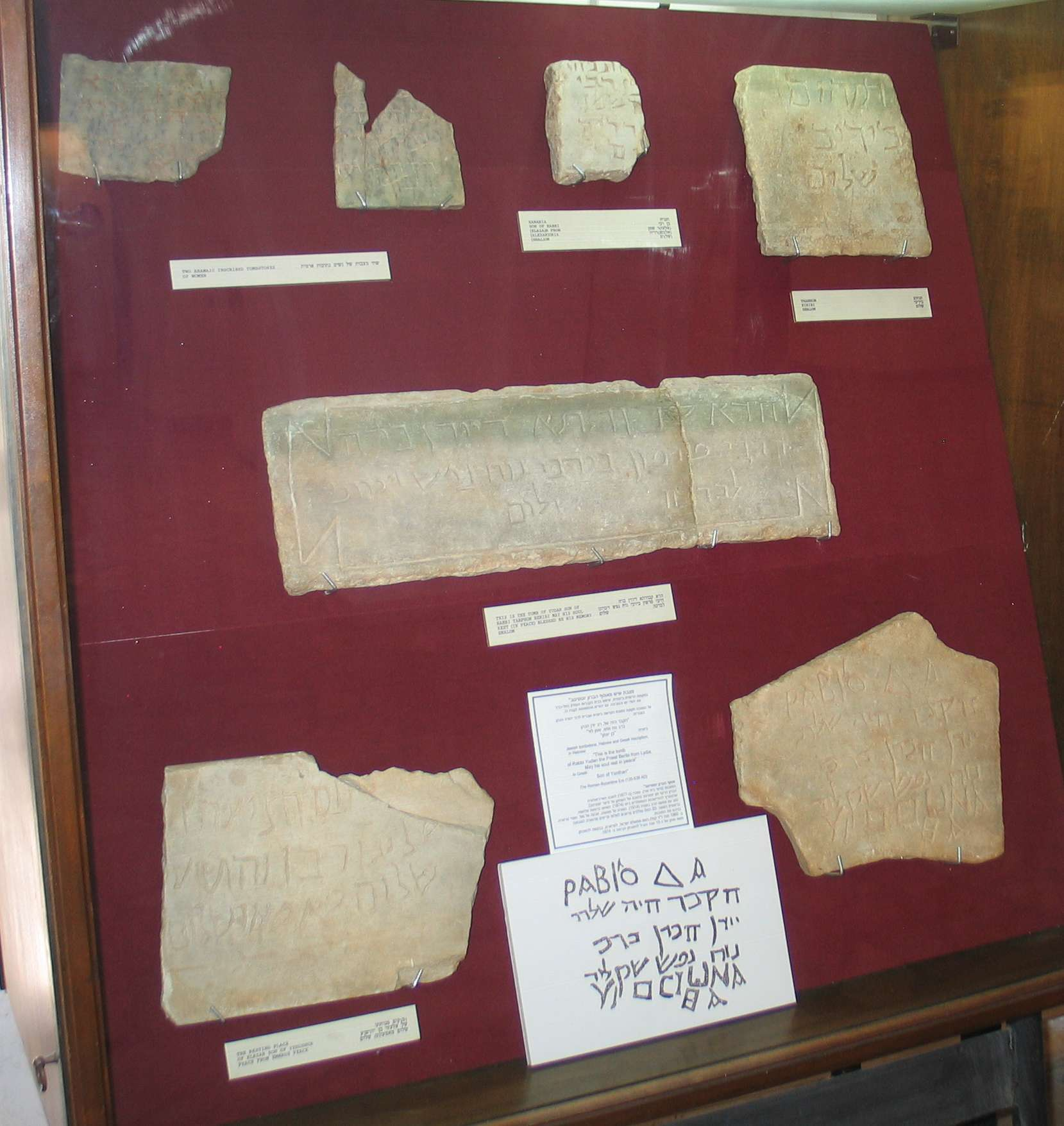
Antiquités de la collection du baron Ustinow, musée de Jaffa.

Comme les Arabes de Jaffa, et les Juifs de la nouvelle implantation du nord-est, Petah Tikva, ils plantent des vergers d'orangers et commercialisent leur production par le port de Jaffa, souvent sous le nom de « Jaffa Oranges », oranges renommées jusqu'à aujourd'hui. Jaffa devient ainsi le centre de la culture d'agrumes en Palestine et leur principal port d'export.
Le Kaiser Guillaume II et son épouse, l'impératrice Augusta-Victoria séjournent à l'hôtel du Parc de Jaffa, le 27 octobre 1898, au début de leur pèlerinage de Terre sainte et à Jérusalem — où le roi rencontre Theodor Herzl - et visitent la communauté allemande des Templiers. Cet hôtel avait été ouvert par un noble russe, converti en 1875 au luthéranisme, le baron Platon Oustinov, Plato von Ustinow en allemand, grand-père de l'acteur Peter Ustinov. En 1902, ces Templiers allemands baptisent leur nouvelle implantation Wilhelma à l'Est de Jaffa, en l'honneur de leur empereur. À partir de 1933, environ 75% des Allemands en Palestine appartenant au parti nazi ou y étant associés, étaient des Templiers. En août 1939, 249 Templiers ont rejoint la Wehrmacht. Plus de 42 % de tous les Templiers ont participé à des activités nazies en Palestine. Les Britanniques mandataires puis Israël les ont expulsés (échangés contre des Juifs ou déportés en Australie ou en Allemagne). Les derniers Templiers sont partis en 1950 et Israël a dédommagé la société des Templiers en 1962 pour la perte de leurs propriétés. Les colonies allemandes devenues nazies prennent fin après la Seconde Guerre mondiale,,.

#### Développement de la ville

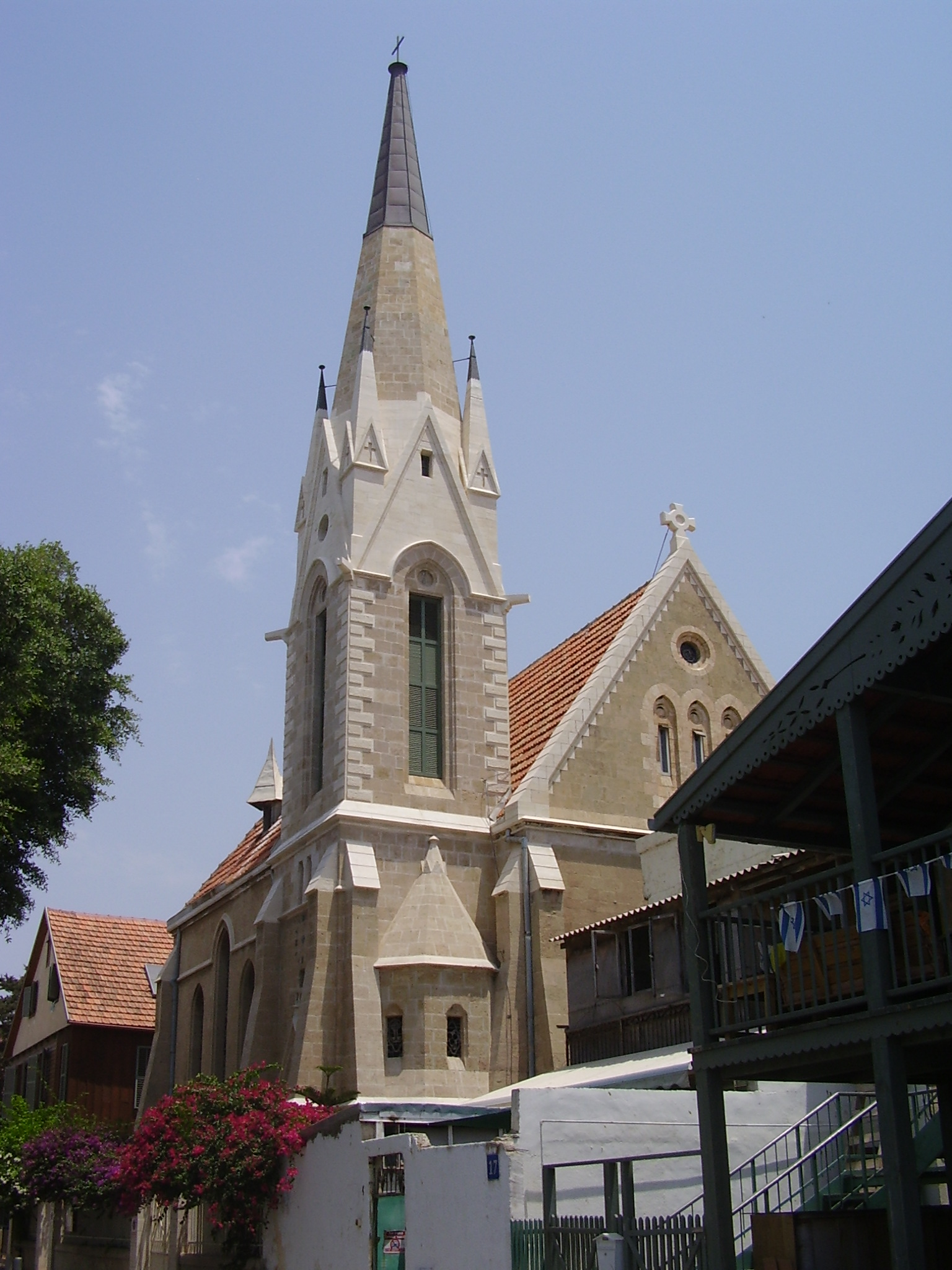
L'église luthérienne de Jaffa.

Après une période d'instabilité, pendant laquelle la sécurité des habitants de Palestine était mise en péril par des attaques et pillages de tribus bédouines locales, dans les années 1860, les autorités turques réussissent à rétablir l'ordre et la paix.
Dans les années 1870, Jaffa fait partie du sandjak de Jérusalem, lui-même partie du vilayet (province) de Syrie avec capitale à Damas. Depuis 1887, ce sandjak devient un sous-gouvernatorat (moutasarriflik) indépendant de Damas et dirigé directement de Stamboul. Entre 1868 et 1879, le nombre des habitants à Jaffa s'accroît tant (17 000 en 1887) qu'il est jugé nécessaire de démolir des remparts de la cité. On y ouvre plusieurs institutions d'enseignement ou de soins.
En 1882, est fondée l'école (catholique) de la Congrégation des Frères des écoles chrétiennes de France, appelée plus tard collège Saint-Joseph, qui a un rôle important dans la promotion d'un enseignement de qualité, en français.

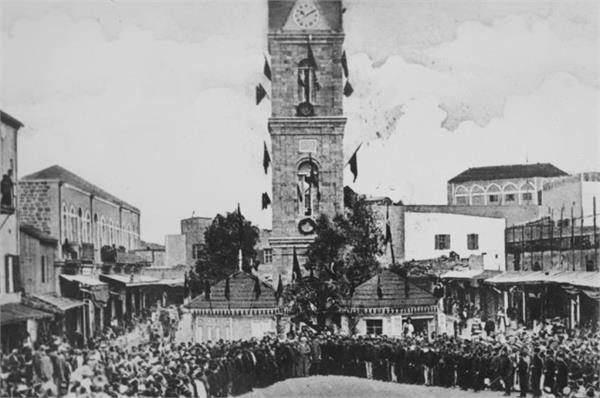
Inauguration de la Tour de l'horloge (1903).

On ouvre les portes d'un hôpital français dans les années 1870. On y ajoute un hôpital gouvernemental, et des hôpitaux d'autres communautés ethniques et religieuses de la ville.
Entre 1900 et 1906, à l'occasion du jubilé des vingt-cinq ans de règne du sultan Abdülhamid II, on élève au centre de Jaffa (ainsi qu'à Jérusalem et dans d'autres quelques villes de l'Empire ottoman) une tour à horloge haute de près de 28 mètres, construite par l'horloger et orfèvre d'origine roumaine Moritz Schinberg,, au sommet de laquelle se trouvent de nos jours deux horloges et une cloche qui sonne toutes les demi-heures ; elle est devenue un des signes de marque de la localité..

#### Création de la voie ferrée Jaffa-Jérusalem (1892)

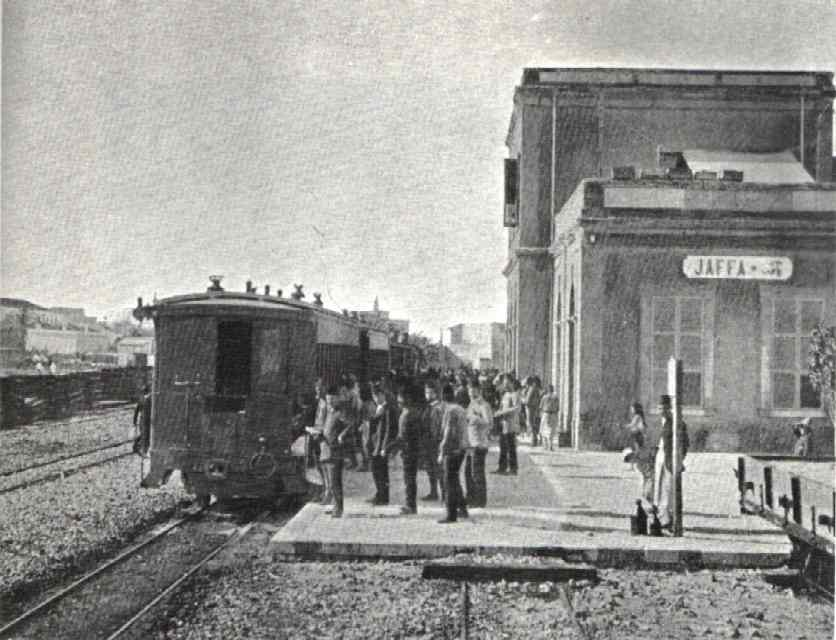
Gare de Jaffa, 1892.

En 1869, Jaffa est reliée à Jérusalem pour la première fois par une route pavée, qui est tout de suite parcourue par la calèche de l'empereur d'Autriche-Hongrie, François-Joseph, venu en pèlerin après l'inauguration du canal de Suez.
Un progrès très significatif est réalisé en 1892 avec l'achèvement de la première voie ferrée de Palestine qui relie ces mêmes deux villes. Au cours du XIXe siècle, Konrad Schick et Sir Moses Montefiore comptent parmi ceux qui ont proposé ou ont essayé d'intéresser les autorités ottomanes et les puissances européennes à la construction d'une voie ferrée en Palestine, notamment entre le port de Jaffa et Jérusalem. En fin de compte, le projet prend forme grâce à l'initiative de l'entrepreneur juif Joseph Navon de Jérusalem, en association avec le banquier d'origine suisse Johannes Frutiger, son ex-patron dans le passé, et avec l'ingénieur chrétien arabe Georges Franjieh. Il faut trois ans à Navon pour réussir à obtenir l'autorisation de la Sublime Porte pour ce projet le 28 octobre 1888. Un an après, il vend ses droits à une société française, tout en conservant une partie des actions et étant nommé membre du comité directeur. À l'appel de Navon, d'autres hommes d'affaires d'Europe de l'Ouest rejoignent le projet. Nombre de représentants du clergé chrétien en Terre Sainte comptent aussi parmi les donateurs. L'exécution des travaux est prise en charge par la compagnie de travaux publics et construction de Paris. Les travaux durent deux ans, entre 1890 et 1892 et sont finis en août 1892. L'inauguration a lieu le 26 septembre 1892 en présence du délégué officiel du sultan. La locomotive du premier train est ornée des drapeaux de l'Empire ottoman. Le tracé du chemin de fer, d'une longueur de 87 km et d'une largeur d'un mètre, démarre à la gare de Jaffa vers le sud-est, passe par les gares de Lod (Lydda) et de Ramle, puis se dirige en louvoyant le long du Wadi a-Srar (en hébreu Nakhal Sorek), en côtoyant les villages arabes de Sejed, Dir-Abban (plus tard Artouf, aujourd'hui appelé en hébreu Bet Shemesh), Dir-a-Shekh (aujourd'hui Bar Giora), et monte ensuite dans les montagnes de Jérusalem, sur l'ancienne « voie des ânes », le long du ruisseau Nakhal Rephaïm et se termine dans la Vallée (Emek) de Rephaïm (Vallée des Géants), à la gare de Jérusalem. À l'exception d'un court chemin de fer en Perse, c'était la première voie ferrée du Proche-Orient. Toutefois, le voyage en train, bien que plus commode que d'autres moyens de transport, prenait malheureusement non pas deux heures comme il était prévu, mais quatre heures entières, tout comme le voyage en diligence.
Le développement de la ville et l'amélioration de la sécurité des habitants favorisent la construction de nouveaux quartiers arabes au-delà des remparts — par exemple Al Ajjami, Jebalya et Manshiye. Le commerce et l'industrie connaissent une période d'essor : des ateliers et des fabriques se multiplient, comme celles de cigarettes, de ciment, de tiègles[Quoi ?], des articles en cuir, les filatures de coton, les fonderies, etc.

#### Débuts du nationalisme arabe à Jaffa

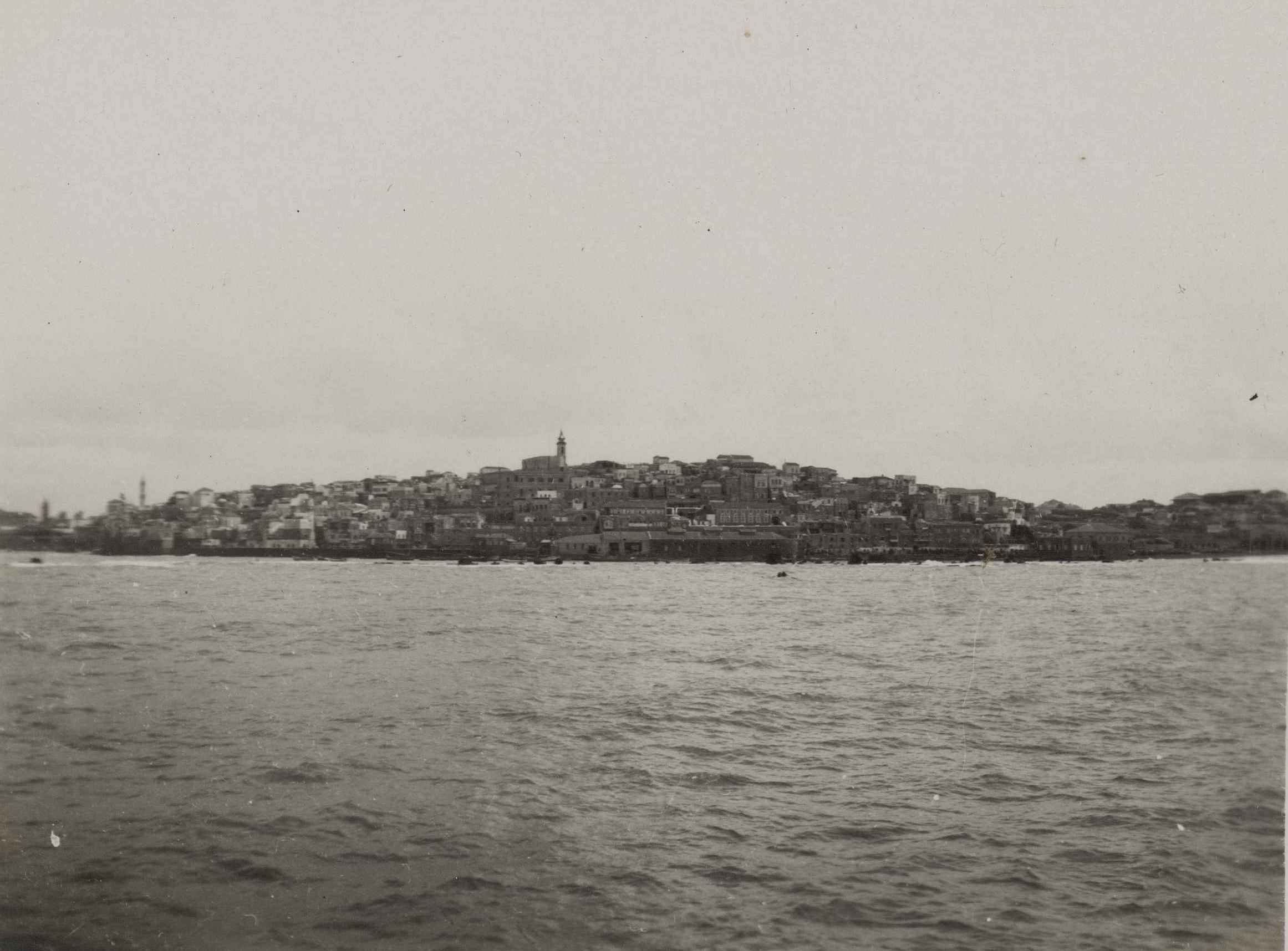
Une vue de Jaffa depuis la mer, 1911.

Cependant, avec l'affaiblissement de l'Empire Ottoman, les réformes des Jeunes-Turcs et la croissance de l'immigration juive, commence à surgir aussi un patriotisme arabe local ou un proto-nationalisme arabe palestinien. Les pionniers de ce mouvement-là se trouvent assez souvent parmi les rangs des chrétiens arabes.
En 1911, deux cousins, des Arabes chrétiens orthodoxes, Issa Da'oud al Issa (1878-1950) et Youssouf al 'Issa commencent à éditer à Jaffa le quotidien nationaliste arabe Falastin ou Filastin (La Palestine), en pointe dans la cristallisation de l'identité locale arabe palestinienne. Un parti national, antisioniste, est créé à Jaffa en 1911.
La même année, le Parti patriotique ottoman prend naissance à Jaffa. Il milite contre la vente de terres aux Juifs. Des représentants des Arabes de Jaffa, comme le député au Parlement ottoman Hafez Bey al-Sayid réclament à haute voix l'interdiction de l'immigration juive. En novembre 1918, des notables arabes de Jaffa, parmi lesquels un nombre important de chrétiens, fondent une « Association islamo-chrétienne » qui vise à promouvoir l'autonomie arabe et la résistance au projet sioniste.

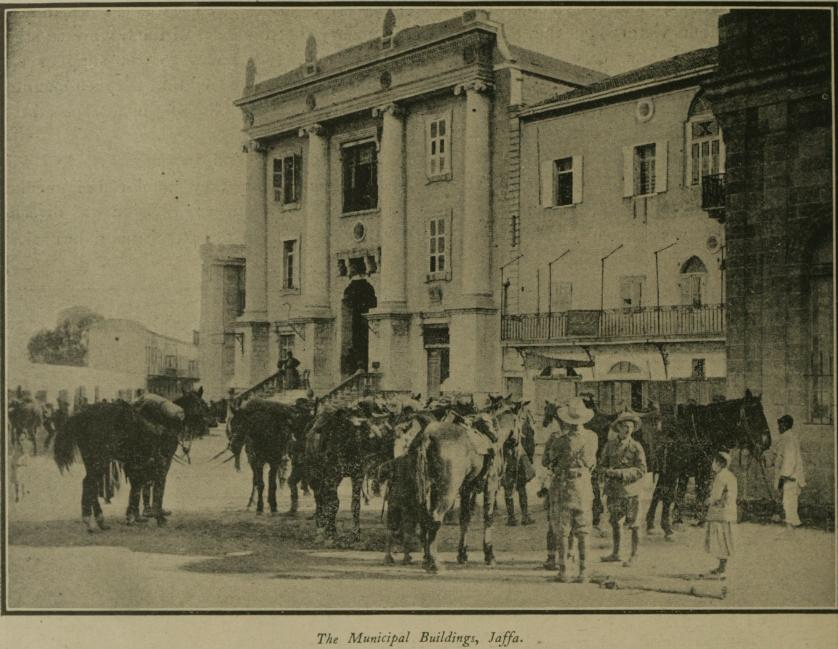
Le sérail, bâti en 1897, la municipalité de Jaffa, et des soldats néo-zélandais en 1917.

#### Les Juifs à Jaffa et les débuts du sionisme
Au milieu du XIXe siècle, les dirigeants juifs de la diaspora se montrent préoccupés par l'état lamentable du point de vue économique et de l'instruction des Juifs de Palestine, dont beaucoup s'occupaient des textes sacrés et étaient soutenus par les donations de leurs communautés d'origine de par le monde. Le philanthrope juif anglais, Sir Moses Montefiore visite Jaffa à plusieurs reprises et y achète en 1855 une plantation d'orangers pour fournir du travail aux juifs locaux, mais l'essai échoue. À cet endroit a été construit le quartier de Tel Aviv appelé Montefiore (ou Montefiori).
En 1869, l'organisation philanthropique l'Alliance israélite universelle (AIU) de Paris, réussit à fonder à l'est de Jaffa, par l'entremise de son délégué Charles Netter une école agricole juive nommée Mikvé-Israël.

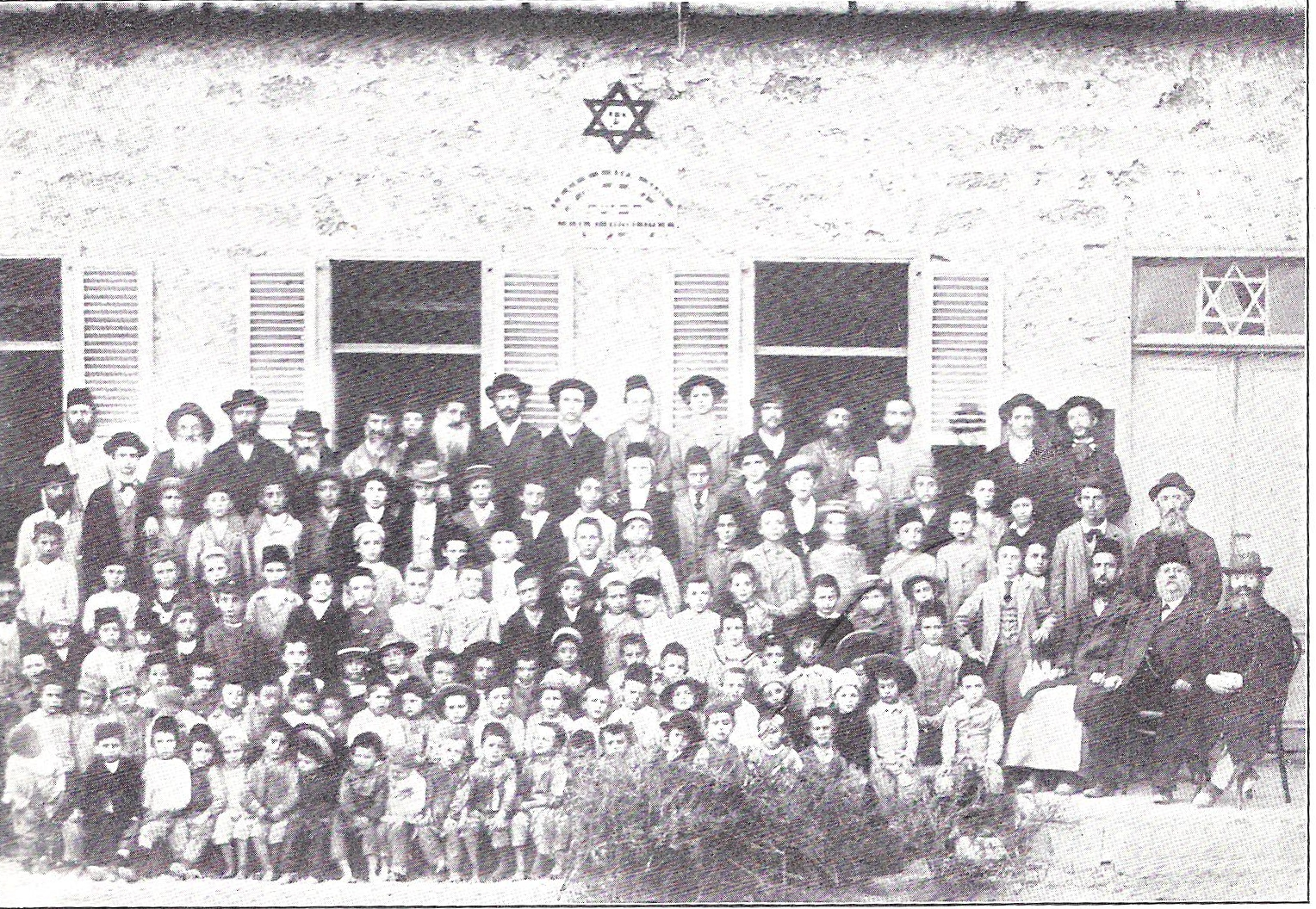
École primaire juive (cheder) à Jaffa, avant 1899.

À la fin du XIXe siècle, Jaffa devient la ville principale du sionisme palestinien. Cela est dû à la croissance des mouvements pré-sionistes encore appelés « sionisme pratique », c'est-à-dire orienté vers l'implantation de colonies de peuplement agricoles. Il s'agit d'Hovevey Tzion ou Hibat Tzion (les Amants de Sion), dont les centres de recrutement se trouvent en Europe centrale, surtout en Roumanie, et en Europe orientale dans l'Empire russe (surtout en Ukraine et en Pologne). Jaffa, pour les Juifs d'alors Yafo, devient leur port d'attache en Palestine. Un bureau est fondé par le commerçant de thé Kalonymus Wissotzki et dirigé par Avraham Moyal et ensuite par Shmuel Hirsch, ainsi que d'autres institutions juives comme le gymnasium hébraïque Herzliya (1905), l'école de formation d'institutrices E. Levinsky, l'hôpital Shaar Tzion du mouvement B'nai B'rith (1890), etc.
En 1890-1891, Vladimir Zeev Temkine y dirige son « Comité okdessite » qui achète des terrains pour les immigrants juifs. Des Juifs du Yémen s'établissent en 1881 au nord de la ville où ils fondent le futur quartier de Kerem Hateimanim (le vignoble des Yéménites) créé officiellement en 1904 et qui fait de nos jours partie de Tel Aviv. On bâtit au nord de Jaffa en 1887 à l'initiative de l'homme d'affaires originaire d'Algérie, Aaron Chelouche, le quartier juif Nevé Tzedek (la Maison de la Justice), et en 1890 le quartier Nevé Shalom (la Maison de la Paix), aujourd'hui inclus dans Nevé Tzedek. Prennent naissance ces années-là encore huit petits quartiers juifs à l'intérieur de Jaffa ou dans ses environs.
Les Juifs de Jaffa — séfarades et ashkénazes — se réunissent temporairement dans une communauté unie. Le 26 juillet 1903, s'y ouvre la filiale de la banque anglo-Palestine, première banque juive de Palestine (aujourd'hui Bank Leumi) qui déménage en 1921 à Tel Aviv. Theodor Herzl arrive en 1898 à Jaffa. Le fondateur du sionisme politique séjourne à Jérusalem à l'hôtel Kaminitz.
De mille personnes en 1882, le nombre des Juifs à Jaffa est multiplié par trois en 1895 sur un total de dix-huit mille habitants. Il monte à cinq mille habitants en 1905. Entre les années 1904 et 1921, le rabbin Abraham Isaac Kook, une des figures les plus marquantes du judaïsme orthodoxe du XXe siècle, détient la fonction de chef-rabbin des Juifs de Jaffa. En 1908, la population de la ville atteint quarante mille habitants dont huit mille Juifs. Jaffa devient à partir de 1908 le point de départ de l'activité d'Arthur Ruppin qui est délégué de l'Agence juive, chargée de l'organisation de l'émigration juive vers la Palestine. Il y ouvre l'Office palestinien et le bureau de « la Compagnie pour le développement de la Palestine ».

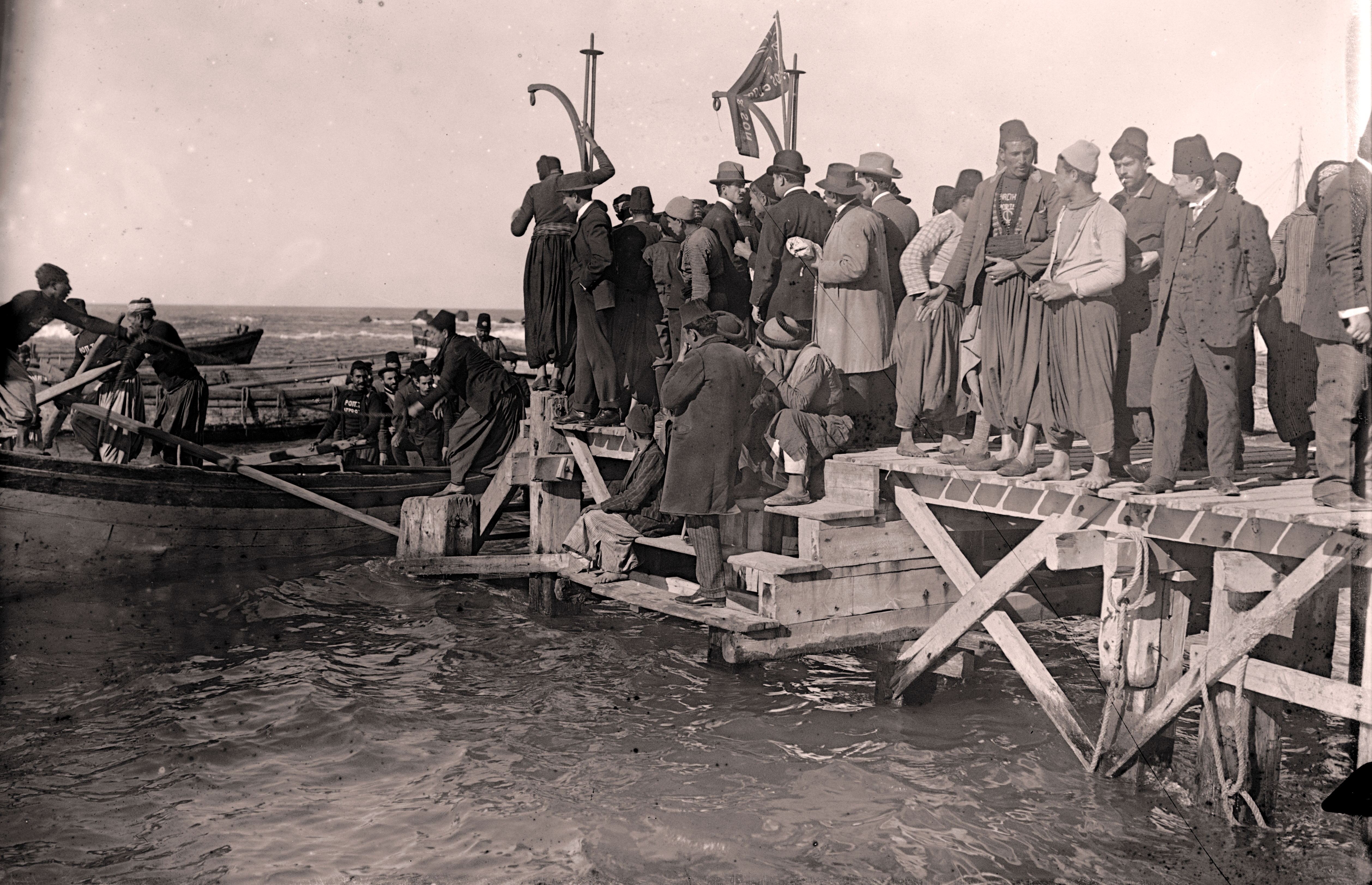
Embarquement au port de Jaffa, début XXe siècle.

En mars 1908, des incidents se produisent à Jaffa entre Arabes et Juifs qui sont suivis, à la suite de l'intervention de certains consuls occidentaux, dont celui d'Allemagne, par la révocation du kaymakam local Mouhammad Assaf bey, accusé d'être trop tolérant vis-à-vis des violences pratiquées par certains habitants et policiers. En automne, des manifestations arabes éclatent contre l'Autriche-Hongrie en signe de solidarité avec les musulmans de Bosnie, territoire récemment annexé par les Autrichiens. En 1909, plusieurs Juifs de Jaffa se décident à fonder au nord un nouveau quartier appelé au début Akhuzat Bayit (le domaine de la maison) et qui devient au bout d'un an Tel Aviv.

#### Période de la Première Guerre mondiale

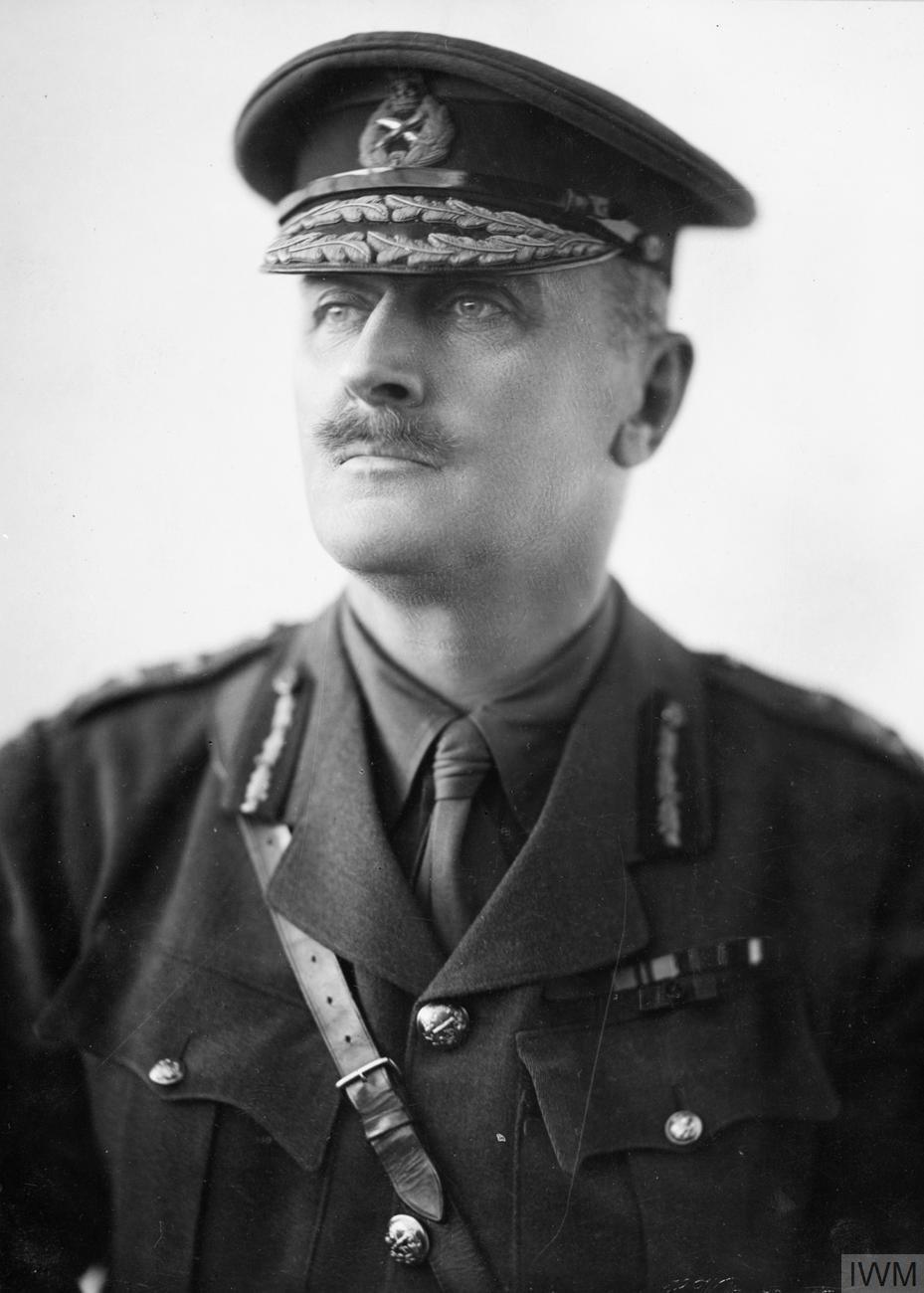
Le général Edmund Allenby.

La Première Guerre mondiale oppose l'Empire ottoman, allié avec les Puissances centrales à la coalition de l'Entente. Avant la guerre, la ville compte déjà quarante-cinq mille habitants, dont la grande majorité est arabe, musulmane ou chrétienne, et comprend aussi une minorité de huit mille Juifs. Mille Juifs vivent à Tel Aviv. Plusieurs officiers turcs y sont en mission, parmi lesquels Mustafa Kemal, futur fondateur de la Turquie moderne. En septembre 1914, les autorités abolissent le régime des capitulations et les consuls à Jaffa perdent leurs pouvoirs extraterritoriaux. Beaucoup de Juifs, ayant des nationalités étrangères, se trouvent soudain sans droits et considérés comme des citoyens des puissances ennemies. Le gouverneur, d'origine arabo-bédouine, Bakha ad-Din, prend, sur l'ordre de Jamal Pacha des mesures de déportation immédiate des Juifs de sexe masculin de nationalité russe. Mais les déportations sont arrêtées grâce à l'intervention de l'Allemagne et des États-Unis. On essaie de lancer, contre la perception d'une taxe, une procédure d'« ottomanisation » de ces Juifs. Baha ed Din est remplacé par Hassan Bek al-Jabi. La mosquée qu'il fait élever en 1916, avec son haut minaret, peut être vue aujourd'hui près de la plage de Tel Aviv. Les neuf mille Juifs de Jaffa et de Tel Aviv, considérés avec suspicion par les Turcs, sont par la suite tous déportés en avril 1917, et trouvent asile soit dans d'autres zones de Palestine, surtout en Galilée, soit en Égypte.
En décembre 1914, l'Empire ottoman déporte 6 000 Juifs de Jaffa vers l'Égypte.
Les autorités ottomanes procèdent à des arrestations et des déportations de la population en masse, aussi dans les rangs des Arabes qui rêvaient déjà de se délivrer de la tutelle ottomane. Ils doivent stationner dans des tentes à la proximité de la ville. Ainsi en 1917-1918 la localité est vidée de ses habitants. Les Arabes retournent dans leurs logements tandis que les Juifs n'y retournent qu'après la victoire des Britanniques en été 1918. 1500 Juifs périssent durant la période hivernale de faim et de maladie.

## Période de l'occupation puis du mandat britanniques (1917-1948)

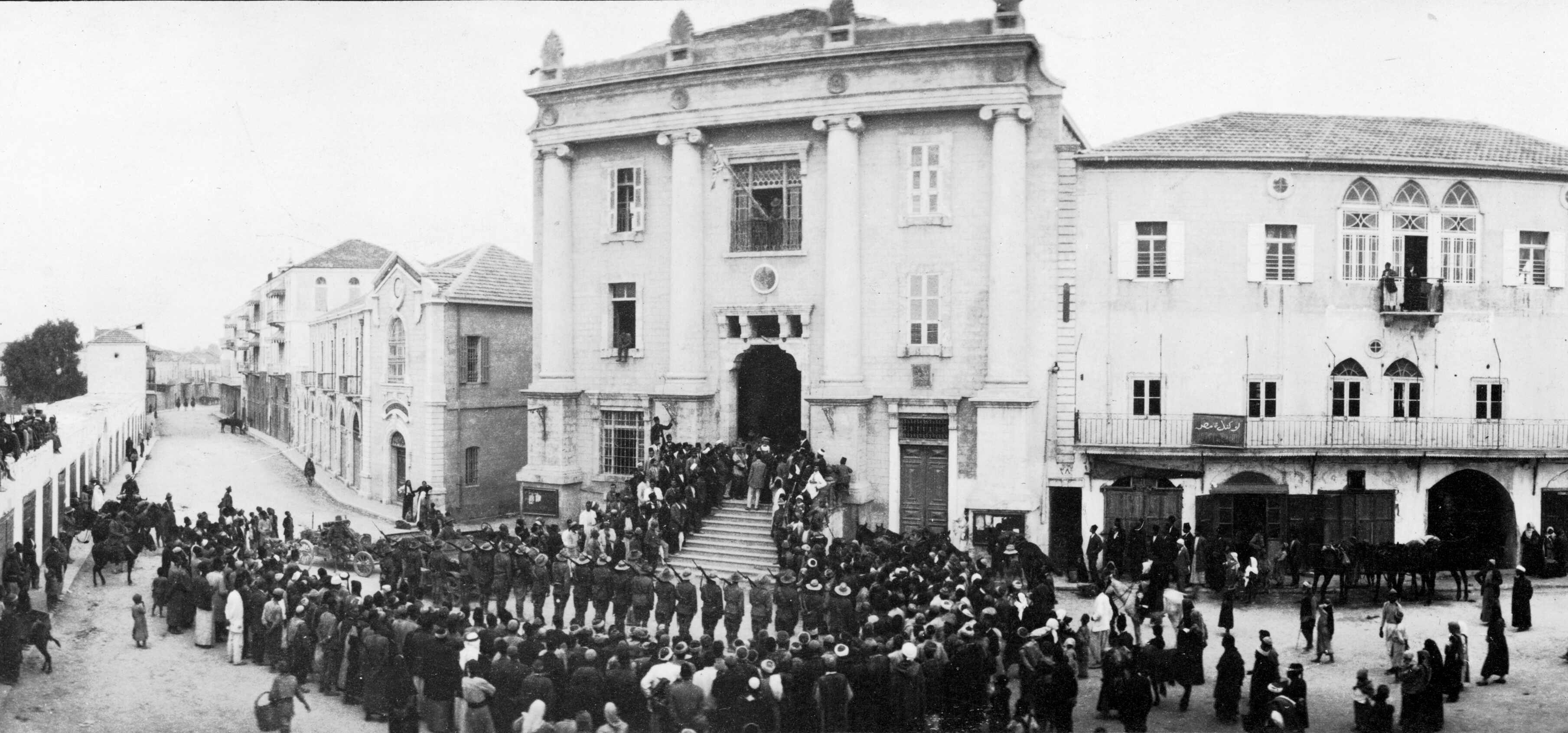
Face à la mairie, reddition de la garnison ottomane de Jaffa aux fusiliers néo-zélandais de la division montée de l'ANZAC, 16 novembre 1917.

### Période de l'occupation britannique (1917-1922)
Le 16 novembre 1917, avec l'entrée des soldats du général Edmund Allenby dans la ville, débute l'occupation britannique à Jaffa. Les 2 000 colons allemands de Palestine (installés à Jaffa, Wilhelma, Sarona, Jérusalem...) sont déportés dans des camps en Égypte. Il en va de même des Autrichiens et des Hongrois. Ils auront le droit de revenir en Palestine en 1920-1921.
Au début de la domination britannique, après le retour des habitants exilés par les Turcs, la ville a une population de trente-deux mille personnes. La communauté juive ne compte plus que cinq mille personnes.
En 1920, la Société des Nations attribue au Royaume-Uni un mandat sur les territoires ex-ottomans de Palestine et d'Irak, de même que la France obtient un mandat sur la Syrie et le Liban. Le mandat a pour objectif de mener ces territoires à l'indépendance. Or le gouvernement britannique, par la déclaration Balfour de 1917, s'est engagé auprès des dirigeants sionistes à soutenir la création d'un foyer national juif en Palestine.
Le régime mandataire commence officiellement en 1922.

### Entre-deux-guerres
Dans l'entre-deux-guerres, la ville continue à s'étendre vers l'est, où se développent des nouveaux quartiers, notamment Al Nuzha, dominé par le boulevard King George (ex-boulevard Jamal Pacha, aujourd'hui « boulevard de Jérusalem »), avec une vie commerciale intense et l'imposante mosquée Al Nuzha. On ouvre de nouvelles institutions d'intérêt public, comme l'hôpital Dajani, avec cinquante lits, en 1937 le cinéma Al Hamra (Alhambra) et dans les années 1940 - 1941, parmi d'autres, l'école financée par le commerçant Hassan Arafe.
La vie politique est marquée par des conflits entre la fraction du mufti de Jérusalem, Amin al Husseini et son clan, et d'autres fractions et familles, qui amèneront à la dissolution de l'Association musulmane-chrétienne de Jaffa.[pas clair]

#### Emeutes arabes du1erau7 mai 1921
L'année 1921 est le cadre d'émeutes au sein de la population arabe, attisée contre les Juifs et effrayée par la perspective de la création d'une entité étatique juive en Palestine. En 1918, l'Association musulmane-chrétienne de Jaffa présente aux autorités britanniques une pétition contre le soutien donné par le Royaume-Uni au projet sioniste. L'Association s'exprime à d'autres occasions dans le sens que les Arabes n'ont de choix qu'entre deux solutions : soit jeter les sionistes à la mer, soit se laisser pousser par eux vers le désert. En février 1919, apparaît à Jaffa une organisation souterraine arabe « La Main Noire » dont l'objectif est de « tuer le serpent sioniste » tant qu'il est petit. Au début de l'année 1920, en même temps que les Arabes d'autres régions du pays, les Arabes de Jaffa sortent pour manifester et demander l'annexion de la Palestine, dite aussi « la Syrie du Sud », au nouveau royaume éphémère installé à Damas par Faycal ibn Hussein.
Le ministre des colonies britanniques, Winston Churchill, visite la Palestine en avril 1921 et rejette la demande des notables arabes de mettre fin à l'immigration juive et de renoncer à la fondation du Foyer national juif qui était prévue par la déclaration de Balfour du 2 novembre 1917. Le 1er mai 1921, une foule arabe de Jaffa, accompagnée par des policiers arabes armés, déclenche une vague de violences et de pillages contre les habitants juifs de la localité et des quartiers limitrophes Neve Shalom, Neve Tzedek, le quartier mixte Manshiye, ainsi que les locataires de la Maison des Immigrants du quartier Ajjami, où sont massacrés treize juifs et blessés vingt-six autres. Six autres juifs sont tués dans une maison isolée au milieu d'un jardin d'orangers dans le quartier d'Abou Kabir. Parmi les victimes se trouve l'écrivain hébreu Yossef Haïm Brenner, les jeunes écrivains Yossef Louïdor et Tzvi Shatz et leurs amis. Le prétexte de ses tueries était deux manifestation juives pour le 1er mai — l'une des Juifs communistes qui se sont heurtés à l'autre — des Juifs socialistes à la périphérie de Jaffa. Des dirigeants de la population arabe de Jaffa ont vu dans ses manifestations une preuve de la menace du communisme et de l'« immoralité » apportées, selon eux, par les nouveaux venus juifs.

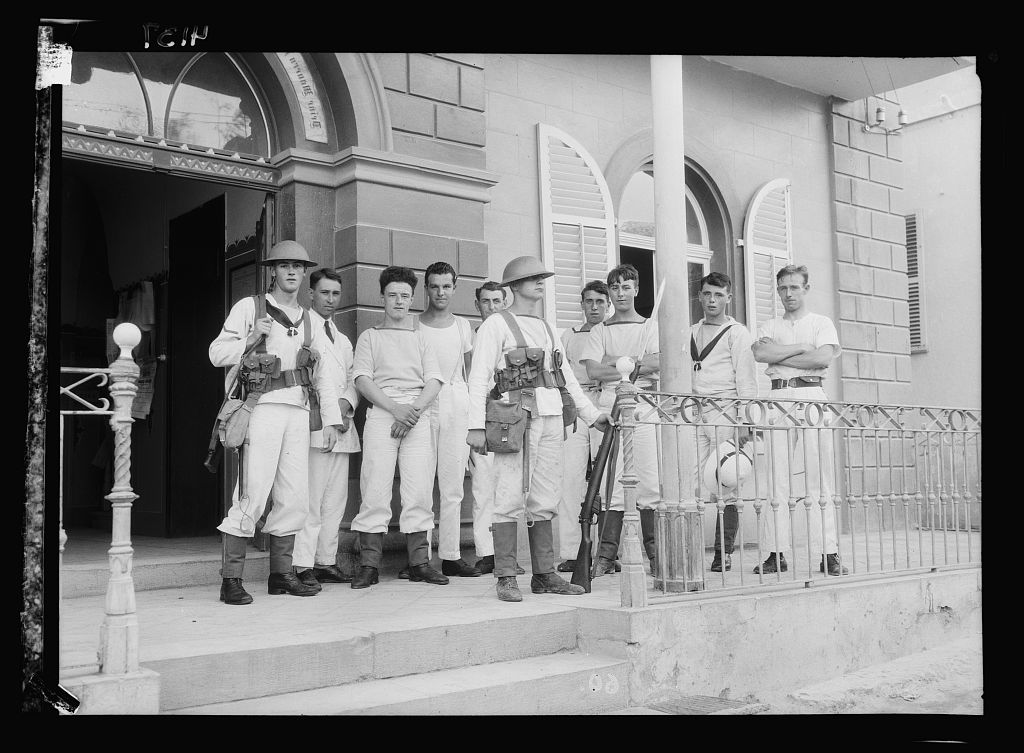
Troupes de marine britanniques à Jaffa, août 1929.

La police britannique intervient avec quelques jours de retard et réussit à empêcher l'avance des assaillants arabes vers Tel Aviv. Les troubles s'étendent aussi contre les localités juives de Petah Tikva, Hadera, Rehovot et tendent les relations inter-communautaires à Hébron, Jérusalem, Naplouse, etc. Elles se soldent temporairement par un succès ; le haut commissaire britannique Sir Herbert Samuel décide de limiter, mais pour un moment seulement, l'immigration juive en Palestine, afin d'apaiser l'opinion arabe.

#### De 1921 à 1936
À la suite de ces événements, plusieurs milliers de Juifs de Jaffa s'enfuient à Tel Aviv. Le rabbin Kook déménage à Jérusalem.
La ville de Tel Aviv obtient son autonomie municipale vis-à-vis de Jaffa, bien que du point de vue économique elle en reste encore dépendante.
Le 25 août 1929, une nouvelle émeute se produit : deux mille Arabes de Jaffa tentent d'attaquer Tel Aviv, mais sont contenus par la riposte de la police britannique et des membres de la Haganah, organisation paramilitaire de défense des Juifs.

#### Révolte arabe de 1936-1939, première phase
Dans les années trente, l'essor du secteur juif en Palestine fait augmenter en revanche l'ampleur du mouvement nationaliste arabe dirigé par des représentants de la famille Husseini de Jérusalem. On peut aussi mentionner des politiciens comme le maire Asim bey al Saïd, Omar al Baytar, président de l'Association islamo-chrétienne, Issa Daud al Issa, ainsi que des personnes très actives dans la vie communautaire comme le Dr Fouad Dajani, Adèle Azar et Hassan Arafé.

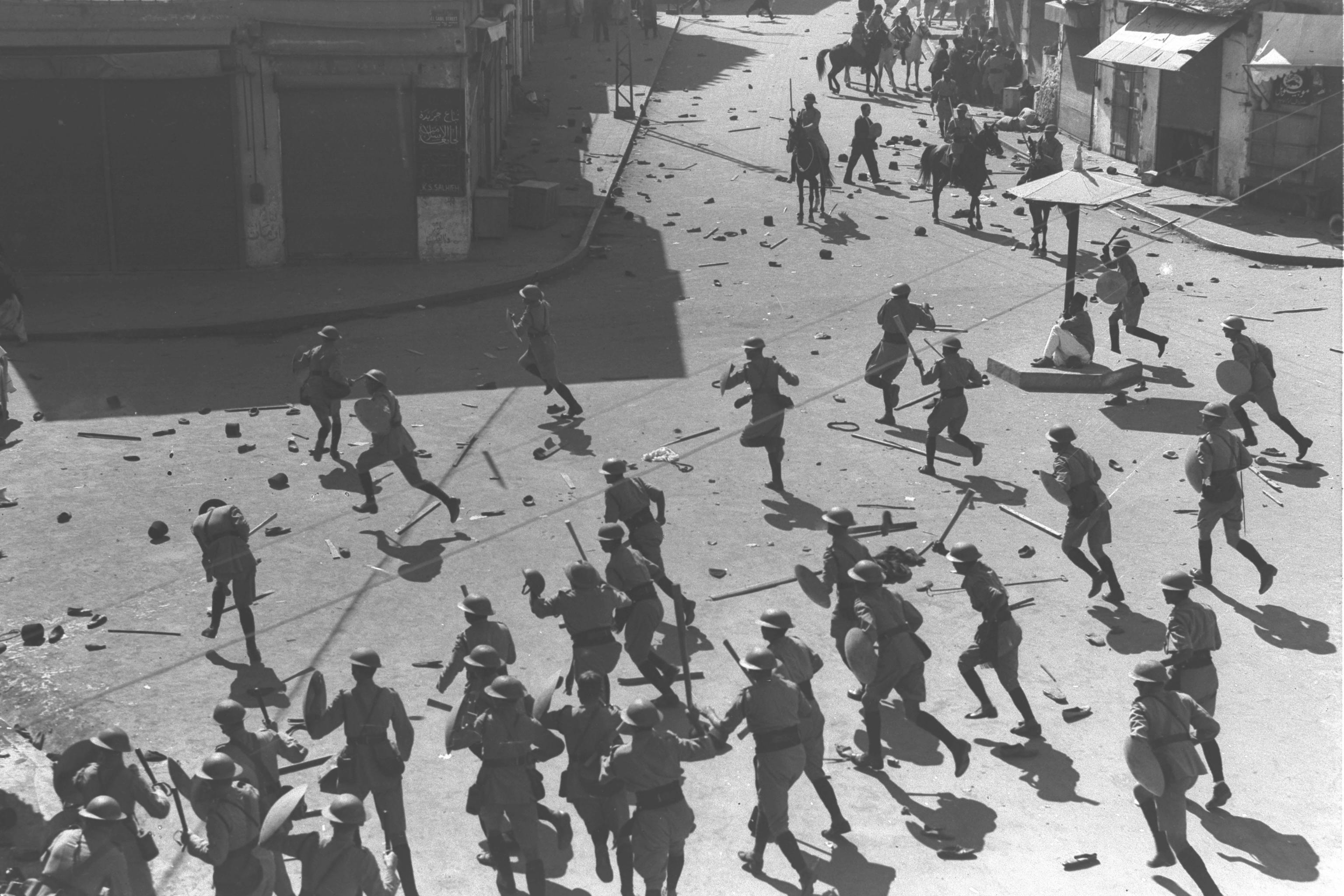
Policiers britanniques lors des émeutes arabes à Jaffa contre l'arrivée des migrants juifs d'Europe, 27 octobre 1933

En janvier 1932, le Congrès national de la Jeunesse Arabe se réunit à Jaffa et adopte un programme panarabiste inspiré du parti Istiklal (le Parti de l'indépendance). Des militants de cette formation commencent à patrouiller sur la côte pour essayer d'empêcher le débarquement des immigrants juifs illégaux et pour forcer les commerçants d'observer les grèves politiques. Le 20 mars 1933, cinq cents notables arabes de tout le pays se rassemblent à Jaffa, afin de condamner le régime mandataire britannique qui permet l'immigration juive, et afin de blâmer les conationaux qui vendent des terrains aux Juifs.
Le 27 octobre 1933, une manifestation de masse, non autorisée, des Arabes palestiniens, est réprimée par les forces de l'ordre mandataires. Douze manifestants arabes et un policier britannique sont tués. Grièvement blessé, le vieux leader nationaliste Moussa Qazem al-Husseini, meurt au bout de cinq mois, en mars 1934, âgé de 83 ans. En avril 1936, les nationalistes arabes déclenchent une révolte, reprenant courage après l'échec de la politique de la Grande-Bretagne et de la France face aux efforts de réarmement de l’Allemagne et de l'expansionnisme de l’Italie. Cette révolte enflamme toute la Palestine, y compris Jaffa.

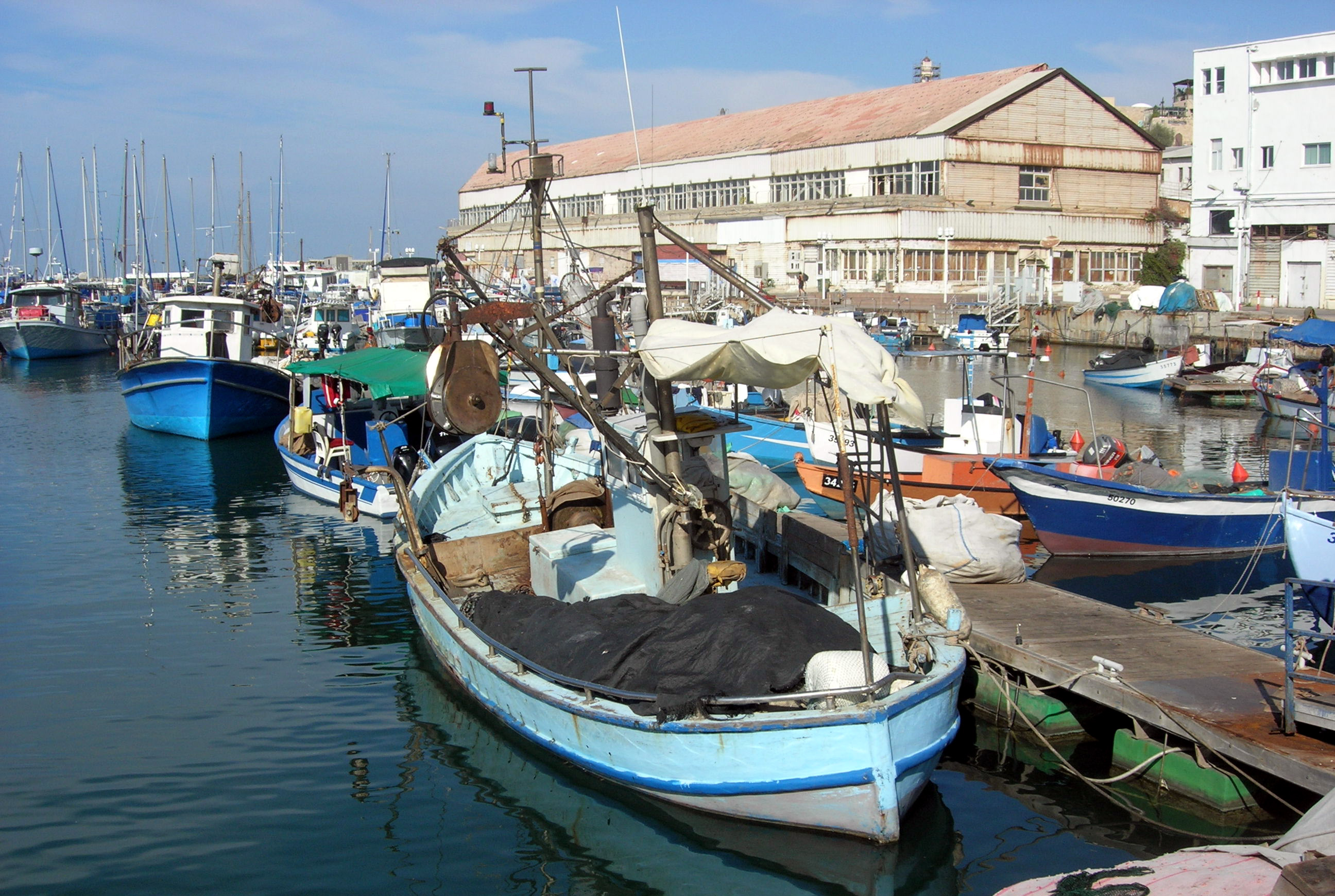
Le port de Jaffa aujourd'hui.

Les Arabes déclarent la grève générale et ferment le port de Jaffa pendant 175 jours, entre avril et octobre 1936. Du 19 au 23 avril, on assiste à Jaffa à des violences contre les Juifs et leurs propriétés. Une masse de paysans et d'ouvriers originaires de la région d'Hauran de Syrie, agités par des rumeurs alarmistes, tuent à Jaffa neuf Juifs et en blessent soixante autres. Des milliers de Juifs de Jaffa prennent la fuite et se réfugient à Tel Aviv. Beaucoup de personnels de magasins et de bureaux appartenant à des Juifs ou à des Britanniques quittent la ville. Il y a aussi des représailles antiarabes de certains Juifs et de la part des organisations souterraines juives, comme la Haganah et le groupe dissident Irgoun B connu comme Etzel. Le 7 août 1936, deux assistantes médicales juives de l'hôpital de Jaffa tombent sous les coups des rebelles. Ils ravagent aussi des jardins et des plantations de Juifs. Le 7 septembre 1936, les autorités britanniques proclament la loi martiale. Parce que pendant la nuit, la ville avec ses ruelles étroites se trouvait aux mains des rebelles, les Britanniques font exploser presque toute la Vieille Ville avec approximativement deux cent-vingt maisons (opération l'Ancre). Les Juifs répondent à la fermeture du port de Jaffa par l'ouverture d'un autre port à Tel Aviv. À la suite des émeutes et de la grève générale, Jaffa est lourdement touchée du point de vue économique.

#### Révolte arabe, deuxième phase (à partir de septembre 1937)
Le plan de partage de la Palestine établi en 1937 par la Commission Peel, recommande que Jaffa fasse partie d'une enclave sous l'autorité britannique, tout comme Jérusalem, Bethléem et un corridor passant par Ramleh et Lydda (Lod) jusqu'à la mer. Les Arabes palestiniens rejettent ce plan et déclenchent en septembre-octobre 1937 une nouvelle révolte contre la domination britannique et contre le projet sioniste en Palestine. Les autorités mandataires mettent alors le Haut-Comité arabe hors-la-loi et exilent une partie des dirigeants nationalistes arabes.
La multiplication des attaques arabes contre les juifs entraine des représailles, allant jusqu'à des attentats anti-arabes organisés par les formations juives d’extrême-droite Etzel et Lehi (le « groupe Stern »). Le 26 août 1938, des membres d'Etzel font exploser une bombe dans le marché aux légumes de Jaffa, tuant vingt-quatre Arabes et en blessant trente-neuf. Cependant la violence dégénère en hostilités au sein même de la population arabe, où des bandes de villageois commencent à saccager les biens des citadins de Jaffa (pour les chrétiens) ou à leur imposer leur « protection »[pas clair].
En 1939, en raison de la menace de guerre contre l'Allemagne et de la disposition de l'opinion arabe en faveur des Puissances de l'Axe dans l'espoir de se libérer de la tutelle britannique et de mettre fin au noyau d'entité nationale juive dans le pays, le gouvernement de Neville Chamberlain renonce au plan Peel. Puis le « Livre Blanc » de MacDonald (mai 1939) envisage une limitation de l'immigration juive en Palestine.

### Seconde Guerre mondiale
Après le déclenchement de la Seconde Guerre mondiale (septembre 1939), la presse arabe de Jaffa adopte un point de vue ouvertement pro-allemand et pro-italien.

### Dernières années du mandat britannique

#### Le plan de partage de l'ONU (29 novembre 1947)

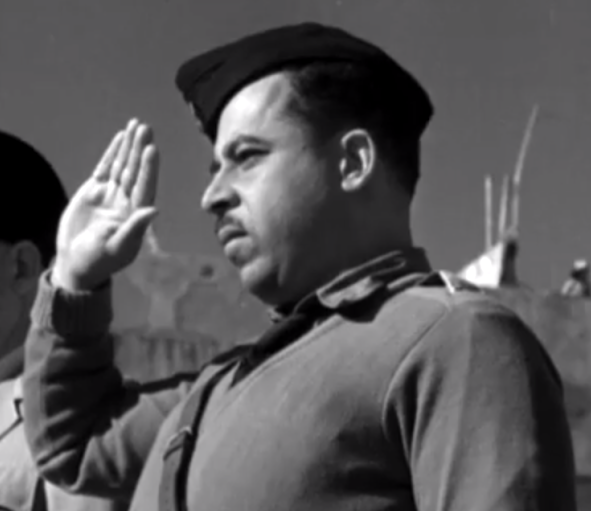
Muhammed Nimer Hawari, commandant de la milice arabe de Jaffa, 1947.

En 1947, la commission spéciale, formée dans le cadre de l'ONU (créée en 1945 en remplacement de la SDN), pour organiser la fin du mandat britannique, recommande que Jaffa fasse partie du futur État juif de Palestine. Le plan final de partage approuvé le 29 novembre 1947 par l'Assemblée générale de l'ONU, prévoit que Jaffa fera partie du futur État arabe, sous la forme d'une enclave au sein de l'État juif.
N'étant absolument par d'accord avec la création de quelque État juif que ce soit, la partie arabe rejette immédiatement ce plan.

#### La guerre entre Juifs et Arabes à Jaffa (fin 1947-début 1948)
Le 30 novembre 1947, trois attentats contre des Juifs ont lieu en divers endroits du pays.
À Jaffa, un jeune Juif tombe sous les balles. Nombre de juifs sont tués par des francs-tireurs arabes qui tirent depuis de hauts bâtiments de la périphérie de la ville, comme depuis le minaret de la mosquée Hassan Bek. Des parties des rues commerciales de Tel Aviv, rue Allenby, rue Ha'Aliya et rue Herzl deviennent des cibles commodes pour ces francs-tireurs. Le commerce juif doit déménager vers le nord de la ville. Des volontaires venus d'Irak et de Bosnie se joignent aux Arabes locaux sur les tours des mosquées et s'emparent des maisons abandonnées dans des points stratégiques limitrophes.[réf. nécessaire]
Les tirs depuis le quartier Manshieh vers la rue Allenby suscitent des réactions de la part des combattants juifs, surtout des militants de l'Irgoun et du Lehi.

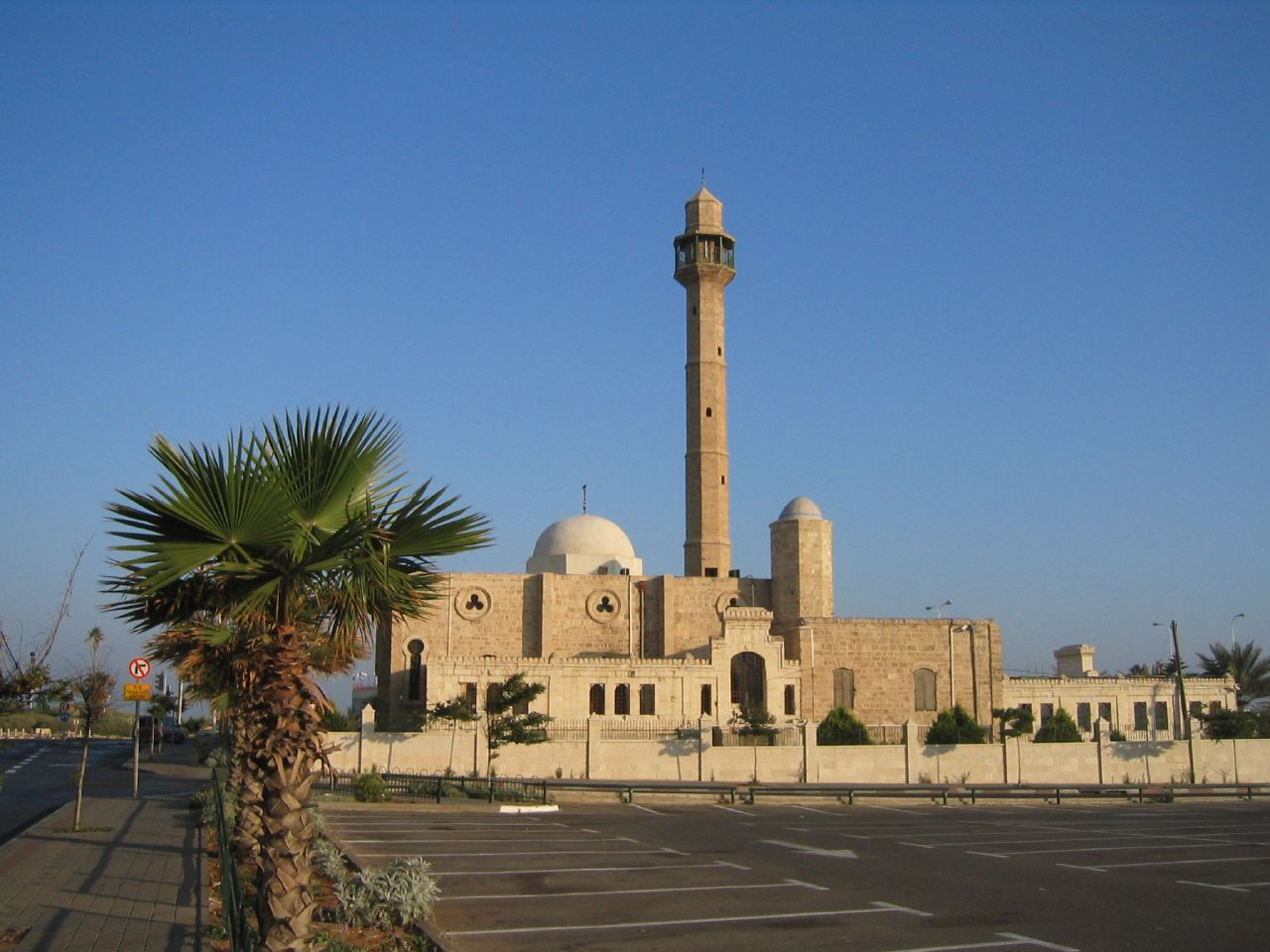
La mosquée Hassan Bek, construite en 1916, rénovée en 1994 avec un minaret rebâti deux fois plus haut qu'auparavant, dans l'ancien quartier de Manshiye de Tel Aviv-Jaffa.

Les habitants de Jaffa sont divisés - des uns soutiennent le camp du mufti Hajj Amin al-Husseini, dirigé ici par le cheikh Hassan Salamé, pendant que d'autres sympathisent avec le camp plus modéré. Du point de vue militaire, les Arabes de Jaffa se trouvent en infériorité parce que les routes d'accès à la ville sont contrôlées par les Juifs qui peuvent bloquer la ville et la priver de nourriture. Par ailleurs, ils ne bénéficient ni d'un commandement militaire unique, ni d'objectifs militaires clairs. Une partie des opérations de combat contre les Juifs de Tel Aviv étaient dirigée par un Comité national arabe des partisans de la famille Al Husseini qui siégeait dans le bâtiment administratif du Sérail au centre de la ville. Des habitants des villes arabes proches de Ramle et Lydda sont venus à l'aide des combattants de Jaffa en bloquant la route vers Jérusalem. Des gens des villages voisins de Yazur (aujourd'hui Azor) et de Salamé (aujourd'hui quartier de Tel Aviv) commencent à leur tour à ouvrir le feu vers les quartiers juifs pauvres du sud et de l'est de Tel Aviv.
Le 1er décembre 1947, les Arabes déclarent une grève générale de trois jours. Du 1er au 11 décembre, 130 personnes, dont 70 Juifs, 50 Arabes, 3 soldats et un policier britanniques tombent tués dans des heurts et attaques réciproques sur tout le territoire de la Palestine.

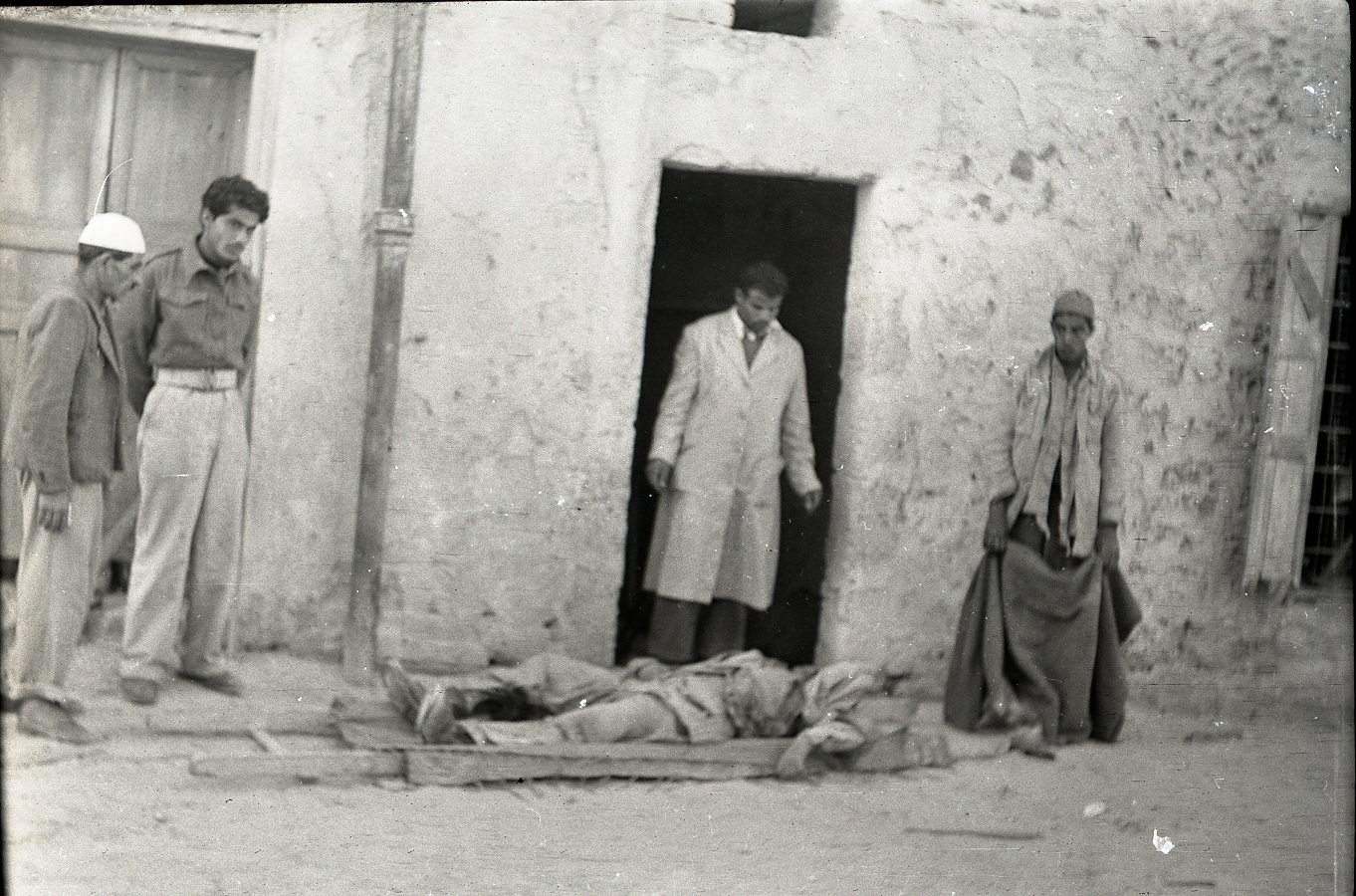
Enlèvement des morts à Jaffa pendant les combats de 1947.

Le 8 décembre 1947, après plusieurs attaques et contre-attaques, environ 300 combattants arabes de Jaffa et de Salamé sous le commandement du cheikh Hassan Salameh, qui a combattu au service du Troisième Reich en Yougoslavie, pénètrent dans la banlieue juive d'Hatikva au sud-est de Tel Aviv et mettent le feu à 32 maisons. Deux mille cinq cents habitants juifs s'enfuient. Mais, étant trop occupés par le saccage, les hommes de Hassan Salameh ne transforment pas leur succès en avantage militaire. Les combattants de la Haganah parviennent finalement à les repousser.
Le 9 décembre, les maires de Jaffa et de Tel Aviv tombent d'accord pour cesser les hostilités, afin de sauver la récolte et l'exportation des agrumes, mais le cessez-le-feu ne dure pas. Le 13 décembre 1947, des membres de l'Etzel originaires des quartiers d'Hatikva et de Kerem Hateymanim font une première incursion à Jaffa.
À la fin de l'année 1947, le quartier d'Abu Kabir et ses environs arabes comptent 5 000 habitants. Tout d'un coup, après le 29 novembre 1947, les Arabes d'Abu Kabir commencent à attaquer les moyens de transport juifs qui partent pour Jérusalem et pour les moshavim du sud et forcent les Juifs à trouver des routes alternatives. Les quartiers juifs de Shapira et de Florentin et la rue Herzl de Tel Aviv sont sans cesse pris pour cibles par les francs-tireurs arabes.
Le 4 janvier 1948, des militants de Leki font exploser un camion chargé d'explosifs près du Sérail de Jaffa, siège de la mairie et du Comité national arabe, provoquant l'effondrement du bâtiment et la mort de vingt-six Arabes. Selon les sources arabes, les victimes sont surtout des civils non impliqués dans le conflit, y compris des enfants orphelins. Cet attentat contribue énormément à saper le moral des habitants et des défenseurs de Jaffa.
En février 1948, la défense arabe de Jaffa comprend principalement des membres de l’Armée de libération arabe sous les ordres de l'Irakien Abdul Wahhab al Sheikh, du capitaine irakien Abdel Najjm ad Din et du chrétien local Michael al Issa. S'y ajoutent environ cinquante moudjahiddin musulmans des anciennes unités Waffen-SS de Bosnie sous le commandement de Hajj Murad et de quelques colons allemands de la Société des Templiers.

#### Exode de la population arabe et conquête de Jaffa par la Haganah (13 mai 1948)
La ville de Jaffa est assignée par le Plan de partage de la Palestine à un futur État arabe mais est enclavée dans les territoires attribués à l'État juif. Dès les premiers mois de 1948, la guerre civile fait rage dans le pays. La population arabe aisée fuit la violence et le chaos. Jaffa, sous blocus, souffre de pénurie pour tous biens alimentaires et énergétiques et est le siège d'attentats de l'Irgoun et du Lehi. Des combats se produisent entre les volontaires de l'Armée de libération arabe venus renforcer la ville et les milices juives à la frontière avec Tel-Aviv. Les habitants Arabes fuient d'autant plus facilement qu'ils sont convaincus qu'ils pourront réintégrer leur demeure après les combats et l'intervention des armées arabes. En avril 1948, la population de la ville a ainsi diminué de près de 25 000 personnes.
Fin mars, le commandement de la principale formation paramilitaire juive, la Haganah, adopte le plan Daleth qui prévoit le passage de la stratégie défensive à l'offensive dans le but d'arriver à contrôler pour le 14 mai (date de la fin du mandat britannique en Palestine) tout le territoire qui, selon le plan de partage de l'ONU doit revenir au futur État juif. Il vise à s'assurer aussi la continuité territoriale nécessaire pour protéger la population juive notamment en prenant le contrôle et en occupant les villes et villages à population arabe ou mixte ainsi que toutes les positions stratégiques abandonnées par les Britanniques.
Jaffa ne fait pas partie du futur État juif et son attaque serait perçue comme une agression de la part du Yishouv. Toutefois, il constitue également une épée de Damoclès pour les Israéliens étant localisée juste au sud de Tel-Aviv. Aussi, la décision est prise de confier la prise de la ville au groupe dissident de l'Irgoun, théoriquement indépendant du pouvoir central. Le 25 avril, six compagnies sous le commandement d'Amihaï Paglin (dit Giddy) ont lancé l'attaque contre les Arabes de Jaffa, au cours duquel elles ont bombardé pendant 72 heures le centre de la ville. Dans le quartier limitrophe de Manchieh se sont déroulés cependant des lourds combats pour chaque maison jusqu'à sa conquête totale, les combattants juifs réussissant à atteindre le littoral. Approximativement quarante d'entre eux sont tombés dans les combats, et quelque quatre-vingts ont été blessés. Les habitants arabes du quartier se sont réfugiés au sud, dans le centre de Jaffa.
À l'ordre de Londres, les forces britanniques, soutenues par des avions et des navires de guerre ont bombardé à leur tour la zone et forcé l'Irgoun à se retirer de Manchieh le 28 avril 1948. Avant de se retirer, ses combattants y ont fait exploser le bâtiment de la police.
Du 20 au 30 avril, la Haganah lance l'opération Hametz visant à occuper les villages arabes à l'est de Jaffa. Les volontaires arabes, commandés par Michel al-Issa, un chrétien, font face à 5000 soldats israéliens. Parmi eux, 50 Bosniaques et des Allemands membre de la société des Templiers, soit 1500 hommes au total. Le siège dure trois semaines. La ville capitule le 13 mai, et la population arabe est poussée à la mer. Au cours de ce siège, l’armée britannique a fait une démonstration de force afin de stopper l’offensive de l’Irgoun dans le quartier d’al-Manshiyya, la seule de la guerre civile.

## Jaffa de la création d'Israël à nos jours

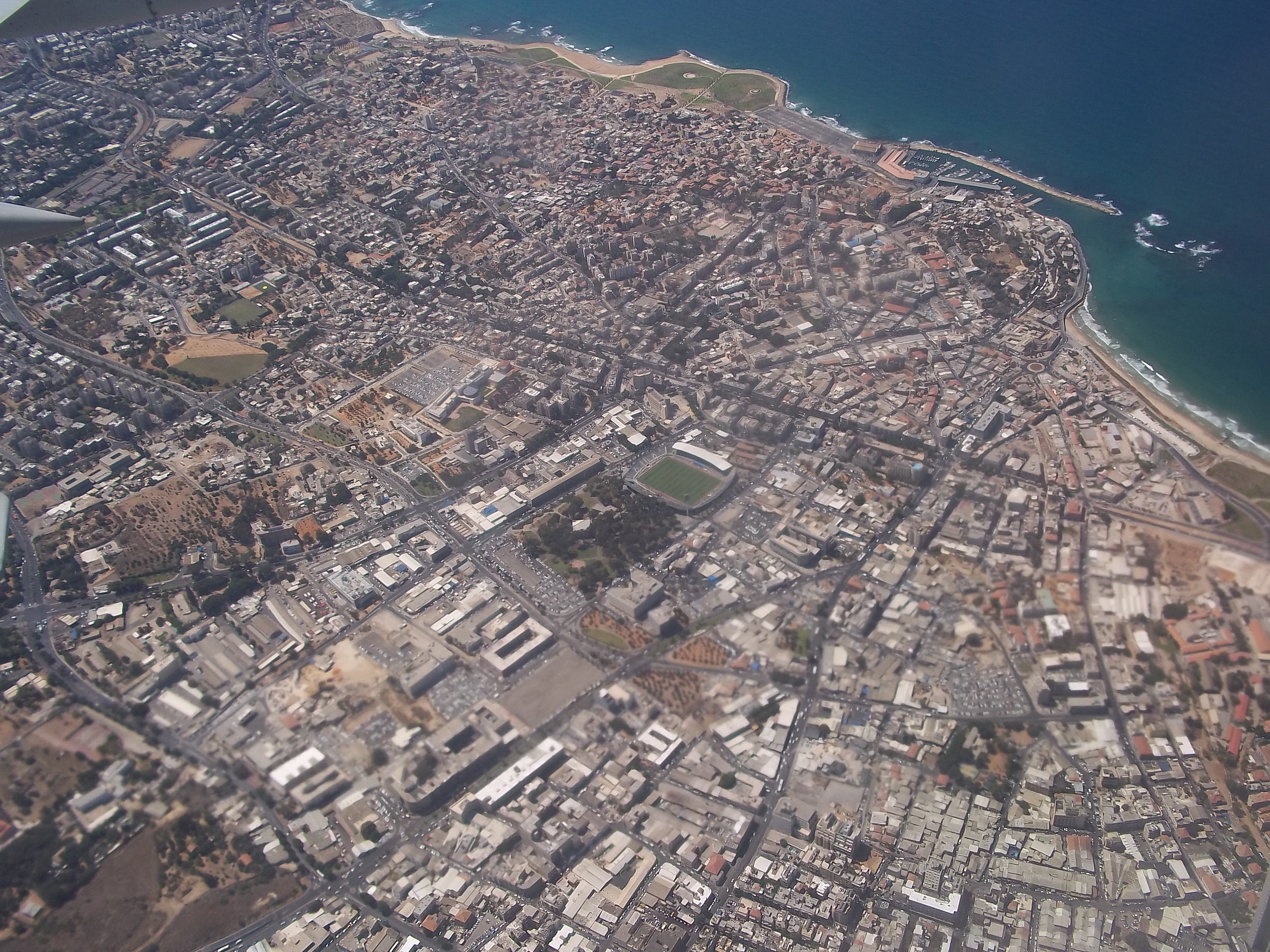
Vue aérienne de Jaffa.

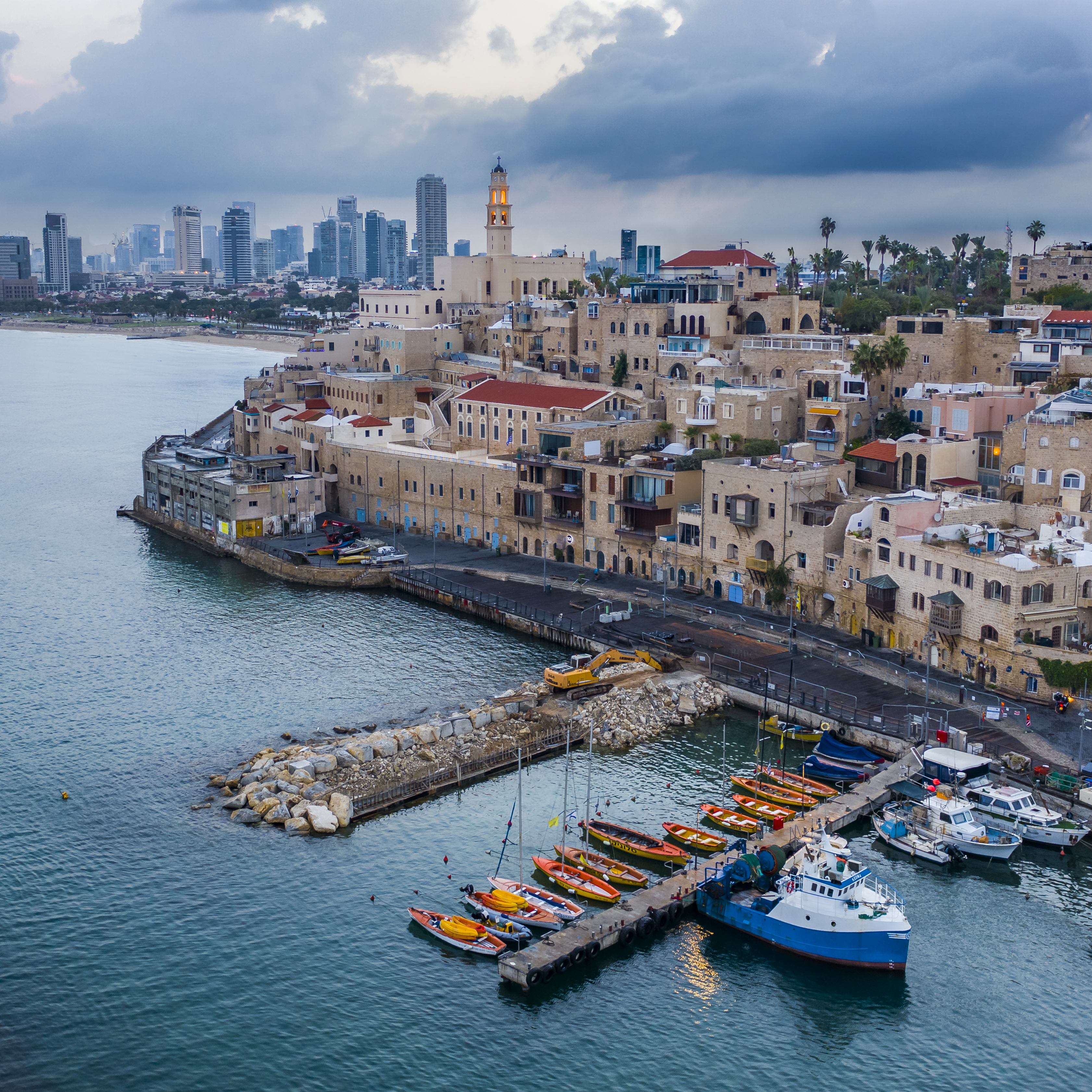
La vieille ville de Jaffa. Octobre 2018.

Le 14 mai 1948, à Tel Aviv, David Ben Gourion proclame l'indépendance de l'État d'Israël. Le 15 mai, les derniers Britanniques quittent la Palestine. À cette date, il ne reste à Jaffa que 4 100 Arabes sur une population initiale de 70 000 à 80 000.

### La guerre israélo-arabe de 1948-1949
Les pays de la Ligue arabe, notamment l'Égypte, la Syrie, l'Irak, l'Arabie saoudite et la Jordanie, entrent alors en guerre contre Israël, qui va en sortir vainqueur, conquérant un territoire plus étendu que celui prévu par le plan de partage de l'ONU.
Au cours des combats, beaucoup des maisons de Jaffa sont détruites totalement ou en partie.
La ville est placée sous un régime de gouvernement militaire, afin d'empêcher toute action de francs-tireurs arabes.

### Après la guerre: fusion avec Tel Aviv et immigration juive massive

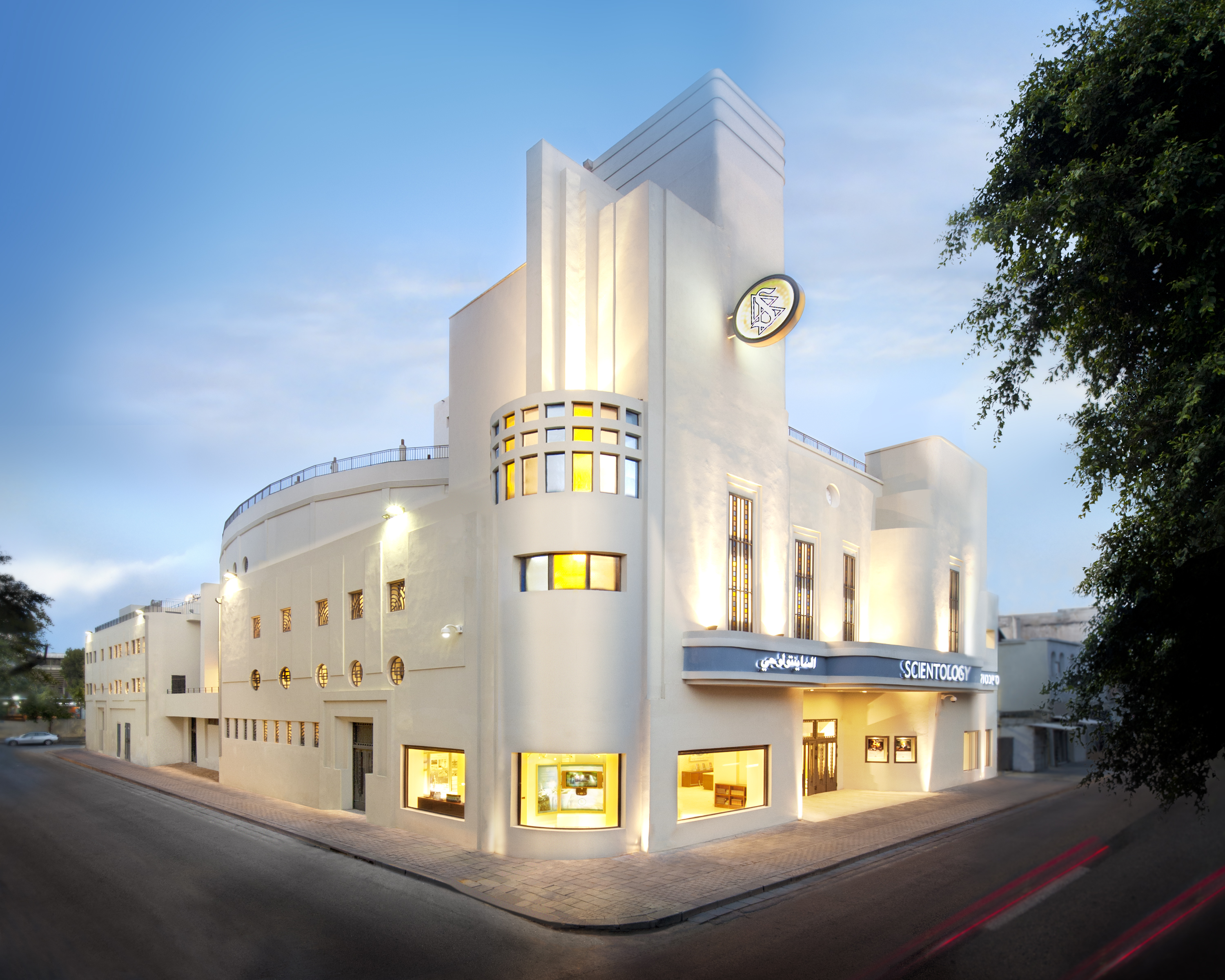
Ancien cinéma l’Alhambra (Jérusalem Boulevard), bâtiment Art Déco d’Elias Al Mor, déclaré bien d’absent et actuellement utilisé par l’Église de scientologie.

Jaffa passe sous un régime d'administration civile spéciale appelée Minhal Yaffo, organisée dans le cadre de la mairie de Tel Aviv. Puis, en 1950, la municipalité de Jaffa est supprimée et intégrée à celle de Tel Aviv, qui s'en était séparée en 1936. La ville de Jaffa est presque intacte, à part dans les quartiers d’Abu Kabir et de Manshiyya, qui ont souffert des bombardements. Elle reste arabe dans son architecture, mais son « essence vivante » a disparu avec l’exil forcé de 95 % des Arabes qui y vivaient avant 1947.
En 1951, Jaffa est officiellement annexée à Tel Aviv, devenant un quartier de la ville.
Des vagues massives d'immigrants juifs arrivent dans le nouvel État d'Israël dès les années 1948-1949 et au début des années cinquante, venant surtout d'Europe et d'Afrique du Nord. 45 000 de ces immigrants sont logés dans des maisons arabes vidées de leurs habitants et confisquées par le biais de la loi sur la propriété des absents. C’est la société de gestion immobilière semi-publique Amidar qui était chargée d’attribuer ces logements. D'autres immigrants sont logés dans des HLM appelés « chikounim », bâtis rapidement[réf. nécessaire], tandis que les 3647 Arabes subsistant sont enfermés dans le quartier d’Ajami, entourés de barbelés pendant deux ans. Tous ces Arabes ont été placés dans la catégorie des présents-absents. Beaucoup d'immigrants juifs, venus surtout de Bulgarie, mais aussi d'autres pays, s'établissent dans la partie nouvelle de Jaffa, autour du boulevard King George, nommé dorénavant Sderot Yerushalaiym (boulevard de Jérusalem), où on peut voir de nos jours des restaurants ou bistrots à cuisine bulgare ou séfarade des Balkans, à côté de ceux à profil cachère, arabe, juif libyen, marocain ou tunisien, ou bien roumain.[réf. nécessaire]
C'est dans la vieille ville, autour de la place Kedumim, que se sont installés les Arabes de condition modeste, beaucoup étant réfugiés d’autres localités arabes vidées (six villages arabes des environs de Jaffa ont été vidés de leur population), y compris de Ramleh. Cette zone, longtemps négligée, s'était beaucoup dégradée, et la misère, le niveau bas de l'enseignement d'État s'accompagnaient d’une criminalité grandissante, ajoutée à la consommation de drogues. Une des causes invoquées pour ces addictions à l’alcool et à des stupéfiants est le traumatisme infligé par la Nakba. Michal Huss note aussi que le contraste entre la prospérité des Israéliens juifs et la misère des Arabes est un héritage colonial. C'est pour cela qu'en 1970 Jaffa a été dotée, parmi les premières, d'une polyclinique et d'une unité hospitalière destinée à la désintoxication, au traitement des drogués autant Juifs qu’Arabes.

### Réhabilitation de la vieille ville
Afin d'améliorer l'état de Jaffa et les conditions de vie de ses habitants, on[Qui ?] a fondé en 1960 la Société pour le développement de la vieille ville de Jaffa. Des architectes ont entrepris de réhabiliter la vieille ville. On a reconstruit dans les années 1960-1970 le secteur ancien de Jaffa[réf. nécessaire] Avant la reconstruction, 70 % de la vieille ville, 70 % du quartier d’Ajami, la totalité du quartier de Manshiyya et 30 % du quartier de Jabalia (Givat Aliyah) ont été rasés. Les débris des destructions ont été jetés à la mer, sur le littoral du quartier d’Ajami, permettant la constitution d’un polder accueillant un parc urbain.

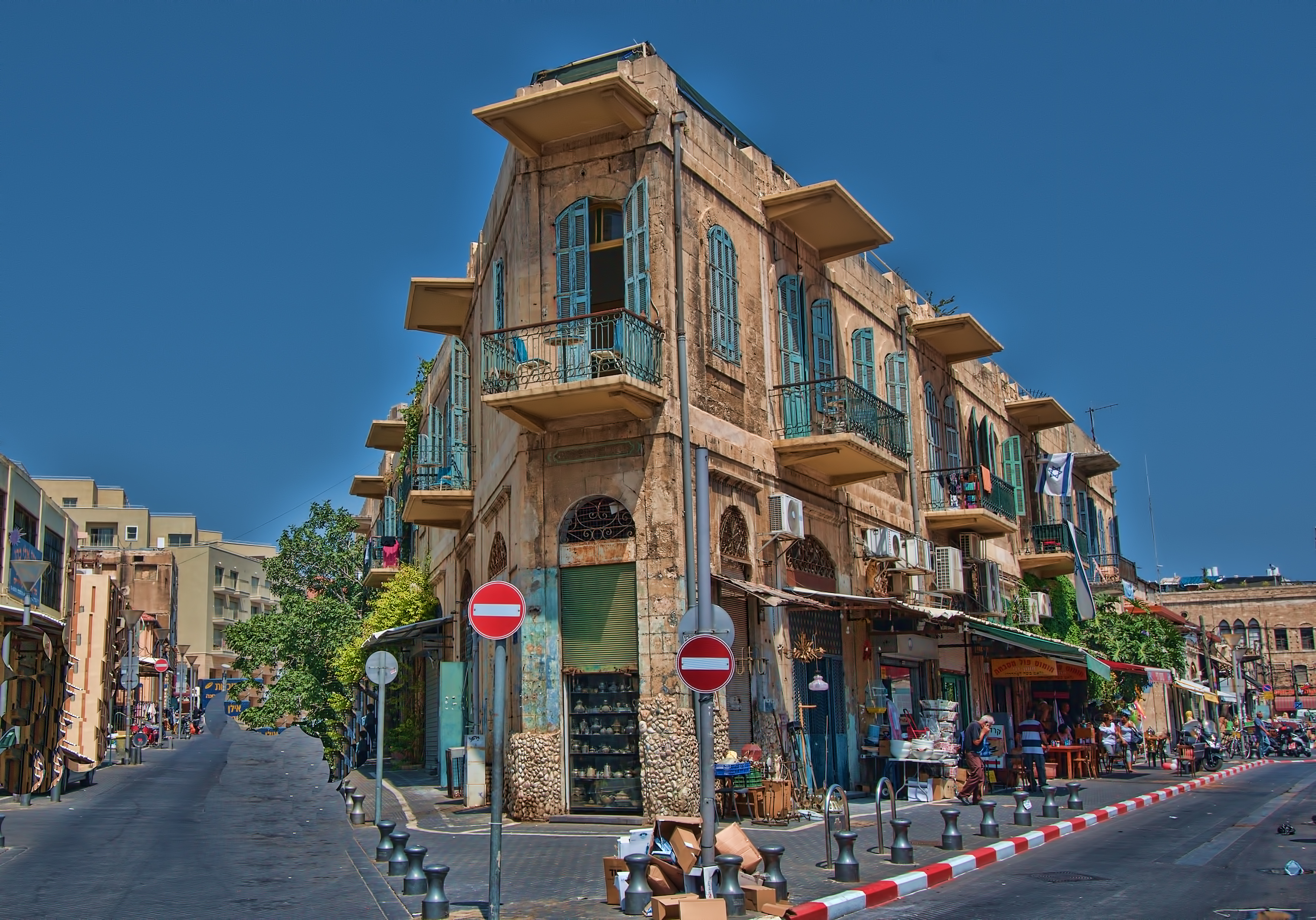
Old Jaffa Hostel, lui aussi propriété d’un absent exproprié.

Après 1985, les opérations immobilières ont permis une gentrification des quartiers arabes, dont les loyers ont explosé, dépassant les capacités de paiement des Arabes qui y logeaient. Ceux dont les logements n’étaient pas reconstruits les ont vu se dégrader, avec l’interdiction de les réparer eux-mêmes. Enfin, quand Amidar a commencé à vendre ses logements issus des biens des absents à leurs locataires, elle a refusé de les vendre aux Arabes ; même un cas exceptionnel passé devant la Cour suprême a abouti à ce que les juges reconnaissent « approprié qu’il ait le droit de l’acheter », mais prononcent tout de même l’expulsion de l’Arabe requérant, qualifié d’« envahisseur » par la Cour. Cette politique a abouti à faire passer la proportion d’Arabes dans les quartiers d’Ajami et de Jabalia de 95 % en 2000 à 71 % en 2020. La vieille ville a vu s’ouvrir des ateliers de peintres et de sculpteurs ainsi que des galeries d'art[réf. nécessaire].
Les éléments anciens subsistants, la zone de la place de l'Horloge, le marché aux puces, le port, la vieille ville, ont fait l’objet de couteuses rénovations de la part de la municipalité. Ces zones sont devenues les éléments d’un parc à thème, augmentant ainsi la valeur des biens immobiliers alentour, et effaçant l’histoire palestinienne de la ville.
Ces deux quartiers sont devenus des attractions touristiques. La boulangerie-pâtisserie Abouelafia (7, rue Yefet) et les restaurants de hoummous, à proximité du port et dans le secteur appartenant à la famille Hajj Kakhil, jouissent d'une grande renommée dans la partie arabe de la ville. Jaffa est devenue au cours des années un centre de vie culturelle et de loisir très intense : surtout dans le domaine du music-hall (l'imprésario et producteur Giora Goudik, etc.) - dans des salles de restaurant comme Alhambra, des night-clubs comme Ariana, Caliph, Hammam et le Moadon Hatheatron (« le Club du Théâtre »). On peut aussi citer l’hôtel Old Jaffa Hostel, installé dans une maison palestinienne expulsée.

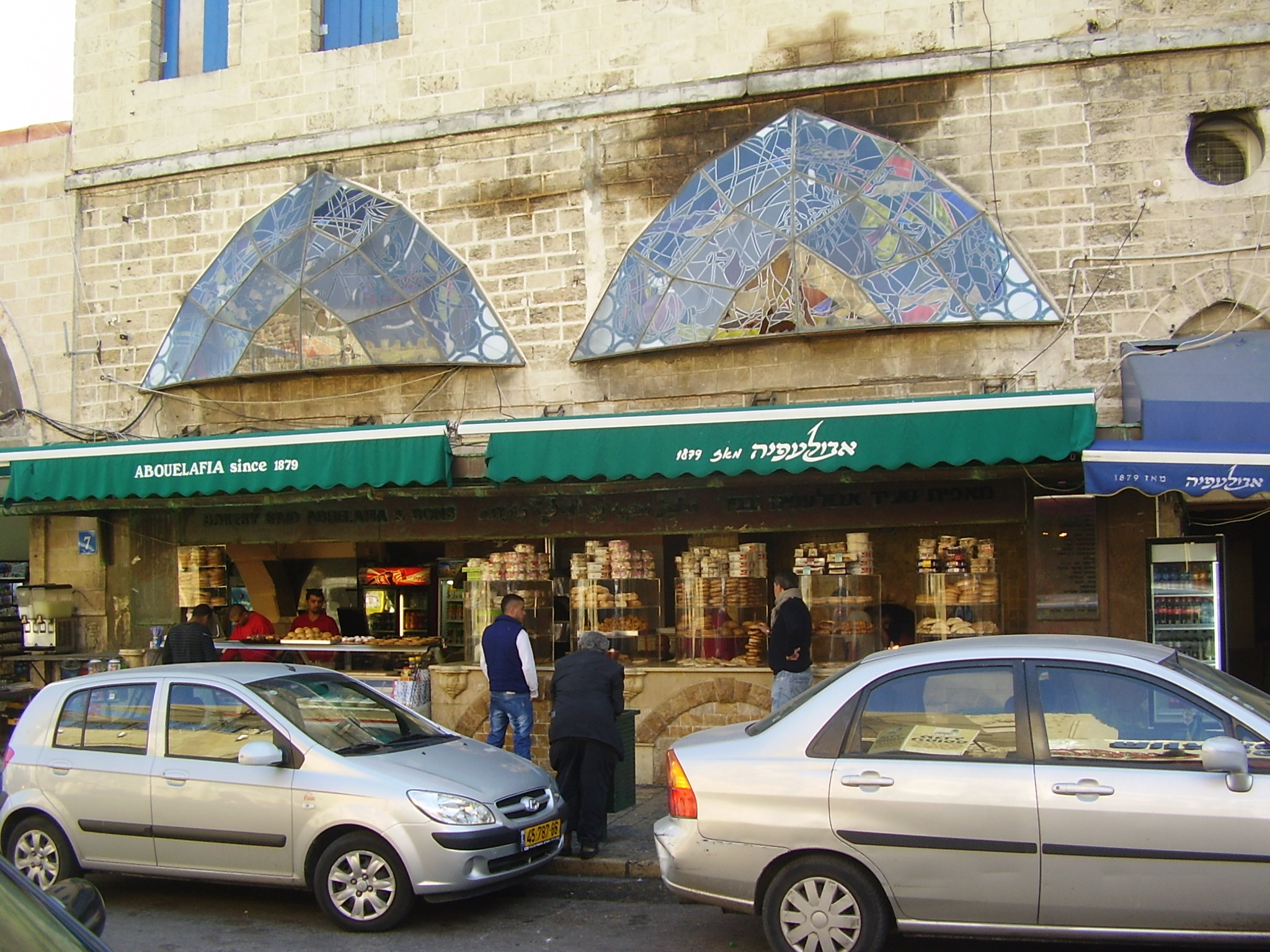
Pâtisserie Abouelafia.
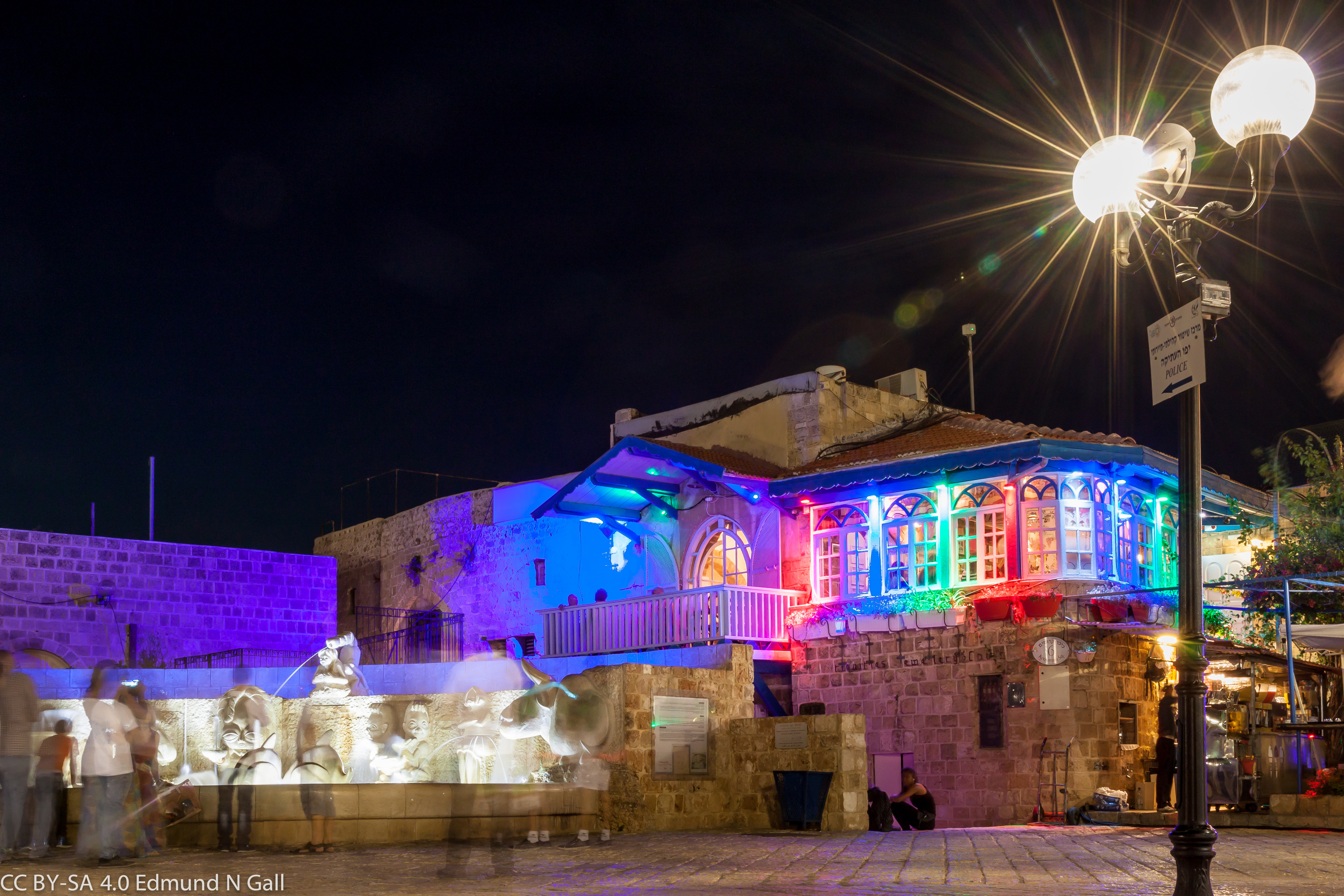
Restaurant au vieux Jaffa, 2014.
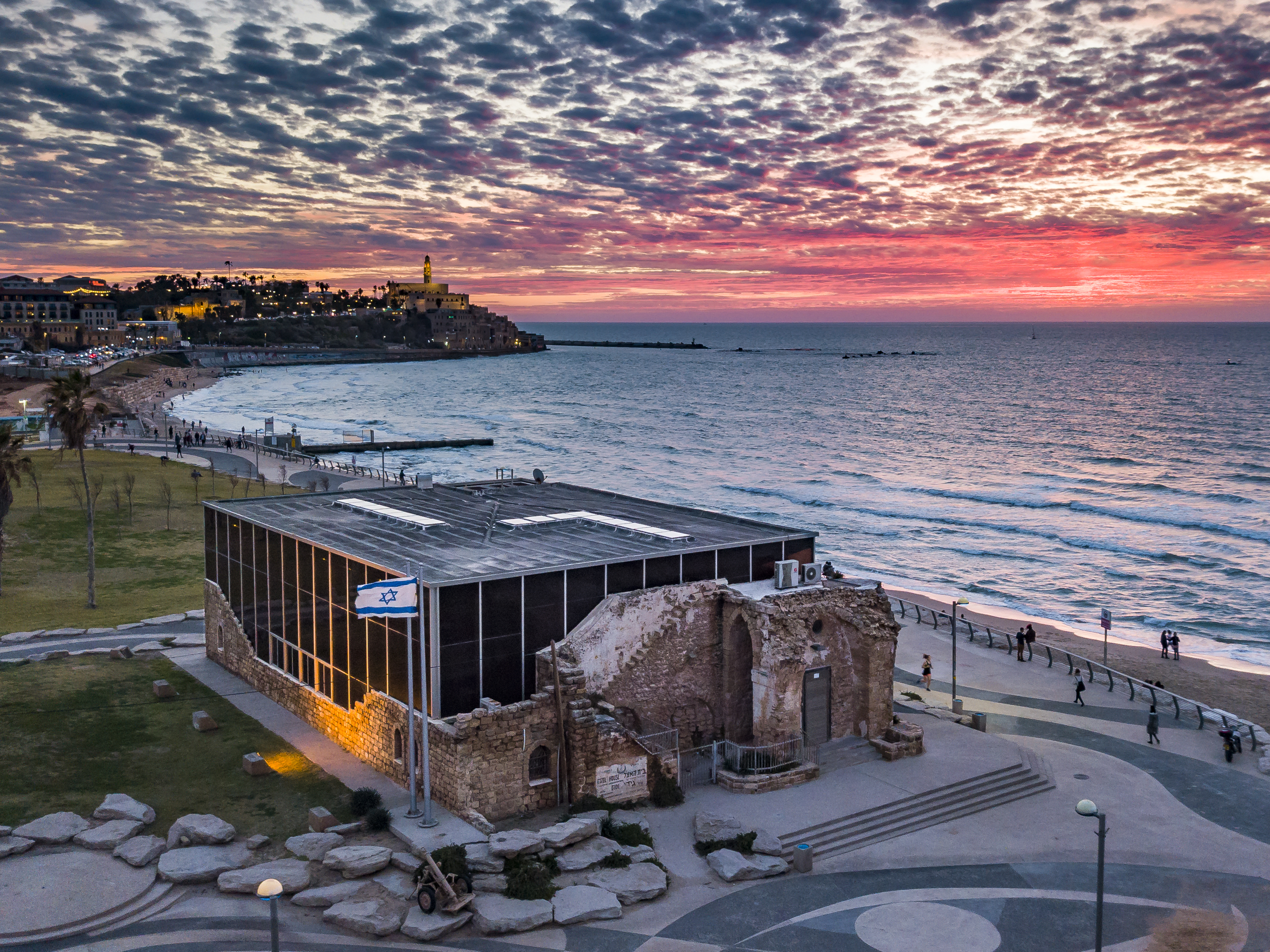
Musée de l'Etzel (Irgoun), le bâtiment sur le front de mer, 2018.

Le nom de Jaffa est lié aux débuts de plusieurs chanteurs pop ou de chansons hébraïques (« zemer ivri ») et aussi de l'activité des chanteurs grecs comme Aris San, Trifonas, Loukas Daralas, etc., et des troupes israéliennes locales ou « des rois de la bohème », comme l'écrivain Dan Ben Amotz. La station de radio Galey Tsahal, fort populaire, diffuse ses émissions depuis Jaffa. L'acteur et régisseur Niko Nitay y a fondé le théâtre « fringe » « Ha'Simta » (« La Ruelle »). S'y sont ajoutés ensuite d'autres ensembles de théâtre alternatif comme le théâtre Notzar, le Arab-Hebrew Theatre (théâtre arabo-hébreu), le théâtre de mouvement Meyumana, l'auditorium Anis, etc. Le Théâtre de répertoire « Guechere » (Gesher = « Pont »), fondé par Yevgueni Arye, metteur en scène juif immigré de Moscou, et dont les spectacles sont joués en hébreu ou en russe, jouit d'un prestige particulier. À Jaffa prennent place des festivals comme « Du-et » - consacré à la cohabitation des Juifs et des Arabes, le festival des monologues de théâtre « Theatronetto », le festival de musique et danse « Les Nuits de Jaffa ». La vie culturelle s'est enrichie par l'ouverture d'un café-librairie arabe « Yafa », devenu très populaire dans les cercles intellectuels.
Jaffa est connue aussi comme une ville sportive pour les Arabes et les Juifs. Ici se trouve un des plus importants stades d'Israël - le stade Blumfield. Il a été inauguré en 1962, à la place de l'ancien terrain Bassa, et sert aux clubs de football Hapoël et Maccabi Tel Aviv.
Au début du XXIe siècle, sous l'administration du maire Ron Huldaï, on[Qui ?] a créé un nouveau cadre administratif, la « Mishlama », pour la réhabilitation de Jaffa. On a bâti dans la ville une branche de l'Université de Tel Aviv, un lycée de musique qui abrita pendant plusieurs années les Ateliers Internationaux d'opéra et des concerts de musique baroque. Place de l'Horloge, à côté de l'ancien Sérail, on a inauguré un Centre culturel turc, en tenant compte du rôle joué par la Turquie dans l'histoire de la ville, mais son activité n'a pas démarré à cause de la détérioration des relations entre les deux pays sous le gouvernement Recep Tayyip Erdoğan.

### Coexistence et tensions entre Juifs et Arabes
À Jaffa, se trouvent aussi des centres communautaires religieux musulmans, chrétiens et juifs — du judaïsme orthodoxe (y compris hassidique et réformé). Après les Accords d'Oslo, on a fondé dans la ville l'Institut Peres pour la paix et le Saint-Siège y a ouvert une ambassade.
Cette existence de différentes communautés religieuses permet à la ville de se présenter comme « un endroit où les juifs, les Arabes et les chrétiens vivent ensemble dans la paix et une harmonie remarquables », bien que les biens des uns (les Arabes) soient expropriés pour construire les écoles des juifs, qui affichent ouvertement leur ambition de judaïser Jaffa. Outre les tensions liées à l’histoire, aux différences de statut et à la colonisation, des affrontements en mode mineur sur les modes de vie, avec l’exemple des nouveaux arrivants juifs aisés ou riches incommodés par la présence de coqs dans les quartiers arabes.
Les Arabes de Jaffa ont été organisés dès l'année 1967 dans des institutions comme le Trust de charité musulman et après 1973 l'Association philanthropique islamique Al Maqassid (al Maqassid al Khayriyya al Islamiyya) dirigée par Abdel Badawi Kaboub[réf. nécessaire]. Depuis 1979, l'association Al-Rabita (l’association des Arabes de Jaffa) lutte contre les démolitions et les expulsions. Elle a mené un long combat contre la bureaucratie de la municipalité et pour maintenir comme lieu de culte la mosquée Hassan Bek, vestige du quartier démoli de Manchiye.
En revanche, depuis 1949, d'autres mosquées ont été abandonnées ou transférées à d'autres activités. Les mosquées Raslan et Dabbagh sont entièrement détruites. La mosquée Siksik devient successivement un restaurant bulgare, une discothèque et un entrepôt, une salle servant de club social pour les juifs bulgares. La Tabiyya est transférée au Gardeien des propriétés des absents et cédée à une famille chrétienne qui en fait une église appelée la maison de Simon le Corroyeur (ou le Tanneur). La al-Wihdah devient une synagogue, la al-Jami'ah une discothèque et la al-Nuzha, laissée à l'abandon pendant des années, devient un lieu d'exercice de la prostitution.
En 1981, à l'initiative de l'association Al Maqassid, à l'occasion du Nouvel An islamique (Mouharam), la mosquée Hassan Bek accueille une réunion de prières pour la première fois depuis 1948, en présence du maire en fonction de Tel Aviv, Shlomo Lahat (Tchitch). L'écroulement accidentel, le 18 avril 1983, du minaret de la mosquée a ému la population arabe. Le nouveau conseil islamique « Al Hay'a al Islamiya » inauguré en 1988 par décision de la mairie de Tel Aviv, a repris la responsabilité de la rénovation de l'édifice avec l'aide de donateurs de tout le monde islamique. En 1994, la mosquée rénovée Hassan Bek, avec un minaret deux fois plus haut qu'avant, a été rouverte au service religieux.
En automne 2000, la Seconde Intifada éclate dans les territoires occupés par Israël en Cisjordanie et dans la bande de Gaza, avec une vague d'attentats meurtriers de kamikazes arabes contre la population juive partout dans le pays entre 2000 et 2004. Au début de ces événements, en octobre 2000, la police israélienne a réprimé des manifestations violentes des jeunes Arabes en Galilée, en tuant treize manifestants. Plus tard, après l'explosion provoquée le 1er juin 2001 à la discothèque du Dolphinarium de Tel Aviv dans laquelle 21 civils juifs ont trouvé la mort et 130 autres ont été blessés, ont eu lieu des manifestations de protestation juives devant la mosquée Hassan Bek, à proximité du lieu de l'attentat. Après ces événements, des jeunes Arabes de Jaffa, attisés par le mouvement islamiste local, dominé par l'aile plus « pure et dure » du « courant du nord » de ce mouvement, ont exprimé leur solidarité avec leurs concitoyens de Galilée, et respectivement, de Cisjordanie et de Gaza, par des manifestations violentes qui ont mené à la paralysie les années suivantes du tourisme intérieur juif et du tourisme étranger à Jaffa. Les slogans déclenchant des violences en octobre 2000 se référaient à une mise à feu imaginaire de la mosquée Hassan Bek par les Juifs.

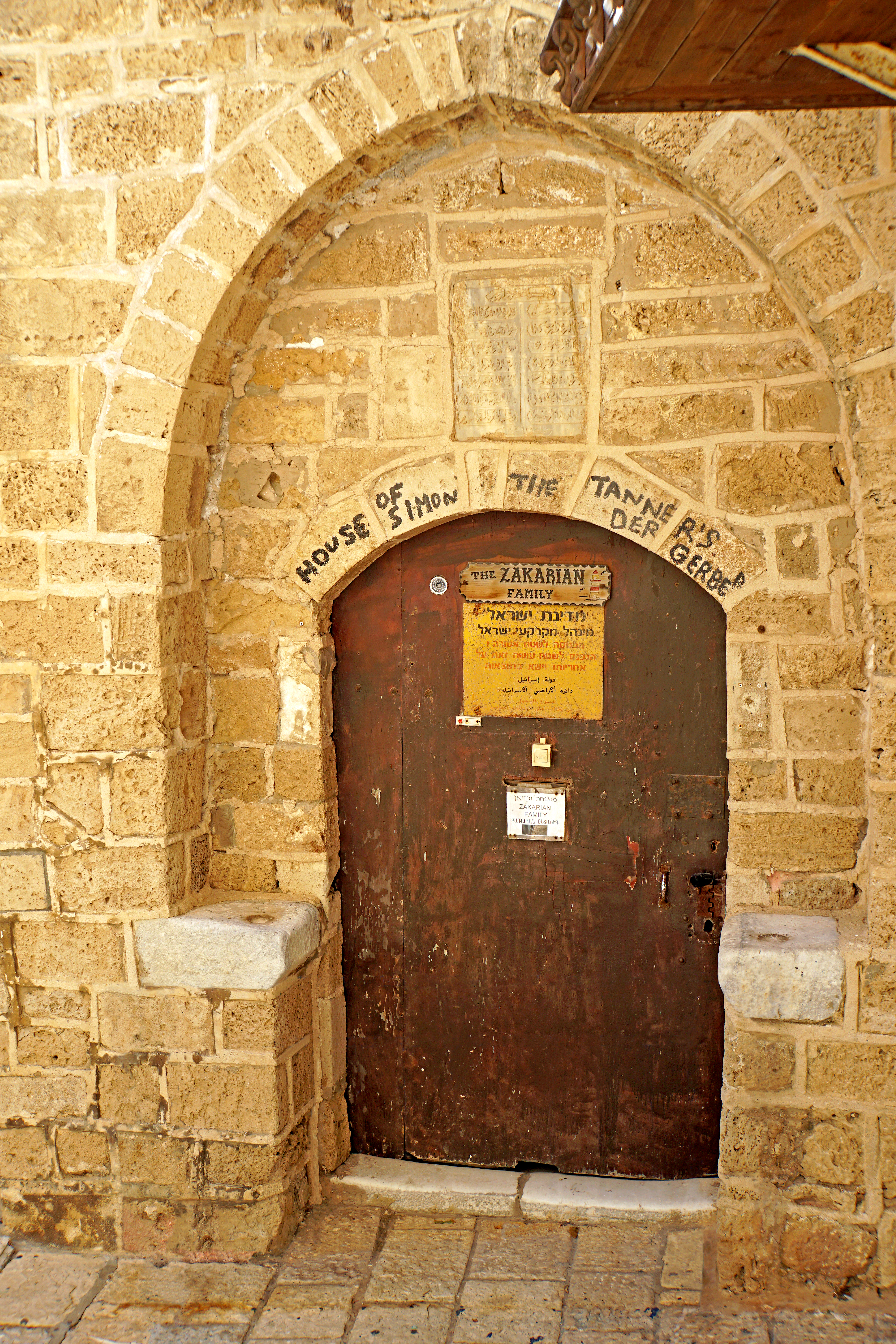
Maison de Simon le Corroyeur (Shimeon HaBurzekayi) à Jaffa.

Après 2004, la situation à Jaffa est revenue à la normale. En 2005, l'action provocatrice de quelques extrémistes juifs qui ont jeté dans la cour de la mosquée une tête de porc avec une inscription au nom du prophète Mahomet, a attiré de nouveau la consternation dans les rangs des musulmans déjà sensibilisés auparavant par des agitateurs. Actuellement[Quand ?], il y a certaines tensions à propos de la construction à Jaffa d'aires résidentielles destinées à des acheteurs aisés. Ces projets risquent de léser les droits des habitants arabes qui ont peur d'être évacués sans compensations adéquates.
À Jaffa, les chrétiens appartiennent à différents mouvements et paroisses : le Secours des Chrétiens et le Cèdre du Liban relevant de la Légion de Marie (catholique), les Frères des écoles chrétiennes (catholique), les paroisses maronites, melkites, arméniens, grecques orthodoxes, etc. S'y trouvent la paroisse latine construite en 1932 de Saint Antoine de Padoue (rue Yeffet) où sont célébrés les offices catholiques et la messe de Noël rassemblant aussi des chrétiens alentour et étrangers, et la grande église Saint-Pierre appartenant aux Franciscains, fondée à un emplacement désigné dans les Actes des Apôtres ou l'église de l'apôtre Pierre et de Tabitha-la-Juste (russe orthodoxe).
Contigüe à l'église Saint-Antoine, se trouve le lycée catholique Terra Santa.
Depuis les années 2000, la communauté chrétienne arabe a beaucoup diminué, comme toute la population chrétienne de la Palestine, en conséquence des émigrations successives, et des persécutions perpétrées par les Arabes musulmans et l'administration israélienne - même si le nombre de chrétiens en Israël est en légère augmentation en 2015.
Des manifestations de Palestiniens à la nationalité israélienne ont lieu contre les procédures d’expulsion de leurs logements. En 2020, le projet de la municipalité de détruire le cimetière musulman Al-Isaaf pour construire un refuge pour sans-abris a suscité de nombreuses manifestations de protestation pendant deux mois.
Jaffa fournit un exemple du colonialisme israélien, qui ségregue fortement les non-juifs de culture arabe, et de son racisme. Depuis le triomphe du néolibéralisme dans les années 1980, c’est une forme de capitalisme racialisé qui régit les relations entre les ethnies israélienne-juive et israélienne-arabe. Il passe par la judaïsation de l’espace ; la gentrification n’est pas seulement sociale, mais aussi ethno-raciale.

### Infrastructures
Depuis 2023 une ligne de tramway régional reliant les agglomérations urbaines de Bat Yam, Tel Aviv-Jaffa, Ramat Gan et Petah Tikva est fonctionnelle.

## Personnalités

### Personnalités nées à Jaffa
- Blanche de France (1253-1310 ou 1320), fille du roi de France Louis IX, épouse de Ferdinand de la Cerda, fils du roi de Castille Alphonse X, enterrée dans la basilique Saint-Denis à Saint-Denis, au nord de Paris[27] ;
- Haim Eliyahou Chelouche (1870-1934), homme d'affaires, un des fondateurs de Tel Aviv ;
- Tziona Tadjer (1900-1988), peintre israélienne ;
- Michel Loève (1907-1979), mathématicien franco-américain ;
- Hanna Kipnis (1908-1955), chanteuse juive de Palestine ;
- David Zehavi (1910-1977), compositeur israélien ;
- Théo Tobiasse (1926-2012), artiste-peintre, dessinateur et sculpteur français ;
- Hisham Sharabi (1927-2005), historien et sociologue palestino-américain ;
- Saïd Hammami (1941-1978), militant, diplomate et journaliste palestinien ;
- Itzhak Perlman (1945-), violoniste et chef d'orchestre israélo-américain ;
- Hanna Laslo (1953-), comédienne israélienne ;
- Yoav Galant (1958-), homme politique israélien, actuel ministre de la défense d'Israël.
- Shredy Jabarin (1981-), acteur arabe israélien.

### Personnalités décédées à Jaffa
- Thomas Hodgkin (1798-1866), médecin anglais.

## Jaffa dans la culture

### Littérature
- Jean Bertolino, Les Orangers de Jaffa, Paris, Presses de la Renaissance, 2003, 416 p.
- Claude Mouton, La Porte de Jaffa, Paris, L'Harmattan, 2007, 222 p.  (ISBN 978-2-296-04136-3)
- Avner Mandelman, Le Testament de Jaffa, traduit de l'anglais, Paris, Liana Levi, 2010[28]
- Marek Hlasko, Converti à Jaffa, traduit du polonais, Bordeaux, Mirobole, 2018[29]  (ISBN 978-2-37561-097-8)

### Peinture
Tableaux d'histoire
- Reprise du château de Jaffa occupé par Saladin par le roi d'Angleterre Richard Coeur de Lion, d'Édouard Girardet
- Bonaparte visitant les pestiférés de Jaffa, d'Antoine-Jean Gros

Tableaux orientalistes
- Un puits à Jaffa, de Gustav Bauernfeind[30] (1848-1904)
- Marché à Jaffa (1887), de Gustav Bauernfeind

Autres

Jaffa est le sujet de nombre de créations des peintres israéliens, comme Nahum Gutman, Tziona Tadjer, Eric Eliahou Boukobza.
- Bottles in old Jaffa[31], de Dondi Schwartz (né en 1961)

### Cinéma
- Jaffa, film de Keren Yedaya avec Dana Ivgy, Mahmud Shalaby, Ronit Elkabetz et Moni Moshonov.
Ce film, sorti en France en 2009, a pour cadre la ville de Jaffa. Le  titre original en hébreu est Kalat hayam, « la fiancée de la mer » (un des surnoms de la ville).
- Ajami, de Yaron Shani et Scandar Copti, 2009
Jouée en hébreu et arabe, cette production israélo-allemande raconte cinq histoires liées au quartier Ajami à Jaffa ; les acteurs sont Fouad Habash, Ibrahim Frege, Scandar Copti, Shahir Kabaha et Eran Naim. Le film a reçu :
  - la Caméra d'Or mention spéciale au Festival de Cannes 2009,
  - le Sutherland Trophy au Festival de cinéma de Londres
  - en Israël, le prix Ophir pour le meilleur film de long métrage, la meilleure régie, le meilleur scénario et la meilleure musique (Rabih Bukhari)
- Une orange à Jaffa, de Mohammed Almughanni, Grand prix du Festival du court métrage de Clermont-Ferrand 2024[32]

### Musique
- Jaffa Blossom, album et musique composés par le flutiste palestinien Mohamed Najem, 2024[33]

## Galerie

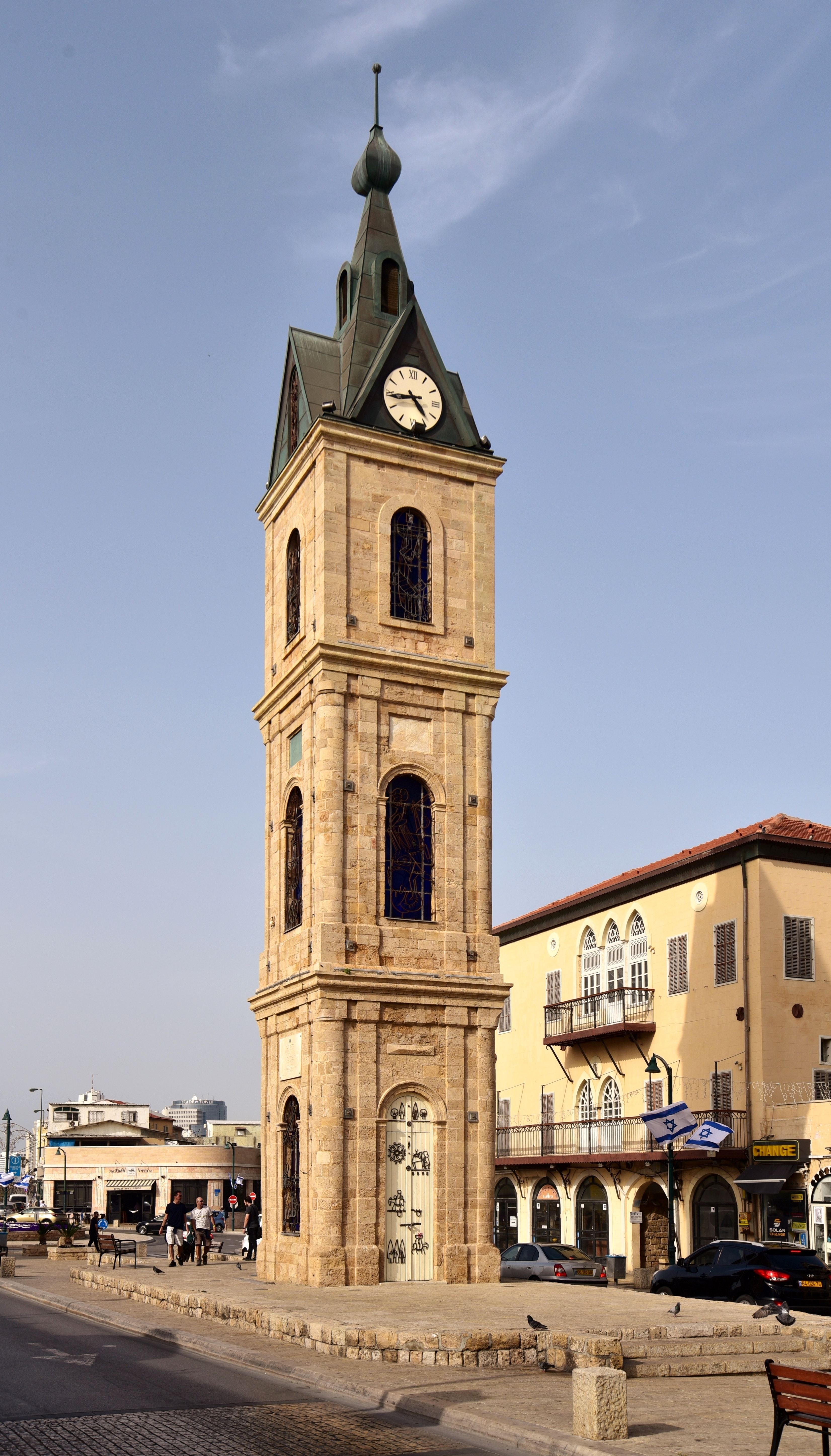
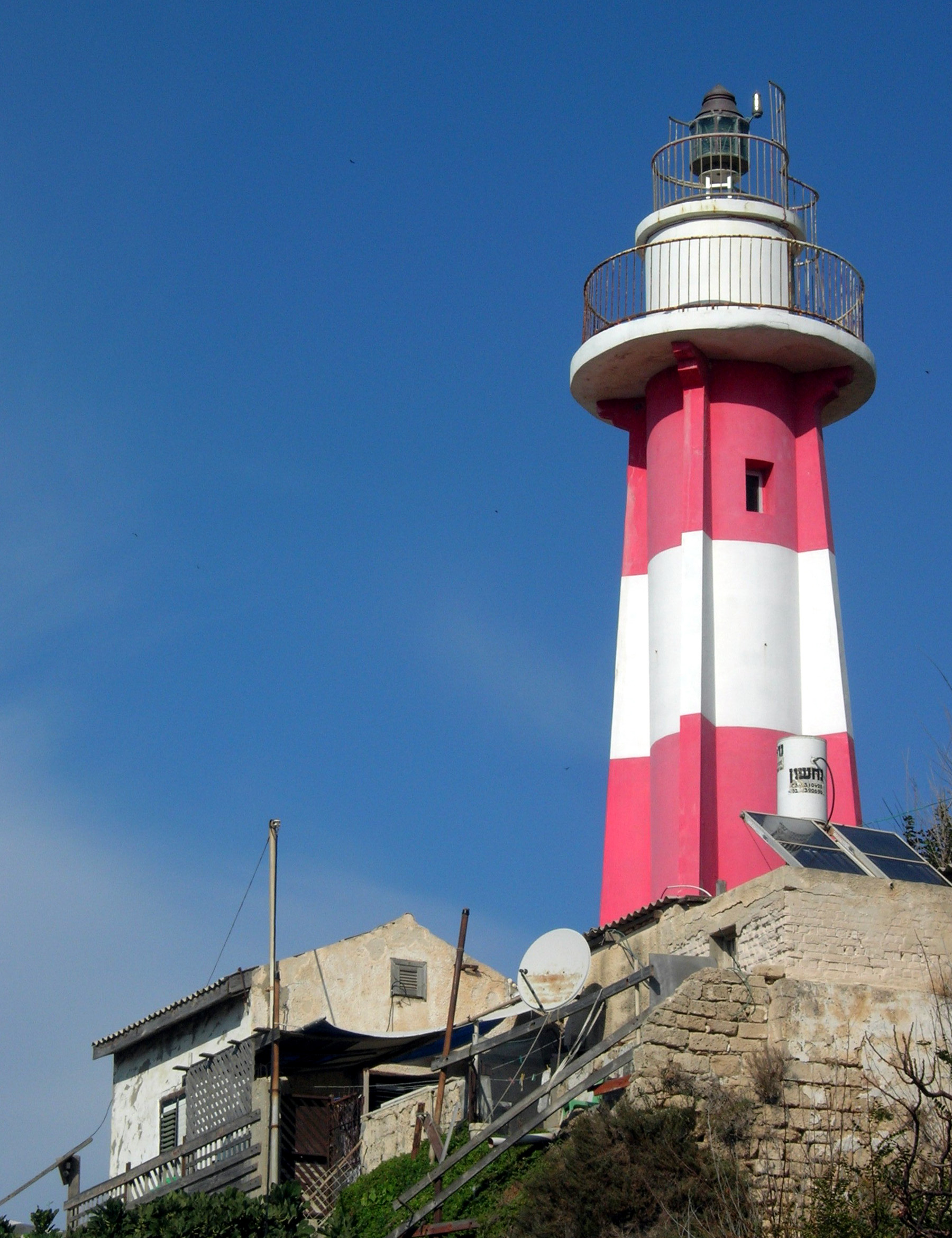
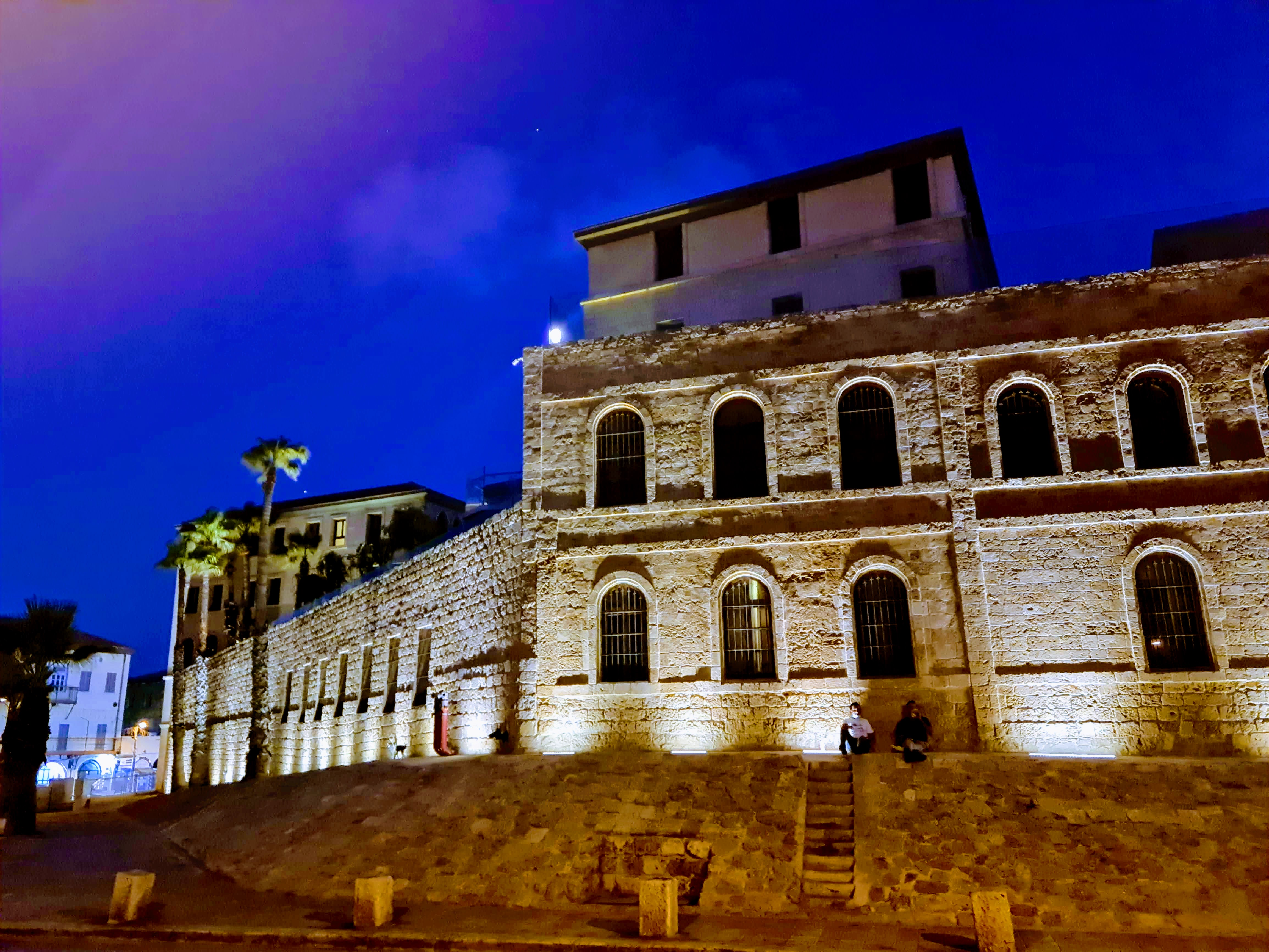
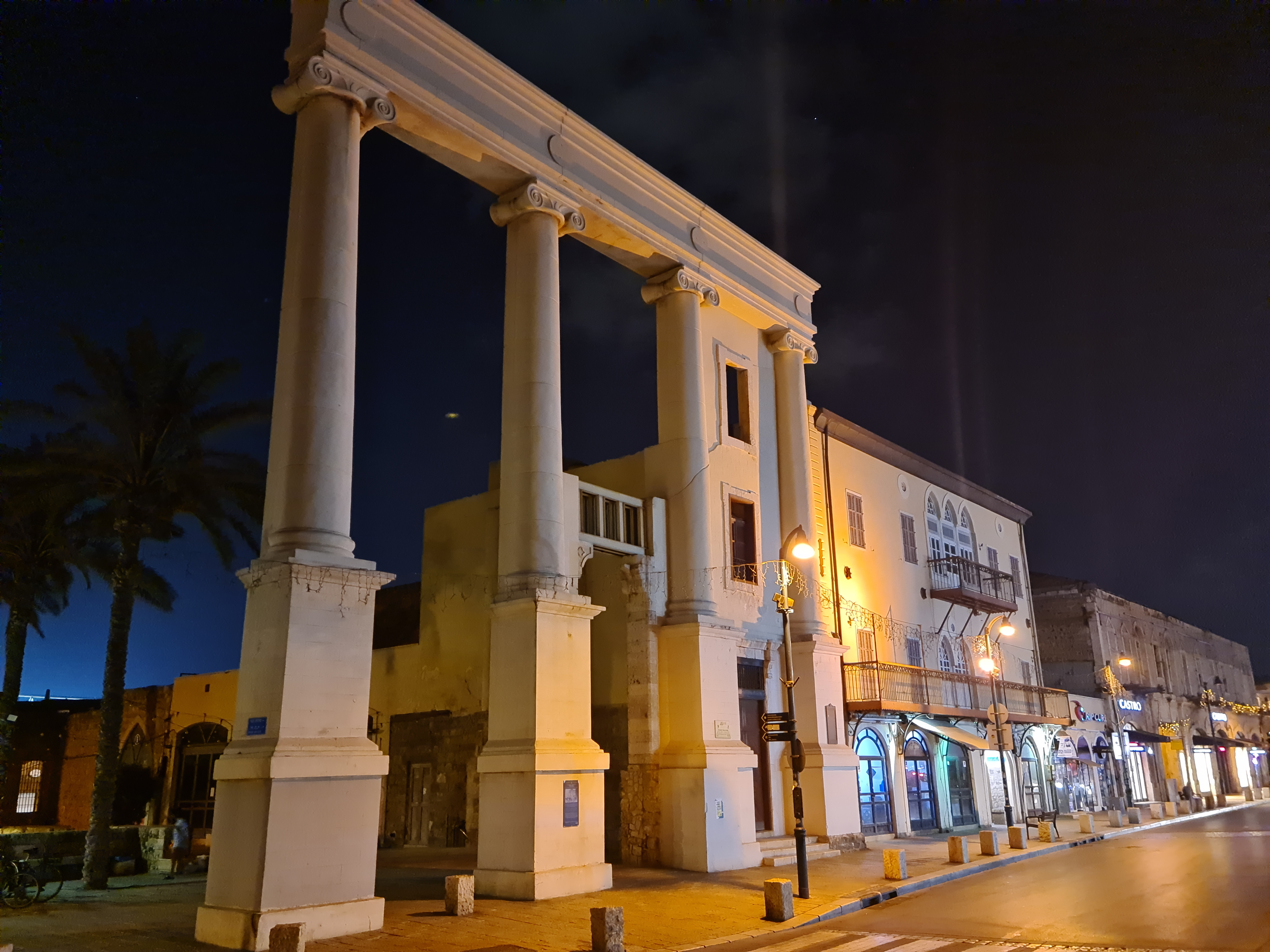
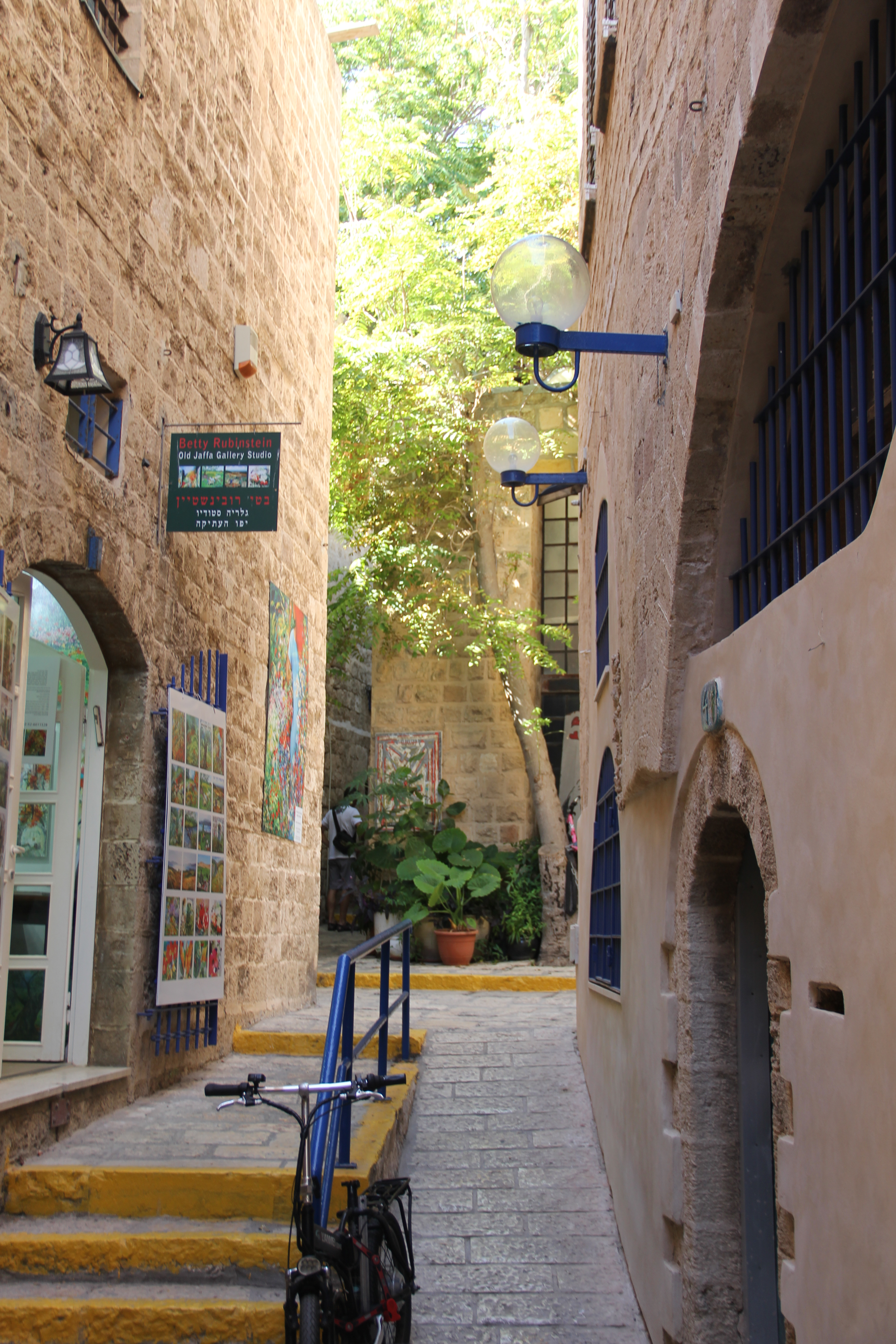